# Список НАТО класифікації груп постачання
Даний список являє собою перелік груп та класів предметів постачання за класифікацією НАТО. Національний інвентарний номер або Інвентарний номер НАТО (NSN) складається з 13-ти цифр, ним нумерують стандартні предмети постачання як країни члени НАТО, так і багато інших країн.
Перші чотири цифри з 13-ти значного коду є класифікаційною групою постачання NATO Supply Classification Group (NSCG). Перша та друга цифри позначають групу постачання NATO Supply Group, третя та четверта цифра позначають клас постачання NATO Supply Class.
Україна також використовує дане маркування. До об'єктів класифікації відносять озброєння, військову та спеціальну техніку, інше спеціальне майно, матеріали та вироби, які виготовляють для потреб Збройних Сил України та інших військових формувань, що експортує Україна.

## Група 10: Зброя
Включає: вогнепальну зброю, пускові установки, сигнальні пістолети, нейтралізуючі засоби (розмагнічувальні пристрої), засоби маскування та імітації.
Не Включає: засобів керування зброєю (вогнем) (12) та пристроїв нічного бачення (58).
| Клас | Опис | Включає | Не Включає |
| ---- | --- | --- | --- |
| 1005 | Зброя вогнепальна калібром до 30 мм                                                                                              | Вогнепальну зброю калібром до 30 мм та складові частини | Боєприпасів (1305) |
| 1010 | Зброя вогнепальна калібром від 30 мм до 75 мм                                                                                    | Вогнепальну зброю калібром від 31 мм до 75 мм та складові частини | Боєприпасів (1310) |
| 1015 | Зброя вогнепальна калібром від 75 мм до 125 мм                                                                                   | Вогнепальну зброю калібром від 76 мм до 125 мм та складові частини | Боєприпасів (1315) |
| 1020 | Зброя вогнепальна калібром від 125 мм до 150 мм                                                                                  | Вогнепальну зброю калібром від 126 мм до 150 мм та складові частини | Боєприпасів (1320) |
| 1025 | Зброя вогнепальна калібром від 150 мм до 300 мм                                                                                  | Вогнепальну зброю калібром від 151 мм до 300 мм та складові частини | Боєприпасів (1320) |
| 1030 | Зброя вогнепальна калібром о 300 мм                                                                                              | Вогнепальну зброю калібром більше 300 мм та складові частини | Боєприпасів (1320) |
| 1040 | Хімічне озброєння та устаткування                                                                                                | Вогнемети, генератори диму | Вогнеметів самохідних гусеничних (2350), засобів захисту від радіаційної, хімічної та біологічної (РХБ) зброї (4230), приладів і засобів РХБ розвідки та контролювання (6665), речовин, які вживають для боротьби з дією РХБ зброї, для дезактивації, дегазації тощо (6840), одягу захисного (8415) |
| 1045 | Установки пускові, торпеди, глибинні заряди                                                                                      | Пускові установки для глибинних зарядів, апарати торпедні | |
| 1055 | Комплекси і пускові установки для запускання некерованих бойових та піротехнічних ракет                                          | Комплекси і пускові установки некерованих бойових та піротехнічних ракет наземного базування, корабельні та авіаційні бортові, зокрема реактивні комплекси залпового вогню; комплекси засобів радіоелектронної боротьби | Ракет некерованих, їх бойового оснащення та складових частин (1340), систем (комплексів) ракетних (1425), установок пускових керованих ракет (1440) |
| 1070 | Загорожі сіткові та бонові | Сіткові та бонові засоби захисту проти торпед та підводних човнів | |
| 1075 | Устаткування для розмагнічування та міношукачі                                                                                   | | Засобів знаходження наземних мін (6665) |
| 1080 | Засоби маскування та імітації | Всі засоби маскування та імітації, зокрема макети військової техніки, маскувальні сітки і та інше | Генераторів диму (1040), аерозолеутворювальних та димових сумішей (1365), засобів маскування особового складу (8415) |
| 1090 | Складові частини та спорядження взаємозамінні для комплектування озброєння, яке відноситься до двох або більше класів цієї групи | Компоненти та складові частини, що їх використовують для комплектування зразків озброєння, які належать до двох чи більше класів групи 10                                                                               | |
| 1095 | Озброєння різноманітне допоміжне, яке не про класифіковано в інших класах цієї групи                                             | Зброю холодну та метальну ручну, засоби боротьби з без порядками, загороджувальні аеростати, салютні установки, зброю променеву і засоби захисту від неї, лінеметальні пристрої                                         | |

## Група 11: Ядерні боєприпаси
Включає: бомби, снаряди, торпеди, міни та ядерні ракети, заряди та компоненти ядерних боєприпасів, підривні пристрої ядерних боєприпасів, комплекти устаткування конверсії ядерних боєприпасів, спеціальне устаткування для перевіряння і технічного обслуговування ядерних боєприпасів, засоби транспортування ядерних боєприпасів.
| Клас | Опис                                                                                       | Включає | Не Включає |
| ---- | ------------------------------------------------------------------------------------------ | --- | --- |
| 1105 | Авіаційні ядерні бомби                                                                     | | |
| 1110 | Артилерійські ядерні снаряди                                                               | | |
| 1115 | Боєголовки ядерні та їх частини                                                            | | |
| 1120 | Бомби глибинні, ядерні торпеди та міни                                                     | | |
| 1125 | Ядерні вибухові заряди                                                                     | Ядерну зброю, яка призначена для руйнування споруд, районів тощо, також включає аксесуари, зовнішні поверхні, контейнери та інші предмети, не про класифіковані в інших класах                                    | |
| 1127 | Ядерні ракети                                                                              | Ядерну зброю, яка складається з корпусів ракет, оснащених ядерними боєголовками, та становить один предмет постачання, також включає складові частини для споряджених ракет, не про класифікованих в інших класах | |
| 1130 | Устаткування для конверсії ядерних боєприпасів                                             | | |
| 1135 | Підривні пристрої ядерних боєприпасів                                                      | | |
| 1140 | Ядерні компоненти                                                                          | | |
| 1145 | Компоненти вибухові та піротехнічні ядерних боєприпасів                                    | | |
| 1190 | Устаткування спеціалізоване для перевірки та технічного обслуговування ядерних боєприпасів | Спеціально розроблені вантажівки та причепи для перевезення ядерних боєприпасів, спеціальні кріплення та підіймальні засоби                                                                                       | Ручних інструментів, інструментів, які використовують і для ядерних боєприпасів, і для звичайного устаткування, основних типів електричних та електронних випробувальних інструментів, зокрема спеціально розроблених, таких як амперметрів, вольтметрів, омметрів та подібних пристроїв (49, 51) |
| 1195 | Ядерні засоби інші                                                                         | Предмети постачання, спільні для більше ніж одного класу цієї групи | |

## Група 12: Засоби керування зброєю (вогнем)[1]
| Клас | Опис                                                                               | Включає | Не Включає |
| ---- | ---------------------------------------------------------------------------------- | --- | --- |
| 1210 | Прилади керування артилерійським вогнем                                            | | |
| 1220 | Приціли та пристрої керування зброєю (вогнем) обчислювальні                        | Приціли та пристрої керування вогнем окремих одиниць зброї, зокрема авіаційні | |
| 1230 | Системи керування зброєю (вогнем)                                                  | | |
| 1240 | Устаткування оптичне прицільне та визначники дальності до цілей                    | Перископи для підводних човнів, далекоміри та висотоміри, телескопічні приціли, оптичні пристрої, інтегровані з устаткуванням керування вогнем                                                                     | |
| 1250 | Пристрої стабілізації систем керування зброєю (вогнем)                             | | |
| 1260 | Апаратура вказування цілей та індикації систем керування зброєю (вогнем)           | Апаратуру вказування цілей та індикації систем керування зброєю (вогнем) наземної артилерії, стрілецької зброї, морської артилерії, артилерії та стрілецької зброї авіаційної                                      | |
| 1265 | Апаратура передавальна та приймальна систем керування зброєю (вогнем)              | Приймальне, приймально-передавальне та приймально-регулювальне устаткування систем керування зброєю | Приймально-передавального устаткування радіолокаційних станцій (5840, 5841) та апаратури систем керування зброєю (вогнем) авіаційної (1270) |
| 1270 | Частини складові авіаційних систем керування зброєю (вогнем)                       | Установки гарматні (кулеметні) авіаційні рухомі та нерухомі, спеціально призначені обчислювальні системи, гіромеханізми, які використовують з відповідним устаткуванням                                            | Прицілів авіаційних стрілецьких (1220), пристроїв керування бомбометанням (1280)                                                            |
| 1280 | Частини складові авіаційних систем керування бомбометанням                         | Складові частини прицільно-обчислювальні, системи керування бомбометанням, пристрої керування підійманням та скиданням бомб і вантажів, гіромеханізми комплектні                                                   | Прицілів авіаційних для бомбометання (1220)                                                                                                 |
| 1285 | Устаткування радіолокаційне систем керування зброєю (вогнем)                       | Радіолокаційне устаткування, апаратуру та пристрої, що створені спеціально для використовування у складі систем керування зброєю (вогнем)                                                                          | Апаратури керування зброєю (вогнем) літальних апаратів (1260)                                                                               |
| 1287 | Системи гідроакустичні керування зброєю (вогнем)                                   | Гідроакустичні системи керування зброєю (вогнем), які використовують всі роди збройних сил | |
| 1290 | Апаратура систем керування зброєю (вогнем), яка не увійшла в інші класи цієї групи | Установки визначання координат цілей акустичним методом та по спалахах, пристрої установчі для підривачів, а також іншу апаратуру систем керування зброєю (вогнем), що не по класифікована в інших класах 12 групи | |

1. ↑  Системи, прилади і компоненти керування вогнем (зброєю) класифікують: а) у відповідні класи цієї групи, якщо: вони призначені для багатоцільового використовування для різних типів устаткування керування вогнем, змодифіковані для використання з системами дистанційного управління керованими ракетами, призначені спеціально для систем дистанційного управління корабельних ракет, це радіолокаційне устаткування, призначене спеціально для систем керування вогнем (зброєю). Інтегральна одиниця Включає характеристики як денного, так і нічного бачення, призначені спеціально для систем керування повітряним вогнем та системою керування бомбометанням в літаках;
б) в класі 1430, якщо призначені спеціально для дистанційних систем управління керованими ракетами, за винятком корабельних ракет;
в) у відповідних класах групи 58, якщо: призначені для багатоцільового використовування як з устаткуванням керування вогнем, так і з устаткуванням зв'язку, призначені для нічного бачення.
2. ↑  Цей клас Включає всі види систем та комплексів керування зброєю (вогнем), інші прилади та обчислювальні пристрої керування окремими одиницями зброї, запасні частини чи додаткове устаткування для використання в системах керування вогнем, про класифіковані в інших класах.

## Група 13: Боєприпаси та вибухові компоненти[1]
| Клас | Опис                                                                                                 | Включає | Не Включає |
| ---- | --- | --- | --- |
| 1305 | Боєприпаси калібром до 30 мм                                                                         | Всі види стрілецьких та артилерійських боєприпасів калібром до 30 мм, а також складові частини | |
| 1310 | Боєприпаси калібром від 30 мм до 75 мм                                                               | Всі види артилерійських боєприпасів калібром від 30 мм до 75 мм, складові частини | Підривачів, капсулів (1390) хімічних бойових зарядів (1365) |
| 1315 | Боєприпаси калібром від 75 мм до 125 мм                                                              | Всі види артилерійських боєприпасів калібром від 75 мм до 125 мм, складові частини | Підривачів, капсулів (1390) хімічних бойових зарядів (1365), піротехнічних патронів (1377) |
| 1320 | Боєприпаси калібром понад 125 мм                                                                     | Всі види артилерійських боєприпасів калібром понад 125 мм, складові частини | Підривачів, капсулів (1390) хімічних бойових зарядів (1365) |
| 1325 | Бомби                                                                                                | Всі види бомб, які скидають з літальних апаратів, складові частини бомб | |
| 1330 | Гранати                                                                                              | Всі види ручних та спеціальних гранат, складові частини гранат | Гранатометних (1310, 1315, 1320). |
| 1336 | Боєголовки та вибухові компоненти керованих ракет                                                    | Бойові частини керованих ракет, навчальні та хімічні боєголовки | Атомних боєголовок (1115), усіх інших боєголовок для використовування на некерованих ракетах, хімічних зарядів що містяться в витратних контейнерах, таких як піропатрони та картриджі для їх введення в силову установку ракети як єдиного елемента (1377)          |
| 1337 | Двигуни твердопаливні керованих ракет орбітальних засобів та їх складові частини                     | Твердопаливні двигуни, споряджені вибуховими речовинами для керованих ракет, та твердопаливні двигуни орбітальних засобів, складові частини, такі як картриджі та контейнери, призначені для введення в силову установку і є єдиним компонентом | Двигунів для ракет навчальних та неспоряджених (1338), двигунів некерованих ракет (1340), твердого палива встановленого об'єму та якості у контейнерах багаторазового використовування (1376)                                                                        |
| 1338 | Двигуни неспоряджені твердопаливні та їх складові частини для керованих ракет та орбітальних засобів | Твердопаливні двигуни для навчальних та неспоряджених керованих ракет, для орбітальних засобів, складові частини | Споряджених твердопаливних двигунів керованих ракет (1337) та двигунів некерованих ракет (1340) |
| 1340 | Ракети некеровані, їх бойове оснащення та складові частини                                           | Некеровані ракети, піротехнічні ракети, снаряди некеровані реактивні, двигуни некерованих ракет, захисні покриви бойових частин ракет, скидані ракетні пускові установки, тренувальні комплекти, та інші спеціальні компоненти, не прокласифіковані в інших класах, складові частини (двигуни, бойові частини тощо). Не Включає ядерних ракетних та ядерних боєголовок (1115, 1127), всі інші бокові частини, які не використовують некеровані ракети, а також ракет з вмонтованими пристроями управління | |
| 1345 | Міни наземні                                                                                         | Всі наземні міни (протитанкові та протипіхотні) та фугаси, складові частини | |
| 1346 | Керовані боєприпаси                                                                                  | | |
| 1350 | Міни морські та їх інертні компоненти                                                                | Парашутне спорядження, інертні корпуси мін, блоки підсилювання, часові механізми, часові стартери, вимірювальні котушки, наповнювачі мінні | Бойових частин морських мін (1351) |
| 1351 | Компоненти бойові морських мін                                                                       | Бойові зарядні відділення мін морських та пристрої для їх підривання | |
| 1352 | Пристрої розміщування морських мін інертні                                                           | Повні оперативні блоки, такі як пристрої для спостерігання за морськими мінами, а також складові компоненти | Інертних компонентів торпед (1355), глибинних бомб (1360) та морських мін (1351) |
| 1353 | Пристрої розміщування морських мін вибухові                                                          | Повний вибуховий пристрій, зокрема боєприпаси, ініціювальний заряд та складові частини | Вибухових частин морських мін (1351), вибухових частин торпед (1356), військових хімічних речовин (1365) |
| 1355 | Торпеди та їх інертні компоненти                                                                     | Всі види торпед, ракето-торпеди | Бойових зарядних відділень (1356) |
| 1356 | Компоненти торпед вибухові                                                                           | Бойові зарядні відділення торпед, прискорювачі, детонатори | |
| 1360 | Бомби глибинні та їх інертні компоненти                                                              | Глибинні бомби, зокрема реактивні | Бойових зарядних відділень та пристроїв для підривання (1361) |
| 1361 | Компоненти бомб глибинних вибухові                                                                   | Бойові зарядні відділення глибинних бомб, пристрої для їх підривання | |
| 1365 | Речовини хімічні бойові                                                                              | Всі види бойових хімічних речовин і зарядів (отруйні, вогнеметні, трасувальні, запалювальні, димові, аерозолеутворювальні, піноутворювальні) | Хімічних боєприпасів (1310, 1315, 1320) |
| 1367 | Комплекти та набори тактичної зброї                                                                  | | |
| 1370 | Піротехніка                                                                                          | Тільки освітлювальні, сигнальні, салютні, піротехнічні ракети | Постріли артилерійські з піротехнічними снарядами (1305, 1310, 1315, 1320), гранати піротехнічні (1330) та заряди, піропатрони та пристосування приводні (1377) |
| 1375 | Пристрої підривні                                                                                    | Підривні заряди (вибухово-запалювальні, підривні стандартні, розмінування), засоби підривання морських мін, шнури вогнепровідні та детонувальні, запали, детонатори | Рідкого ракетного палива та окиснювачів (2845, 9135), вибухових компонентів керованих ракет (1336), твердого палива певної кількості і якості, призначеного для спорядження контейнерів багаторазового використовування (1376), компонентів ядерних боєприпасів (11) |
| 1376 | Речовини вибухові та порохи                                                                          | Вибухові речовини, порохи, паливо тверде ракетне в контейнерах багаторазового використовування; пристрої, що містять в собі вибухові речовини | Рідкого ракетного палива в одноразових контейнерах (2845) та пристроїв порохових приводних (1377) |
| 1377 | Піропатрони та пристосування приводні та їх складові частини                                         | Споряджені піротехнічні вироби, що призначені для задіювання різноманітних пристроїв (двигунів, систем гасіння пожеж, катапульт, стартових прискорювачів і т. ін.) | |
| 1385 | Інструмент та устатковання спеціальні для знешкоджування наземних боєприпасів                        | Спеціальний інструмент та спеціальне устатковання для знешкоджування наземних боєприпасів | Інструментів та пристосування широкого вжитку (51) та підривних пристроїв (1375) |
| 1386 | Інструмент та устатковання для знешкоджування морських боєприпасів                                   | Тільки спеціальний інструмент та спеціальне устатковання для знешкоджування морських боєприпасів | Інструментів та устатковання широкого вжитку (51), а також підривних пристроїв (1375) |
| 1390 | Підривники та капсулі                                                                                | Капсулі та підривники для боєприпасів, покласифікованих в класах (1310, 1315, 1320) | Капсулів та підривників для боєприпасів, не покласифікованих в класах (1310, 1315, 1320) |
| 1395 | Боєприпаси інші, які не увійшли в інші класи цієї групи                                              | Боєприпаси, що не увійшли в інші класи цієї групи, а також складові частини корпусів боєприпасів (вкладиші, діафрагми, ковпачки тощо) | |
| 1398 | Устатковання для експлуатування і технічного обслуговування боєприпасів спеціальне                   | Спеціальне устатковання для експлуатування і технічного обслуговування стандартних боєприпасів та некерованих ракет | Спеціального складного устатковання майстерень з ремонту та технічного обслуговування боєприпасів і некерованих ракет (49) |

1. ↑  До цієї групи не входять предмети постачання, спеціально розроблені як засоби ведення ядерної війни.
2. ↑  Модифікація пристрою розміщування морських мін без підривного заряду. Застосовний для полювання та спостерігання за морськими мінами. Може також бути використовуваний у навчальних цілях.
3. ↑  Завершені вибухові пристрої, зокрема розривний заряд. Його запалюють, наводять на ціль та детонують з резервуара чи іншого віддаленого місця.
4. ↑  Цей клас Включає засоби забезпечування безпеки польоту, які складаються з певної кількості ракетного пального (у картриджах або вилитих формах) та засобів активізування, призначені для їх вмонтовування або пристосовування до одного чи більше пристроїв для забезпечування необхідної енергії для функціювання пристрою, що вимагає або не вимагає часової затримки у своїй оперативній послідовності

## Група 14: Комплекси ракетні
Включає: системи (комплекси) керованих ракет наземного базування, корабельні та авіаційні; їх складові частини (командні пункти, засоби керування ракетними системами, комплекси стартові, машини бойові систем ракетних та машини забезпечування, комплекси технічні ракет-носіїв); ракети керовані, ракети-носії та їх складові частини, системи дистанційного керування ракетами, установки пускові, устатковання технологічне ракетних комплексів та засоби забезпечування випробовувань.
Не Включає: комплексів некерованих ракет (1055), некерованих ракет (1340).
| Клас | Опис                                                              | Включає | Не Включає |
| ---- | ----------------------------------------------------------------- | --- | --- |
| 1410 | Ракети керовані                                                   | Безпілотні апарати, початкове розроблені як ракети, але пристосовані для безпілотного використовування | |
| 1420 | Частини складові ракет керованих                                  | Компоненти конструкції і устатковання (пристрої) бортове керованих ракет | Електронного устатковання дистанційного управління, яке використовують на керованих ракетах (1420), силових установок на твердому та рідкому паливі (2845), складових частин та гіромеханізмів |
| 1425 | Системи (комплекси) ракетні                                       | Системи (комплекси) керованих ракет наземного базування, корабельні та авіаційні в цілому | Ракет керованих і ракет-носіїв (1410), складових частин ракетних систем (1427) |
| 1427 | Підсистеми керованих ракет                                        | Цей клас Включає тільки складові частини або приладдя двох чи більше предметів постачання, кожен з яких окремо покласифікований в інших класах цієї групи, ідентифікований як окремий предмет постачання | |
| 1430 | Системи дистанційного керування ракетами                          | Системи дистанційного керування і наведення керованих ракет, зокрема авіаційні, складові частини | Бортових систем керування (1420), а також складових частин авіаційних систем керування вогнем (1270)                                                                                           |
| 1440 | Установки пускові керованих ракет                                 | Пускові установки керованих ракет, зокрема авіаційні | Пускових установок некерованих ракет (1055) та катапультних установок для літаків (1720) |
| 1450 | Устатковання для транспортування і обслуговування керованих ракет | Спеціальні вантажівки та причепи для транспортування керованих ракет, спеціальні паски, лебідки, нагнітачі, самохідні транспортні засоби та причепи, призначені для перевезення та обслуговування керованих ракет, устатковання для обслуговування технічних позицій керованих ракет, чохли керованих ракет, тренувальні комплекти | Устатковання спеціального майстерень для ремонтування, перевіряння і технічного обслуговування керованих ракет (4935), пускових установок ракет (1440).                                        |

1. ↑  Цей клас Включає лише цілі керовані ракети з боєголовками та вибуховими речовинами чи без них. Змонтовані чи готові в розібраному вигляді предмети, агрегати, частини, пристрої для використовування у (або на) керованих ракетах прокласифіковані в інших класах.
2. ↑  . До цього класу не входять окремі предмети постачання, агрегати, напівагрегати, пристрої чи запасні частини, прокласифіковані в інших класах цієї групи, не об'єднані в один предмет постачання, повні системи керованих ракет.

## Група 15: Апарати літальні та складові частини їх планерів та корпусів
Включає: пілотовані та безпілотні літальні апарати та складові частини їх планерів та корпусів.
Не Включає: аеростатів загороджувальних прив'язних (1095).
| Клас | Опис                                                     | Включає | Не Включає                                                                                             |
| ---- | -------------------------------------------------------- | --- | --- |
| 1510 | Літаки                                                   | Літаки в цілому (бойові, навчально-бойові, спеціальні військові, пасажирські, спеціальні)                                                                                       | Складових частин літаків (16)                                                                          |
| 1520 | Вертольоти                                               | Вертольоти (бойові, спеціальні військові, транспортні), ґвинтокрили | Складових частин ґвинтокрилих літальних апаратів (16)                                                  |
| 1540 | Планери                                                  | Планери у зборі (спортивні, транспортні, дельтаплани, мотодельтаплани, мотопланери)                                                                                             | Складових частин планерів (1560), складових частин літальних апаратів (16)                             |
| 1550 | Апарати літальні безпілотні                              | Всі види безпілотних літальних апаратів (літаки-розвідники, літаки-мішені, літальні апарати протирадіолокаційні)                                                                | Літаків та керованих ракет, адаптованих для безпілотного використовування (1410)                       |
| 1560 | Частини складові планерів та корпусів літальних апаратів | Складові збірні одиниці планерів та корпусів літальних апаратів (фюзеляжі, крила, оперення, поверхні керування, ліхтарі, вікна, баки, гондоли, пристрої та труби вихлопні тощо) | Окремих апаратів, систем, устатковання, які не є частиною планерів та корпусів літальних апаратів (16) |

## Група 16: Частини складові літальних апаратів, пристрої та агрегати авіаційні
Включає: складові частини літальних апаратів.
Не Включає: складових частин корпусів літальних апаратів (1560).
| Клас | Опис | Включає | Не Включає |
| ---- | --- | --- | --- |
| 1610 | Ґвинти літаків та їх складові частини                                                                        | Ґвинти літаків, їх складові частини (лопаті, втулки, синхронізатори, обтічники ґвинтів тощо) та механізми, що необхідні для їх функціювання | Повітряних ґвинтів, що створюють підіймальну силу, та кермувальних ґвинтів вертольотів (1615) |
| 1615 | Ґвинти вертольотів повітряні, механізми приводу та їх складові частини                                       | Ґвинти повітряні вертольотів, їх складові частини, редуктори, деталі трансмісії і т. ін | Ґвинтів літаків (1610), складових частин гальмових систем рушійного ґвинта (1630) та складових частин гідравлічних систем силового приводу (1650) |
| 1620 | Частини складові шасі літальних апаратів                                                                     | Тільки складові частини шасі (опори, стояки, амортизатори тощо), механізми та пристрої для керування шасі | Коліс та гальмових пристроїв (1630) |
| 1630 | Колеса та системи гальмові літальних апаратів                                                                | Колеса, лижі, поплавки та системи гальмові літальних апаратів, механізми, пристрої та агрегати гальмових систем літальних апаратів | Парашутів гальмових (1670), передавальних механізмів, осей та валів стояків шасі (1620) |
| 1640 | Приводи керування літальних апаратів                                                                         | Канати, троси стропи, контролівні блоки, зажими та інші контролівні блоки, зажими та інші додаткові засоби | Ланцюгів та канатів сталевих для загального використання (4010) |
| 1650 | Частини складові гідравлічних, пневматичних та протиобліднювальних систем                                    | Складові частини гідравлічних, пневматичних і нетермічних протиобліднювальних систем; устатковання вакуумне та герметизації (за винятком герметизації кабін і приміщень — 1660), які використовують на літальних апаратах                                                | Гідравлічних частин реактивних двигунів, спеціаль16них клапанів для використовування в двигунах літаків (2840), спеціальних клапанів для кондиціювання, нагрівання, вентилювання повітря, герметизації кабіни та термічного протиобліднювання (1660), спеціальних клапанів керованих ракет та двигунів керованих ракет (1338), шасі (1620), складових частин коліс та гальмівної системи, складових частин кисневих систем (1630), гідравлічних частин системи дозаправляння у повітрі (1680), спеціальних складових частин гідравлічної системи управління (1620) |
| 1660 | Устатковання систем кондиціювання, життєзабезпечення та повітронаддування літальних апаратів                 | Устатковання систем кондиціювання, повітронаддування, обігрівання, аварійного покидання літальних апаратів та рятування, кисневе устатковання та устатковання протиобліднювальних термічних систем                                                                       | |
| 1670 | Парашути і парашутні системи, системи передавання і підхвату вантажів та устатковання для кріплення вантажів | Парашути, системи парашутні (для людей, вантажні, гальмові посадкові, рятування літаків), пристрої парашутно-десантних засобів, прилади парашутні і прилади катапультних пристроїв, системи підхвату і передавання вантажів авіаційні                                    | Устатковання багажно-вантажного та підіймального літальних апаратів (1680), спорядження парашутного, боєприпасів (1350, 1355) |
| 1680 | Устатковання літальних апаратів інше                                                                         | Устатковання авіаційне побутове (санітарно-технічне, багажно-вантажне підіймальне, пожежогасіння, пасажирське та екіпажне), устатковання (для буксировки планерів, для дозаправляння у повітрі), сонцезахисні екрани, дзеркала, пристрої для очищування повітряного скла | |

1. ↑  Цей клас Включає частини, спеціально розроблені для використання в системах кондиціювання, нагрівання та герметизації. Також до цього класу входять спеціальні частини кисневої системи пілота.

## Група 17: Устатковання для забезпечування злітання, сідання та технічного обслуговування літальних апаратів
Включає: устатковання для забезпечування злітання, сідання та технічного обслуговування літальних апаратів, зокрема автомобілі та тягачі спеціальні аеродромні.
Не Включає: вантажівок, причепів, устатковання для обслуговування керованих ракет чи ядерної зброї (1450).
| Клас | Опис                                                                                | Включає | Не Включає |
| ---- | ----------------------------------------------------------------------------------- | --- | --- |
| 1710 | Устатковання для забезпечування посадки літальних апаратів                          | Устатковання для забезпечування посадки літальних апаратів (аварійно-гальмове, аерофінішери) | Устатковання радіолокаційного (5841), світлотехнічного устатковання аеродромів (6210), ламп розжарювання літакових (6220)                                                                                     |
| 1720 | Устатковання для забезпечування зльоту літальних апаратів                           | Устатковання для забезпечування зльоту літальних апаратів (трампліни, катапульти тощо) | Пускових установок керованих ракет (1440) та космічних апаратів (1840) |
| 1730 | Устатковання технічного забезпечування та обслуговування літальних апаратів наземне | Засоби наземного обслуговування літальних апаратів загального застосування (заправляння рідинами, заряджання газами, енергопостачання, теплотехнічні наддування, буксирування підіймально-транспортні), засоби наземного обслуговування літальних апаратів спеціального застосовування (підіймальні, доступу, монтажно-демонтажні, спеціальних систем, захисту); пристрої для буксирування, утримування та швартування літальних апаратів; інструмент спеціальний, комплекси і засоби технічного забезпечування літальних апаратів | Аеродромних спеціальних автомобілів і причепів (1740), автомобілів вантажних і тягачів (2320), блоків, талів, стропів підіймально-транспортного обслуговування (3940), лебідок, підіймальників, кранів (3950) |
| 1740 | Автомобілі та причепи аеродромні спеціальні                                         | Транспортні засоби, які використовують на аеродромах, призначені в першу чергу для перевезення агрегатів літака, причепи для форсажних камер, двигунів, ґвинтів, фюзеляжів та крил, транспортні засоби для перевезення фюзеляжів та крил літака, засоби для перевезення двигунів, аеродромні причепи для перевезення бомб, транспортні засоби для перевезення літаків, що потерпіли аварію | Звичайних вантажних автомобілів, які використовують на аеродромах (2320) |

## Група 18: Комплекси орбітальних засобів
Включає: орбітальні засоби, їх складові частини, системи дистанційного керування, технологічне устатковання та технічні комплекси; системи рятувальні.
Не Включає: ракет керованих та ракет-носіїв (14).
| Клас | Опис                                                               | Включає | Не Включає |
| ---- | ------------------------------------------------------------------ | --- | --- |
| 1810 | Засоби орбітальні                                                  | Системи (комплекси) космічні, апарати космічні (пілотовані та безпілотні), засоби космічні забезпечуючі                                                                      | Складових частин засобів орбітальних (1820)                                                                                |
| 1820 | Частини складові орбітальних засобів                               | Складові частини конструкцій орбітальних засобів, устатковання і апаратуру бортових систем орбітальних засобів                                                               | Апаратуру дистанційного керування орбітальними засобами (1830)                                                             |
| 1830 | Системи дистанційного керування орбітальними засобами              | Наземні системи керування орбітальними засобами, системи забезпечування посадки орбітальних засобів                                                                          | Бортових систем керування та їх складові частини (1820), системи дистанційного керування керованими ракетами (1430)        |
| 1840 | Установки пускові орбітальних засобів                              | Установки пускові, спеціально призначені для запускання орбітальних засобів                                                                                                  | Устатковання для забезпечування зльоту літальних апаратів (1720) установок пускових ракет керованих та ракет-носіїв (1440) |
| 1850 | Устатковання для перевезення та обслуговування орбітальних засобів | Технічні комплекси орбітальних засобів та комплекси технологічного устатковання (пневмовакуумне устатковання, засоби транспортування, комплекти перевіряльного устатковання) | Устатковання технологічного для обслуговування керованих ракет (1450) та космічних апаратів (1840)                         |
| 1860 | Системи рятувальні орбітальних засобів                             | Спеціальні рятувальні системи орбітальних засобів | Предметів, які є структурними елементами орбітальних засобів (1820)                                                        |

## Група 19: Кораблі, судна, понтони, плавучі доки
Включає: кораблі та судна, які експлуатують під прапором Військово-Морських Сил (ВМС) або допоміжного флоту ВМС, та плавучі засоби, баржі, що перебувають у підпорядкуванні командирів портів чи морських баз.
Не Включає: складових частин та устатковання кораблів та суден (20).
| Клас | Опис                                                                  | Включає | Не Включає |
| ---- | --------------------------------------------------------------------- | --- | --- |
| 1905 | Кораблі та катери бойові, кораблі десантні                            | Кораблі та бойові катери, зокрема авіанесівні, призначені для нанесення удару по противнику; кораблі десантні, а також кораблі протимінної оборони                                | |
| 1910 | Судна транспортні для перевезення пасажирів та військ                 | | |
| 1915 | Судна вантажні та танкери                                             | | |
| 1920 | Судна промислові                                                      | Судна промислові (рибальські, добувні, приймально-транспортні, оброблювальні) | |
| 1925 | Кораблі спеціального призначення та судна забезпечування і спеціальні | Буксирні судна, пожежні судна, криголами, ремонтні судна, допоміжні судна (лоцмейстерські катери, маяки, есмінці), плавучі маяки, кабельні судна, рятувально-суднопідйомні судна. | Бойових кораблів та драг (1905) |
| 1930 | Баржі та ліхтери вантажні                                             | Транспортні судна для перевезення літаків, залізничні пороми, а також інші транспортні баржі — склади, ліхтери                                                                    | Барж та ліхтерів спеціального призначення (1935) |
| 1935 | Баржі та ліхтери спеціального призначення                             | Ліхтери спеціальні, станції плавучі, сміттє- та нафтозбірники, баржі спеціальні, перевантажувачі, плавучі готелі, плавказарми, плавгуртожитки, плавучі крани                      | Суден гідрографічних (1925), барж та ліхтерів вантажних, плавучих доків (1950) та понтонів (1945), бойових десантних барж (1905)                       |
| 1940 | Судна малі                                                            | Катери різні, судна (посильні, забезпечування, рейдові) шлюпки, судна надувні | Бойових катерів (1905), спортивних та вітрильних суден (1990), рибацьких човнів, рятувальних плотів, зокрема пневматичних, плавучих мостів та понтонів |
| 1945 | Понтони та простіші плавучі засоби                                    | Камелі, понтонні станції, понтонні мости | Понтонів наплавних мостів (5421) |
| 1950 | Доки плавучі                                                          | | |
| 1955 | Судна землечерпальні                                                  | Землечерпалки, земснаряди, судна забезпечування землечерпальних робіт | |
| 1990 | Судна інші                                                            | Судна спортивні, торгові, вітрильні | |

## Група 20: Устатковання суднове і морське
| Клас | Опис                                                               | Включає | Не Включає                                                                                  |
| ---- | ------------------------------------------------------------------ | --- | ------------------------------------------------------------------------------------------- |
| 2010 | Частини складові приводу суден                                     | Гребні вали та корабельні гвинти | Двигунів суднових (2805, 2815, 2820, 2825, 2835), редукторів загального застосування (3010) |
| 2020 | Рангоут, такелаж та пристрої такелажні                             | Рангоут, такелаж та такелажні приладдя, які є спеціальними для суден і не використовувані у інших галузях промисловості | Поліспастів                                                                                 |
| 2030 | Механізми суднові палубні                                          | Кермові механізми та прилади управління, шлюпбалки |                                                                                             |
| 2040 | Корпуси суден та їх складові частини                               | Металеві конструкції, які виготовляють згідно з окремими технічними умовами і встановлюють на суднах (люкові закриття, апарелі тощо), а також вироби масового виробництва (дільні речі) для суден (кнехти, трапи, двері тощо) |                                                                                             |
| 2050 | Буї                                                                | Всі види морських буїв та інше плавуче устатковання фарватерів |                                                                                             |
| 2060 | Устатковання рибопромислове                                        | Устатковання рибопромислове (для добування риби і спеціальне), апаратуру рибопромислову гідроакустичну | Суден промислових (1920)                                                                    |
| 2090 | Устатковання суднове інше, яке не увійшло в інші класи даної групи | Вітрильне устатковання (рангоут, такелаж вітрильний, вітрила, механізми, деталі та пристрої вітрильного озброєння), майно шкіперське                                                                                          |                                                                                             |

## Група 22: Устатковання залізничне
Включає: локомотиви та залізничні вагони, устатковання залізничне будівельно-ремонтне, приладдя та складові частини локомотивів і вагонів, компоненти та матеріали рейкових колій.
Не Включає: двигунів (2815, 2820, 2835, 6105), вагонів підвісних канатних доріг (3990), інструментів ручних загального використовування (51), шпал залізничних залізобетонних (5440), шпал та брусів залізничних дерев'яних (5510), сипучих дорожніх матеріалів (5610), приладів освітлювальних залізничних (6220), меблів та фурнітури меблевої залізничних вагонів (7195), устатковання ресторану та буфету на залізничному транспорті (7310).
| Клас | Опис                                                   | Включає | Не Включає |
| ---- | ------------------------------------------------------ | --- | --- |
| 2210 | Локомотиви                                             | | |
| 2220 | Вагони залізничні                                      | Тільки залізничні вагони у зборі (причіпні та самохідні) | Трамвайних вагонів |
| 2230 | Устатковання залізничне будівельно-ремонтне            | Транспортні засоби самохідні та несамохідні, призначені для технічного обслуговування та ремонту залізничних колій (машини для збирання, укладання і розбирання колійних ґрат)           | Інструментів ручних загального використовування (51) |
| 2240 | Приладдя та складові частини рухомого складу залізниць | Складові частини конструкцій рухомого складу залізниць (кузови, рами, частини ходові, пристрої зчіпні та гальмові); устатковання, спеціально спроєктоване для систем залізничних вагонів | Двигунів (2815, 2820, 2835, 6105), приладів освітлювальних залізничних (6220), меблів та фурнітури меблевої залізничних вагонів (7195), устатковання ресторану та буфету на залізничному транспорті (7310) |
| 2250 | Компоненти та матеріали рейкових колій                 | Рейки залізничні та деталі для їх кріплення; устатковання залізничне стрілочне (стрілки, хрестовини, колії з'єднувальні та інше), вагоносповільнювачі                                    | Шпал дерев'яних (5510), брусів залізничних (5510) та сипучих дорожніх матеріалів (5610) |

1. ↑  Цей клас Включає лише локомотиви та тендери. Кінцеві предмети, агрегати, частини приладдя, які використовують на локомотивах та тендерах, відносять до інших класів.
2. ↑  Цей клас Включає лише залізничні вагони. Кінцеві предмети, агрегати, частини, приладдя, які використовують в залізничних вагонах, відносять до інших класів.

## Група 23: Апарати на повітряній подушці, засоби транспортні, причепи
Включає: машини бойові та колісні, транспортні засоби, всі види інженерної техніки на колісному та гусеничному шасі, апарати на повітряній подушці, причепи, мотоцикли, моторолери, велосипеди, інші легкі спеціальні транспортні засоби, складові частини.
Не Включає: тракторів (24), внутрішнього заводського та складського транспорту (3930), спеціальних автомобілів (1427, 1730, 1740, 3805, 3810, 3820, 3825, 3895, 4210, 4910, 4920, 4933, 4940, 5821), магістрально-рухомих.
| Клас | Опис                                                                                            | Включає | Не Включає |
| ---- | ----------------------------------------------------------------------------------------------- | --- | --- |
| 2305 | Апарати на повітряній подушці                                                                   | | |
| 2310 | Автотранспорт пасажирський                                                                      | Автомобілі легкові, зокрема спеціалізовані; автобуси, шасі автотранспорту пасажирського | Плаваючих бронетранспортерів, шасі вантажних автомобілів (2320) |
| 2320 | Машини бойові колісні, машини військові спеціальні колісні, автомобілі вантажні, тягачі колісні | Машини бойові колісні, машини військові колісні спеціальні (управління військами, керування зброєю; бойового, спеціального, технічного та тилового забезпечування); машини спеціальні плаваючі; автомобілі вантажні спеціалізовані (фургони, рефрижератори, цистерни, паливозаправники, маслозаправники, цементовози тощо); автомобілі вантажні богатоцільового призначення, автомобілі-самоскиди, автопоїзди, тягачі колісні, тягачі-транспортери, шасі, причепи та напівпричепи | Машин бойових ракетних систем (1427), машин забезпечування бойових дій ракетних систем (1427), рухомих засобів наземного обслуговування літальних апаратів (1730), автомобілів та причепів аеродромних спеціальних (1740); машини для земляних робіт (3805), кранів пересувних стрілових на автомобільному ходу (3810), машин для розчищування доріг (3825), машин будівельних та дорожніх (3895), машин пожежних (4210), майстерень рухомих для ремонту військової техніки (4910, 4920, 4933, 4940) |
| 2330 | Причепи і напівпричепи                                                                          | Всі види автотранспортних причепів і напівпричепів, шасі причепів і напівпричепів | |
| 2340 | Мотоцикли, моторолери, велосипеди та інші легкі спеціальні транспортні засоби                   | Мотоцикли, моторолери, велосипеди, коляски до мотоциклів, засоби транспортні легкі спеціальні (аеросани, снігоходи), коляски до мотоциклів, причепи велосипедні | |
| 2350 | Машини військові гусеничні                                                                      | Машини бойові гусеничні (танки, установки артилерійські самохідні, бронетранспортери, бойові машини піхоти та десанту, вогнемети самохідні гусеничні тощо), машини військові допоміжні (тягачі, транспортери, ремонтно-евакуаційні), машини інженерні (розвідки, подолання загороджень, переправні, землерийні та бурильні, мостобудівні, ремонтні, маскувальні, парки понтонні та мостові, машини спеціальні для військ РХБ захисту)                                             | Колісних транспортних засобів |

1. ↑  Цей клас Включає лише гусеничні військові транспортні засоби та їх шасі. Будь-які кінцеві предмети виробництва, агрегати, частини, приладдя та аксесуари (крім шасі), які використовують на таких транспортних засобах, належать до інших класів.

## Група 24: Трактори[1]
| Клас | Опис                           | Включає                                                                                        | Не Включає                                                                        |
| ---- | ------------------------------ | ---------------------------------------------------------------------------------------------- | --------------------------------------------------------------------------------- |
| 2410 | Трактори гусеничні             | Гусеничні трактори, тихохідні                                                                  | Швидкохідних тракторів (2430), броньованих бульдозерів (2350)                     |
| 2420 | Трактори колісні               | Сільськогосподарські трактори широкого застосування, швидкохідні трактори, промислові трактори | Засобів вантажно-розвантажувальних та буксирувальних складських самохідних (3930) |
| 2430 | Гусеничні трактори швидкохідні |                                                                                                | Тихохідні трактори (2410), броньовані бульдозери (2350)                           |

1. ↑  Ця група Включає трактори та їх шасі. Не входять до цієї групи агрегати, напівагрегати, частини, приладдя та аксесуари.
2. ↑  До цього класу входять лише укомплектовані швидкісні трактори для укладання шляху. Усі кінцеві предмети постачання, комплекти, запчастини та допоміжне устатковання, крім укомплектованих ходових частин для використання в або на тихохідних гусеничних тракторах, групуються в інший клас.

## Група 25: Частини складові транспортних засобів[1]
| Клас | Опис                                                                                 | Включає | Не Включає                                                               |
| ---- | ------------------------------------------------------------------------------------ | --- | ------------------------------------------------------------------------ |
| 2510 | Кузови, кабіни, рами колісно-гусеничної, їх складові частини та амортизаційні засоби | Кузови, кабіни, рами; складові частини кабін, кузовів, рам, амортизаційні засоби                                                                                     | Двигунів (28), металевих інструментів (53), спеціальної фурнітури (2540) |
| 2520 | Частини складові трансмісії колісно-гусеничної техніки                               | Коробки передач, зчеплення, передачі карданні, фрикціони, диференціали, піввісі, механізми відбирання потужності                                                     |                                                                          |
| 2530 | Частини складові гальм, кермові, мостів та коліс колісно-гусеничної техніки          | Складові частини гальмового механізму і його приводу, рульового механізму і його приводу, мостів та коліс, гусениць колісно-гусеничної техніки                       |                                                                          |
| 2540 | Устатковання та приладдя колісно-гусеничної техніки                                  | Чохли для автомобільних сидінь, амортизатори, бампери, склоочисники, захисні покриви бамперів, дзеркала бокового та заднього виду, обігрівачі, фурнітура             | Спідометрів (6680), підвісних амортизаторів (2510)                       |
| 2541 | Приладдя озброєння бойової техніки спеціальне                                        | Різні прилади і пристосування, які використовують для технічного обслуговування озброєння; сидіння навідника, пристосування для набивання кулеметних стрічок та інші |                                                                          |
| 2590 | Елементи колісно-гусеничної техніки інші, які не увійшли в інші класи даної групи    | Пристрої сідельно-зчіпні, водомети, механізми перекидні, крани та кранові стріли для ремонтних автомобілів, пристрої тягово-зчіпні, А-подібні рами                   |                                                                          |

1. ↑   Термін «транспортних» у даній групі відноситься до автомобілів та тракторів, які входять до груп 23 та 24, будівельних машин, які долучені до групи 38, складські вантажівки, трактори та причепи, предмети постачання цієї групи не належать до залізничного, авіаційного та водного транспорту. Предмети постачання, які є складовою частиною транспортного засобу, прокласифіковані в цій групі, навіть якщо вони мають додаткові функції, які не відповідають визначенню цієї групи.

## Група 26: Шини та камери
Включає: всі види шин (пневматичні, зокрема авіаційні, непневматичні, суцільні, на пружинистій підкладці), камери, матеріали для ремонту та відновлювання шин і камер.
| Клас | Опис                                               | Включає | Не Включає                                  |
| ---- | -------------------------------------------------- | --- | ------------------------------------------- |
| 2610 | Шини та камери пневматичні                         | | Шин та камер пневматичних авіаційних (2620) |
| 2620 | Шини та камери пневматичні авіаційні               | |                                             |
| 2630 | Шини суцільні та на пружній підкладці              | Шини суцільні, шини на пружній підкладці, подушки гумові для траків |                                             |
| 2640 | Матеріали для ремонту та відновлювання шин і камер | Суміші для захисного покриву, комплекти для холодного ремонту шин, матеріал для ремонту кордів, матеріал для вулканізації шин, суміші для заливання шин, суміші для швидкої вулканізації шин, аварійні комплекти для ремонту шин та камер, пристрої для знімання шин, лампи | Прискорювачів вулканізації (6858)           |

## Група 28: Двигуни, турбіни та їх складові частини
Включає: двигуни внутрішнього згоряння (бензинові поршневі, дизельні, парові поршневі), турбіни парові, гідротурбіни, водяні колеса, двигуни газотурбінні і двигуни ракетні рідинні, двигуни вітряні, складові частини.
Не Включає: двигунів твердопаливних ракетних та їх складових частин (1337, 1338).
| Клас | Опис                                                                                 | Включає | Не Включає |
| ---- | ------------------------------------------------------------------------------------ | --- | --- |
| 2805 | Двигуни бензинові поршневі та їх складові частини                                    | Двигуни бензинові поршневі (автомобільні, мотоциклетні, суднові), двигуни газові (газомотокомпресори, двигуни газорідинні) | Двигунів бензинових поршневих авіаційних (2810), складових частин двигунів (2990) |
| 2810 | Двигуни бензинові поршневі авіаційні та їх складові частини                          | Укомплектовані блоки двигунів; поршневі кільця; циліндри; поршні; стрижні; колінчаті вали, складові частини | Складову частину бензосистеми: карбюраторів, поплавкових карбюраторів, бензонасосів, бензоклапанів (2915); складових частин електросистеми: адаптерів свічок запалювання, розподілювачів запалювання, котушок запалювання, електричних стартерів (2925); складових систем охолоджування: двигунів масляних радіаторів двигунів, охолоджувальних радіаторів (2935); масляних/повітряних очищувачів/фільтрів до двигунів (2945); устатковання до двигунів різного призначення: пневмостартерів, капотів відсіку двигуна, блоків керування (2990) |
| 2815 | Двигуни дизельні та їх складові частини                                              | Двигуни дизельні (автомобільні, локомотивні, суднові, для тракторів сільськогосподарських машин та іншого призначення) | Складових частин двигунів (2990) |
| 2820 | Двигуни парові поршневі та їх складові частини                                       | | |
| 2825 | Турбіни парові та їх складові частини                                                | Турбіни парові стаціонарні та турбіни парові, транспортних засобів (суднові та інші) | |
| 2830 | Гідротурбіни, колеса водяні та їх складові частини                                   | | |
| 2835 | Двигуни газотурбінні та реактивні двигуни (крім авіаційних) та їх складові частини   | Усі газові турбіни та реактивні двигуни, за винятком авіаційних та первинних двигунів керованих ракет; допоміжні бортові газові турбінні силові установки для запуску двигуна літального апарата                                       | Аксесуарів для газотурбінних та реактивних двигунів, авіаційних первинних двигунів (2840), паливних систем двигунів (2910), електросистем двигунів (2920), охолоджувальних систем двигунів (2930), масляних/повітряних очищувачів/фільтрів до двигунів (2940), аксесуарів до двигунів: повітронагрівачів, блоків живлення, вмонтованих на двигунах (2990) |
| 2840 | Газотурбінні та реактивні двигуни, авіаційні первинні двигуни та їх складові частини | Ротори турбіни та компресорів, лопаті, камери згоряння, допоміжні коробки передач, форсажні камери, конуси реактивного сопла, накопичувачі гідравлічні, паливні баки                                                                   | Нафтових, повітряних, протизамерзальних та гідравлічних регуляторів, клапанів та насосів, розроблених спеціально для газотурбінних та реактивних двигунів (2995); блоків живлення, двотактних (2995); блоків живлення, вмонтованих на двигун (2995); компонентів паливної системи (2915); компонентів електросистеми двигуна (2935); масляних/повітряних очищувачів/фільтрів до двигунів (2945) |
| 2845 | Двигуни ракетні та їх складові частини                                               | Первинні ракетні двигуни рідинного типу, зокрема компоненти для зльоту з реактивним прискорювачем некерованих та керованих ракет; рідке паливо в одноразових контейнерах для монтування в силовій установці ракети як єдиного елемента | Ракетних двигунів (на твердому паливі) (1337), рідкого пального певної кількості та якості в багаторазових контейнерах, твердопаливних зарядів та картриджів, якщо вони призначені для використовування в рідинних системах (1337) |
| 2850 | Двигуни бензинові роторні та їх складові частини                                     | | |
| 2895 | Двигуни, які не увійшли в інші класи цієї групи, та їх складові частини              | Двигуни повітряні, гідравлічні та інше | |

1. ↑  Двигуни та їх складові, погруповані у цьому класі, використовують на неавіаційних первинних двигунах (наприклад на двигунах морських суден), авіаційних первинних двигунах (наприклад на блоці живлення, вмонтованому на корпусі літака), а також на наземному допоміжному устаткованні (причепах).
2. ↑  Двигуни та їх компоненти використовують як на авіаційних, так і на первинних двигунах керованої ракети.

## Група 29: Вироби комплектувальні та приладдя двигунів[1]
| Клас | Опис                                                                                                  | Включає | Не Включає |
| ---- | --- | --- | --- |
| 2910 | Частини складові систем живлення двигунів (крім авіаційних)                                           | Складові частини систем живлення двигунів внутрішнього згоряння, газотурбінних двигунів, турбін парових та гідротурбін                                                                           | Складових частин систем живлення авіаційних та ракетних рідинних двигунів (2915) |
| 2915 | Частини складові систем живлення авіаційних та ракетних двигунів                                      | Складові частини систем живлення авіаційних та ракетних рідинних двигунів | Паливних баків літальних апаратів (1560), складових частин систем дозаправки у повітрі (1680) |
| 2920 | Частини складові систем електроустатковання двигунів (крім авіаційних)                                | Складові частини систем електроустатковання двигунів внутрішнього згоряння, газотурбінних двигунів та інших                                                                                      | Приладів освітлювальних для транспортних засобів (6220), складових частин систем електроустатковання авіаційних та ракетних двигунів (2925) |
| 2925 | Частини складові систем електроустатковання авіаційних двигунів, а також авіаційні первинні двигуни   | Індуктори, свічки запалювання, котушки запалювання, розподілювачі запалювання, регулятори напруги двигуна, проводку системи запалювання, пускові електродвигуни, допоміжні генератори двигуна    | Авіаційної освітлювальної арматури (6220) та допоміжних авіаційних генераторів (6115) |
| 2930 | Частини складові систем охолоджування двигунів (крім авіаційних)                                      | Складові частини систем рідинного і повітряного охолоджування | Складових частин систем охолоджування авіаційних двигунів (2935) |
| 2935 | Частини складові систем охолоджування авіаційних та ракетних двигунів                                 | Агрегати та устатковання систем охолоджування авіаційних двигунів та рідинних ракетних двигунів                                                                                                  | Складових частин систем охолоджування, які не призначені для використання в авіаційних двигунах (2930) |
| 2940 | Фільтри двигунів повітряні та оливні (крім авіаційних)                                                | Фільтри повітряні та оливні двигунів (крім авіаційних) | Фільтрів повітряних та оливних авіаційних та ракетних двигунів (2945) |
| 2945 | Фільтри авіаційних та ракетних двигунів повітряні та оливні                                           | Фільтри повітряні та оливні авіаційних двигунів і головних двигунів керованих ракет | Паливних фільтрів (2915) |
| 2950 | Турбокомпресори двигунів та їх складові частини                                                       | Турбокомпресори двигунів, зокрема авіаційних і суднових | Компресорів, вмонтованих в двигуни (28) |
| 2990 | Частини складові двигунів (крім авіаційних та ракетних) інші, які не увійшли в інші класи даної групи | Компресори наддування двигунів, які не входять до складу двигуна, пристрої для запускання двигунів, арматуру розподільчу газів та повітря, пристрої керування, регулювання та кріплення двигунів | Неавіаційних електричних стартерів (2920), авіаційних (2925) |
| 2995 | Частини складові авіаційних двигунів інші, які не увійшли в інші класи цієї групи                     | Вузли підвіски гондоли та капоти, пілони тощо, обтічники, стартери та інші складові частини авіаційних двигунів                                                                                  | Пристроїв та труб вихлопних (1560), оливних насосів, які є частиною двигуна, гідронакопичувачів реактивних двигунів (2840), оливних баків реактивних двигунів (2840), електричних стартерів (2925), приладів керування, розміщених у кабіні (1680), допоміжних засобів авіаційного двигуна, покривів авіаційних двигунів (1730) |

1. ↑  До цієї групи увійшли комплектувальні вироби та приладдя двигунів усіх транспортних засобів, таких як літальні апарати, автомобілі, кораблі, трактори та будівельні машини, а також аксесуари для стаціонарних двигунів, вилучені з інших груп.

## Група 30: Устатковання механічної силової трансмісії
Включає: перетворювачі крутного моменту, редуктори, варіатори та пристрої для змінювання швидкості обертання та інші складові частини зубчастих, фрикційних, ланцюгових та пасових передач (муфти, зубчасті колеса, диски, ролики, ланцюги, шківи, паси і т. ін).
Не Включає: передач і механізмів передач колісно-гусеничної техніки (2520), літальних апаратів (1610, 1615), підшипників (31), виробів і деталей для кріплення (болтів, шпонок, шайб, гайок (53)).
| Клас | Опис                                                                 | Включає | Не Включає |
| ---- | -------------------------------------------------------------------- | --- | --- |
| 3010 | Перетворювачі крутного моменту та редуктори                          | Перетворювачі крутного моменту, редуктори та пристрої для зміни швидкості обертання, які широко використовують в промисловості | Спеціальних видів перетворювачів крутного моменту та редукторів, що створені для окремих спеціальних механізмів (наприклад: трансмісії колісно-гусеничної техніки (2520), літальних апаратів (1610, 1615), суднові (2010)) |
| 3020 | Частини складові силових зубчастих, фрикційних та ланцюгових передач | Складові частини зубчастих фрикційних та ланцюгових передач                                                                    | Редукторів (3010) |
| 3030 | Частини складові передавачів пасових                                 | Складові частини передач пасових та їх приладдя                                                                                | |
| 3040 | Устатковання силових передавачів різне                               | Силові передавачі, які не увійшли в інші класи цієї групи                                                                      | |

## Група 31: Вальниці[1]
| Клас | Опис                                   | Включає | Не Включає                                                  |
| ---- | -------------------------------------- | --- | ----------------------------------------------------------- |
| 3110 | Вальниці не вмонтовані антифрикційні   | Кулькові та роликові вальниці (3120), кульки вальничні, бігунки (3120)                                                            | Простих вальниць (3120)                                     |
| 3120 | Вальниці прості невмонтовані           | Рукавні вальниці, рознімні вальниці, вальниці шайбового типу                                                                      | Антифрикційних вальниць (3120), вмонтованих вальниць (3130) |
| 3130 | Вальниці вмонтовані та запасні частини | Шайби упорні вальниць, касетні пристрої, фланцеві пристрої, ролики вальниць, обойми вальниць, упорні об'ємні блоки, об'ємні блоки |                                                             |

1. ↑  Усі вальниці, спеціально розроблені, спеціально змащувані чи спеціально відібрані, належать до відповідних класів цієї групи. Вальниці — це запчастини, які служать для підтримування частини, яка обертається, ковзає чи коливається.

## Група 32: Машини та устатковання для деревообробки
Включає: верстати (лісопильні, стругальні, деревообробні), а також інструмент та пристосування до них, складові частини.
| Клас | Опис                                                    | Включає | Не Включає                                  |
| ---- | ------------------------------------------------------- | --- | ------------------------------------------- |
| 3210 | Верстати лісопильні та стругальні                       | |                                             |
| 3220 | Верстати деревообробчі                                  | Верстати деревообробчі (фрезерні, шипорізні, шліфувальні, полірувальні, токарні, свердлильні, пазорізні, довбальні, універсальні та комбіновані), верстати заточувальні для дереворізального інструмента, устатковання для деревообробки спеціалізоване, устатковання для виробництва взуттєвих колодок, каблуків, лиж, коліс, деревно-стружкових та деревно-волокнистих плит, ліній для деревообробки, устатковання прирамне та приверстатне, устатковання для виробництва фанери | Верстатів лісопильних та стругальних (3210) |
| 3230 | Інструмент та пристосування до деревообробчих верстатів | Фрези насадні та кінцеві, інструмент свердлильно-довбальний, ножі та різці для різання деревини, інструмент спеціальний до деревообробчих верстатів, полотна пил | Токарних різців (3455)                      |

## Група 34: Верстати металообробні
Включає: всі види металообробчих верстатів, прокатні стани, установки і устатковання для термічної обробки та нанесення покривів на метали, верстати та устатковання для зварювання та різання металу, преси, машини пробивні та рубальні, машини та молоти кувальні, машини згинальні та випрямляльні, верстати для гнуття дроту та металевої стрічки, устатковання клепальне, устатковання для формування та різання металобрухту, машини металообробні ручні, інструмент для верстатів, приладдя, пристосування, пристрої верстатів, набори і комплекти інструмента та устатковання для ремонту верстатів, витратні матеріали для зварювання та паяння, складові частини.
Не Включає: устатковання спеціального для виробництва артилерійської зброї та боєприпасів (3690), верстатів роторно-конвеєрних складальних (3639), роботів складальних (3693).
| Клас | Опис                                                                                 | Включає | Не Включає                                                                                         |
| ---- | ------------------------------------------------------------------------------------ | --- | -------------------------------------------------------------------------------------------------- |
| 3405 | Верстати металообробні відрізні та заточувальні                                      | Верстати металообробні відрізні та заточувальні | |
| 3408 | Центри верстатні та штрекові машини                                                  | Всі види верстатних центрів, машини штрекові | |
| 3410 | Верстати для електро- та ультразвукової ерозійної обробки металу                     | Установки електророзрядні, верстати електролізні шліфувальні | |
| 3411 | Верстати металообробні свердлильні                                                   | | |
| 3412 | Верстати металообробні пробивні (прошивні)                                           | | |
| 3413 | Верстати металообробні свердлильно-різенарізальні                                    | Верстати металообробні токарні — гвинторізальні, різефрезерні, різешліфувальні, гайконарізальні, болторізальні, трубонарізальні, муфтонарізальні та інші | Штрекових машин (3408)                                                                             |
| 3414 | Верстати зубообробні                                                                 | Верстати зубообробні зубофрезерні, зубодовбальні, зубостругальні, зуборізні, зубошліфувальні, зубозакругляльні, зубошевінгувальні, спеціальні та спеціалізовані та інші | |
| 3415 | Верстати металообробні шліфувальні                                                   | Верстати металообробні обдирно-шліфувальні, круглошліфувальні, внутрішньошліфувальні, планетарні, заточувальні, обрізні, безцентрово-шліфувальні, плоскошліфувальні, спеціалізовані та інші | |
| 3416 | Верстати металообробні токарні                                                       | Верстати металообробні токарно-гвинторізні | |
| 3417 | Верстати металообробні фрезерні                                                      | | |
| 3418 | Верстати металообробні поздовжньо-стругальні та поперечно-стругальні                 | Верстати металообробні поздовжньо-стругальні, кромкостругальні, поперечно-стругальні, спеціальні та спеціалізовані стругальні та інші | Зубостругальних верстатів (3414), верстатів металообробчих фрезерних поздовжньо-стругальних (3417) |
| 3419 | Верстати металообробні інші                                                          | Верстати металообробні розточні, протяжні, довбальні, віброобробні, балансувальні, агрегатні, опоряджувальні комбіновані | |
| 3422 | Стани прокатні та волочильні                                                         | | |
| 3424 | Установки для термічного та нетермічного оброблення металу                           | Машини для нагрівання та термооброблення металу, роботи промислові для електротермічного та плазменного оброблення металу, устатковання електротермічне промислове, устатковання допоміжне до машин для нагрівання та термооброблення металу, системи нетермічного зняття напруги та інші | |
| 3426 | Устатковання для нанесення покриву на метали                                         | Агрегати та машини для обробки поверхонь профілів та нанесення захисного покриву, лінії автоматичні та механізовані для нанесення гальванічного, хімічного та анодованого покриву; установки, барабани та ванни гальванічні; автооператори та командоапарати, системи гнучкі виробничі, модулі гнучкі виробничі, роботи промислові для нанесення покриву на метали та інше | |
| 3431 | Устатковання для електродугового зварювання                                          | Автомати та напівавтомати для електродугового зварювання та наплавки в комплекті з джерелом живлення, без джерела живлення; джерела живлення для електродугового зварювання та наплавки | Допоміжного зварювального устатковання (3439)                                                      |
| 3432 | Устатковання для зварювання термічним опором                                         | Устатковання (для точкового та рельєфного електрозварювання, для стикового та машини для електроконтактного зварювання), системи та модулі гнучкі виробничі для контактного та точкового зварювання, роботи промислові для точкового та контактного зварювання, машини для виготовляння твердого припою, індуктори (накопичувачі) енергії для зварювання електричним опором та інше | |
| 3433 | Устатковання газового зварювання, різання металу та плакірування                     | Устатковання механізоване для термічного різання металів, устатковання немеханізоване, ручну апаратуру для кисневого різання металів, змінні машинні різаки, устатковання (для газополуменевого зварювання, паяння, наплавки, термооброблення та очищання поверхні, нанесення покриву способом газотермічного напилювання, виробництва кисню та ацетилену для газового зварювання), апаратуру газорегулівну для газового зварювання, апаратуру допоміжну для газополуменевого устатковання та інше | Допоміжного зварювального устатковання (3439)                                                      |
| 3436 | Маніпулятори та позиціонери зварювальні                                              | Устатковання для повороту виробів, які зварюють, устатковання для пересування зварювальних автоматів, столи зварювальні та інше | |
| 3438 | Устатковання зварювальне різне                                                       | Різне зварювальне устатковання, лінії та комплекси для збирання та зварювання, допоміжне устатковання, щити (пульти керування) зварювальні, устатковання та машини для заварювання тріщин, а також устатковання та машини для спеціальних способів зварювання та інше | |
| 3439 | Приладдя та витратні матеріали для зварювання та паяння                              | Електроди зварювальні, флюси, припої, приладдя для зварювання та паяння інші | |
| 3441 | Машини згинально-штампувальні                                                        | | Машин для формування дроту та металевих стрічок (3447)                                             |
| 3442 | Преси гідравлічні та пневматичні з силовим приводом                                  | Преси гідравлічні та пневматичні | |
| 3443 | Преси механічні з силовим приводом                                                   | Преси механічні з силовим приводом, преси механічні спеціальні та інші | |
| 3444 | Преси ручні                                                                          | Преси ручні для правки, видавлювання і маркування, для збірно-монтувальних робіт та інші | |
| 3445 | Машини пробивні та рубальні                                                          | | |
| 3446 | Машини та молоти кувальні                                                            | Молоти кувальні, машини кувальні, вальці кувальні та інші | |
| 3447 | Машини для формування дроту та металевої стрічки                                     | Машини для формування дроту та металевої стрічки, верстати для згинання прутків та арматури та інші | |
| 3448 | Устатковання клепальне                                                               | Преси та автомати клепальні | |
| 3449 | Устатковання для формування та різання металобрухту                                  | Преси гідравлічні пакетувальні та брикетувальні, стружкоподрібнювачі, копри для подрібнення чавуну та інше | |
| 3450 | Машини металообробні ручні портативні                                                | Машини металообробні ручні портативні для абразивної різки, для вирізки пазів і зачистки поверхні металу та інші | |
| 3455 | Інструмент ріжучий для верстатів металообробчих                                      | Ножі, фрези, різці, пилки дискові, протяжки, інший інструмент, складові частини інструмента різального для верстатів металообробчих | |
| 3456 | Інструмент для формування металобрухту                                               | Газорізаки, ножиці алігаторні та інші | Пресів для формування металобрухту (3449)                                                          |
| 3460 | Деталі та приладдя верстатів металообробчих                                          | Станини та основи, деталі та вузли верстатів металообробчих для підтримування прямолінійних переміщень заготовок, для підтримування та забезпечування прямолінійних та коливальних рухів різальних інструментів, для забезпечування обертання виробів та різальних інструментів, для підтримування деталей, що обертаються; механізми приводу та керування верстатів металообробчих; приладдя верстатів металообробчих та інші                                                                     | |
| 3461 | Приладдя для вторинних металообробчих верстатів                                      | | Грохотів гірничих (3820)                                                                           |
| 3465 | Пристосування складальні, фіксатори та контрольні пристрої верстатів металообробчих  | Пристосування, оснащення універсально-збірне, інструмент контрольно-розмічувальний, затискний та допоміжний та інші | |
| 3470 | Набори та комплекти інструменту та устатковання для ремонту верстатів металообробчих | | |

## Група 35: Устатковання підприємств побутового обслуговування та торгівлі
Включає: устатковання для підприємств побутового обслуговування, підприємств торгівлі, устатковання для виготовляння тари, фасування, пакування у цю тару предметів постачання, оформлення упакованої продукції, складові частини.
| Клас | Опис | Включає | Не Включає                                                                                           |
| ---- | --- | --- | --- |
| 3510 | Устатковання пралень та фабрик хімчищення                                                                  | Устатковання технологічне пралень та фабрик хімічного чищення одягу стаціонарне; устатковання пересувних майстерень хімічного чищення одягу; пересувних пралень та банно-пральних блоків, що встановлені у вагонах, на суднах та інших саморушних транспортних засобах                                                        | Електропрасок побутових (7290)                                                                       |
| 3520 | Устатковання майстерень для ремонту взуття                                                                 | Машини, інструмент, устатковання та приладдя для ремонту взуття у стаціонарному та пересувному виконаннях | Машин та устатковання промислових спеціальних для виробництва взуття (3695)                          |
| 3530 | Машини швейні та устатковання пересувних майстерень для ремонту одягу                                      | | Машини швейні для ремонту взуття, побутові швейні машини (7290)                                      |
| 3540 | Устатковання загортальне та пакувальне                                                                     | Устатковання для виготовляння тари з різних матеріалів, устатковання фасувально-пакувальне в споживчу та транспортну тару харчової та іншої продукції, машини і автомати для загортання, обв'язування, обандеролювання продукції, машина для виготовляння та наклеювання етикеток, машини для друкування на готовій тарі тощо | Скобкозшивачів канцелярського типу (7520), устатковання для виробництва металевих контейнерів (3685) |
| 3550 | Автомати торгові та розподільчі у сфері обслуговування; машини, що приводяться в дію монетами або жетонами | Автомати та напівавтомати торгові; машини, які приводять в дію за допомогою монет або жетонів (лічильники, турнікети тощо); пристрої реєстрування оплати та інші | Пристроїв, які виконують сортування та рахування грошей (7490)                                       |
| 3590 | Устатковання інших підприємств побутового обслуговування та підприємств торгівлі                           | Устатковання перукарень, підприємств торгівлі (устатковання торгових залів, устатковання для механізації робіт на підприємствах торгівлі, устатковання для розвізної торгівлі, устатковання підприємств торгівлі допоміжне)                                                                                                   | Підіймально-транспортного складського устатковання (3920, 3930)                                      |

## Група 36: Устатковання промислове спеціальне
Включає: різне спеціальне промислове устатковання, системи газогенераторні та розподільчі, механізми і машини важелево-зубчасті та сортувальні, машини для виготовляння виробів мікроелектроніки, машини ливарні для металів, супутнє устатковання та витратні матеріали для лиття металів, машини та устатковання для виробництва металевих контейнерів, устатковання для виробництва зброї, боєприпасів, машини промислові для складання виробів, станції очисні, прилади контролювання навколишнього середовища, машини і устатковання для виробництва взуття, шкіряно-галантерійних виробів, устатковання для просочування виробів з текстилю і деревини, складові частини.
| Клас | Опис | Включає | Не Включає |
| ---- | --- | --- | --- |
| 3605 | Машини та устатковання підприємств для переробляння сільськогосподарських продуктів, риби та морепродуктів | Машини та устатковання промислових підприємств для переробляння сільськогосподарських продуктів (молока, м'яса, овочів, фруктів, горіхів, зерна, бобових культур тощо), риби та морепродуктів та ін | Устатковання для готування їжі на підприємствах громадського харчування та спеціалізованих харчоблоках (7310)                                                                                     |
| 3610 | Устатковання поліграфічне                                                                                  | Елементи для відливання строк, окремих літер, шрифтоносії; устатковання набірне, для виготовляння друкарських форм, друкарське, брошурувально-палітурне, устатковання друкарське та копіювальне спеціальне та інше; складові частини поліграфічного устатковання | Устатковання для мікрофільмування (7460) |
| 3611 | Машини маркувальні промислові                                                                              | Машини промислові для маркування тканин, пиломатеріалів тощо | Машин, призначених для маркування металевих виробів (3444), машин маркувальних для пралень (3510), машин для виготовляння та наклеювання етикеток (3540), машин маркувальних офісного типу (7490) |
| 3615 | Устатковання для целюлозно-паперової промисловості                                                         | Технологічне устатковання для виробництва целюлози (котли, варильні апарати, живильники, відбілювальне устатковання тощо); устатковання для готування, виробляння, розмелювання, сортування, очищання, згущування та перемішування паперової маси; устатковання для виробництва, оздоблювання, різання, пакування, сортування та транспортування різних видів паперу і картону | Устатковання для виробництва тари з паперу та картону (3540) |
| 3620 | Устатковання для переробляння полімерних матеріалів та виготовляння продукції з ґуми та пластмас           | Машини, агрегати та лінії, які забезпечують операції технологічного циклу виготовляння виробів з ґуми, пластмас та склопластику, починаючи з готування сумішей і закінчуючи виготовлянням готових виробів | Устатковання для виробництва хімічного волокна (3650), конвеєрів (3910), розподільчих механізмів (4810, 4820), пристроїв подавання матеріалів (3915)                                              |
| 3625 | Устатковання для різних галузей текстильної промисловості                                                  | Устатковання промислове бавовноочисне, крутильне, ткацькі верстати, машини трикотажні | Швейних промислових машин (3530) |
| 3630 | Устатковання для виготовляння виробів з глини, бетону, гіпсу та природного каменю                          | Устатковання технологічне для виготовляння цементу | |
| 3635 | Устатковання для скляної промисловості                                                                     | Устатковання для готування суміші компонентів скла; устатковання для виробляння та оброблення листового скла, поштучних виробів із скла, трубок та трубкового скла; печей для термічного оброблення скла та виробів із скла, пристрої спеціальні для виробництва скла, лінії автоматичні та автоматизовані для виробництва скла та виробів із скла                             | Устатковання для оптичної майстерні (6540) |
| 3640 | Машини для виробництва тютюну та тютюнових виробів                                                         | | |
| 3645 | Устатковання промислове для оброблення шкір та виготовляння виробів з них                                  | | |
| 3650 | Устатковання для виробництва хімічної та фармацевтичної продукції                                          | Устатковання для виробництва хімічної продукції, гранулятори та інші апарати для фізико-механічного оброблення матеріалів; устатковання для виробництва фармацевтичної продукції | Машин для виготовляння виробів з пластмас та ґуми (3620), машин для загортання та пакування фармацевтичних продуктів (3540)                                                                       |
| 3655 | Системи газогенераторні та розподільчі, стаціонарні та пересувні                                           | Установки газогенераторні пересувні та переносні, суднові, стаціонарні; устатковання та апаратуру систем розподільчих газогенераторних установок | Метеорологічного устатковання (6660) |
| 3660 | Машини спеціальні промислові                                                                               | Цей клас Включає машини загального використання, що належать до двох або більше галузей промисловості | Машин для виробництва хімічної продукції (3650), пульверизаторів, устатковання розсіювання та змішування; міксерів для технічного обслуговування та проведення ремонту                            |
| 3670 | Машини спеціальні для виготовляння виробів мікроелектроніки                                                | Машини спеціальні для виготовляння виробів мікроелектроніки (напівпровідникових виробів, мікросхем, друкованих плат тощо) | Машин в зборі для встановлювання окремих деталей на друкованих платах (3693) |
| 3680 | Машини ливарні для металів, супутнє устатковання та витратні матеріали                                     | Ливарні машини для виготовляння деталей з металів, машини для готування формувальних сумішей, машини для формування та очищування відливок, інше супутнє устатковання | |
| 3685 | Машини спеціальні та устатковання для виробництва металевих контейнерів                                    | Машини та спеціальне устатковання для виготовляння металевих контейнерів | |
| 3690 | Устатковання для виробництва артилерійської зброї і боєприпасів та супутнє устатковання                    | Верстати і спеціальне устатковання для виробництва артилерійської зброї та артилерійських боєприпасів | Спеціальне устатковання для ремонту та технічного обслуговування артилерійської зброї (4933) та артилерійських боєприпасів (4925)                                                                 |
| 3693 | Машини промислові для складання деталей та вузлів у вироби                                                 | Машини промислові для складання електротехнічних, механічних та спеціальних виробів; верстати роторно-конвеєрні складальні, роботи складальні | Устатковання та верстатів для складання виробів артилерійської зброї та боєприпасів (3690) |
| 3694 | Станції для очищання повітря, прилади контролювання навколишнього середовища та супутнє устатковання       | Станції та устатковання для очищання повітря; станції, апаратура та прилади контролювання за станом повітря і води у водоймищах | |
| 3695 | Устатковання для спеціалізованих виробництв інше                                                           | Устатковання для виготовляння кабелів та проводів, тепло- та звукоізоляційних матеріалів, для інших спеціалізованих виробництв, яке не увійшло в інші класи цієї групи | Устатковання для вирізання, свердлення, окантовування та шліфування лінз (3650) устатковання для оброблення одягу водостійкими речовинами                                                         |

## Група 37: Машини та устатковання сільськогосподарські
Включає: машини та знаряддя для оброблення ґрунту, машини збиральні, машини та устатковання для механізації тваринництва, установки для боротьби зі шкідниками, хворобами рослин, інструмент і інвентар садово-городній, вироби обозні та лимарно-сідельні.
Не Включає: тракторів (24).
| Клас | Опис                                                                                                | Включає | Не Включає |
| ---- | --------------------------------------------------------------------------------------------------- | --- | ---------- |
| 3710 | Устатковання для оброблення ґрунту сільськогосподарське                                             | Устатковання для орання, для готування ґрунту, сіяння та саджання, внесення добрив |            |
| 3720 | Машини збиральні сільськогосподарські                                                               | Косарки, машини сінозбиральні; машини для збирання зерна, фруктів та овочів; машини для післязбирального оброблення зерна                                                                 |            |
| 3730 | Машини та устатковання для механізації тваринництва (для молочних ферм, птахоферм та скотних дворів | |            |
| 3740 | Устатковання для боротьби зі шкідниками, хворобами рослин та захисту від заморозків                 | Устатковання для розприскування та розпорошування рідинних або порошкових матеріалів; пристрої для поливання; прилади, які контролюють температуру повітря, зараження бактеріями і т. ін. |            |
| 3750 | Інструмент, інвентар та засоби малої механізації садово-городні                                     | Інструмент садово-городній ручний, інвентар садово-городній ручний, інструмент та інвентар садово-городній механізований, засоби малої механізації садово-городні та інше                 |            |
| 3770 | Приладдя сідельні, збруя, упряж, батоги та приладдя для тварин інші                                 | Упряжі, сідла, ошийники та поводки для собак, деталі ремонтні |            |

## Група 38: Машини та устатковання для будівництва, дорожніх, земляних та підривних робіт
Включає: машини та устатковання для земляних робіт, крани пересувні та ковшеві екскаватори і приладдя для кранів і екскаваторів, устатковання гірниче, бури, бурові установки, машини для розчистки доріг, устатковання навісне автомобільної, бронетанкової, інженерної, тракторної та дорожньо-будівельної техніки, устатковання нафтоназодобувальне і розподільче, устатковання будівельне і дорожнє інше.
Не Включає: автомобілів вантажних та тягачів колісних (2320), причепів (2330), тракторів (24), суден землечерпальних (1955), кранів плавучих (1935), кранів залізничних (2230), кранів штабелювальників (3930), кранів стаціонарних (3950).
| Клас | Опис | Включає | Не Включає |
| ---- | --- | --- | --- |
| 3805 | Машини та устатковання для земляних робіт                                                                 | Бульдозери, скрепери, грейдери та інші планувальні машини; екскаватори; машини та устатковання для будівництва та утримування меліоративних систем | Автомобілів та тягачів колісних вантажних (2320), причепів (2330), тракторів (24)                                                               |
| 3810 | Крани, екскаватори                                                                                        | Крани пересувні стрілові | Кранів плавучих (1935), кранів залізничних (2230)                                                                                               |
| 3815 | Приладдя до кранів та екскаваторів                                                                        | Устатковання знімне до кранів та екскаваторів | |
| 3820 | Устатковання гірниче, бурові машини та установки для свердління гірських порід та для буріння ґрунту      | Дробарки, млини, грохоти; машини бурильно-кранові; устатковання бурильне, палевбивальне (копрове) | Трамбівок (3895) |
| 3825 | Машини дорожні маркувальні та прибиральні та маркувальне устатковання                                     | Машини прибиральні дорожні; машини снігоприбиральні; машини поливальні вуличні; машини для маркування доріг, пилососи, поливальні машини, пристрої для спалювання трави | Стандартних тракторів з додатковим приладдям для очищання та маркування доріг (2410, 2420, 2430); лісорозпилювального устатковання (5130, 5110) |
| 3830 | Устатковання навісне автомобільної, бронетанкової, інженерної, тракторної та дорожньо-будівельної техніки | Устатковання навісне автомобільної, тракторної, бронетанкової, інженерної та дорожньо-будівельної техніки | |
| 3835 | Устатковання нафтогазодобувальне та нафтогазорозподільче                                                  | Устатковання нафтогазодобувальне та нафтогазорозподільче | |
| 3895 | Устатковання будівельне та дорожнє, яке не увійшло до інших класів цієї групи                             | Устатковання для будівництва та утримування асфальтового покриву доріг та аеродромів (зокрема транспортери для укладання асфальту); машини для будівництва доріг та аеродромів; котки дорожні; устатковання для готування будівельних сумішей; машини та устатковання для укладання кабелю | |

## Група 39: Устатковання підіймально-транспортне
Включає: конвеєри (транспортери); пристрої подавання; устатковання вантажно-розвантажувальне несамохідне; самонавантажувачі, навантажувачі кранові; візки складські самохідні; блоки, талі, стропи підіймально-транспортного устатковання, лебідки, підіймальники, крани, ліфти, ескалатори, устатковання підвісних канатних доріг, складові частини.
Не Включає: кранів плавучих (1935), такелажу суднового (2020), кранів залізничних (2230), екскаваторів (3810), транспортерів для укладання асфальту (3895), пристроїв подавання сухих хімічних речовин для очищування води (3694).
| Клас | Опис                                                                         | Включає | Не Включає |
| ---- | ---------------------------------------------------------------------------- | --- | --- |
| 3910 | Конвеєри                                                                     | Конвеєри (транспортери) вібраційні, гвинтові, роликові, хитні інерційні та інші; конвеєри стрічкові, пластинчасті, скребкові, візкові, підвісні, ковшеві та колискові                                                                 | |
| 3915 | Пристрої подавання матеріалів                                                | Синхронізовані з супутніми механізмами, пристрої, які визначають кількість та об'єм матеріалів, які точно та безперервно подаються з завантажувальних бункерів або лотків до вантажоприймальних пристроїв (живильники, дозатори)      | Пристроїв подавання матеріалів в хімічній промисловості (3650), конвеєрів (3910) та транспортерів для укладання асфальту (3895) |
| 3920 | Устатковання навантажувально-розвантажувальне несамохідне                    | Візки вантажні причіпні, ручні та для штовхання; носилки; тачки ручні, навантажувально-розвантажувальні механізми; маніпулятори | Конвеєрів (3910) |
| 3930 | Засоби навантажувально-розвантажувальні та буксирувальні складські самохідні | Самонавантажувачі (автомобільні, тракторні), автонавантажувачі, крани-штабелювальники, машини буксирувальні, вантажівки-платформи, системи складські автоматизовані                                                                   | |
| 3940 | Блоки, талі, стропи та інше оснащення підіймально-транспортного устатковання | Блоки ведучі та направляльні; талі з ручним, електричним та пневматичним приводом; стропи механічні та автоматичні (автостропи); оснащення підіймального транспортного устатковання інше                                              | |
| 3950 | Лебідки, підіймальники, крани підіймальні                                    | Лебідки з ручним та машинним приводом; підіймальники (канатні, ланцюгові, рейкові, гвинтові, плунжерні, спеціалізовані тощо); крани та перевантажувачі мостові; крани (портальні, козлові, консольні, кабельні, металургійні та інші) | Кранів плавучих (1935), механізмів суднових палубних (2030), кранів залізничних (2230), кранів пересувних стрілових та військових (3810), самонавантажувачів та навантажувачів кранових складських (3930), ліфтів та ескалаторів (3960) |
| 3960 | Ліфти та ескалатори                                                          | Ліфти пасажирські, вантажні та вантажопасажирські загального призначення і спеціальні; ескалатори тунельні, поповерхові та спеціальні                                                                                                 | |
| 3990 | Устатковання підіймально-транспортне інше                                    | Устатковання однорейкових підвісних доріг та устатковання канатних підвісних доріг | |

1. ↑  Навантажувально-розвантажувальні пристрої, які увійшли до даного класу, обмежені тими, які призначені для подавання та нормування сипких матеріалів та штучних вантажів, подачею яких можна керувати.

## Група 40: Ланцюги, канати (троси) та фітинги до них
Включає: всі види ланцюгів та канатів невизначеної довжини.
Не Включає: ланцюгів та ланцюгових канатів спеціальних, які є складовою частиною механізмів і машин (вони прокласифіковані як складові частини цих механізмів машин і устатковання у відповідних групах (класах)), виробів з тросів та ланцюгів, наприклад стропів (3940).
| Клас | Опис                                        | Включає                                                        | Не Включає |
| ---- | ------------------------------------------- | -------------------------------------------------------------- | --- |
| 4010 | Ланцюги та канати сталеві                   | Всі види ланцюгів та сталевих канатів невизначеної довжини     | Ланцюгів та металевих канатів, які є складовими частинами машин та механізмів (двигунів, суднових палубних механізмів, силових передач та інших), стропів (3940) |
| 4020 | Канати з рослинного та синтетичного волокна | Канати з рослинних та синтетичних волокон невизначеної довжини | Виробів з канатів, які є складовими частинами механізмів, наприклад стропів (3940), сталевих канатів (4010)                                                      |
| 4030 | Фітинги для ланцюгів та канатів             |                                                                | |

1. ↑  Ланцюгові та дротові канати разом з додатковими приладдями належать до цього класу лише якщо вони мають загальне призначення:
  - ланцюговий канат може бути у вигляді гнучкого проводу та/або кілець, які входять одне в одне і служать для підтримування, підіймання, затискання та підсилювання потужності;
  - дротовий канат зроблений зі скрученого багатожильного проводу.

## Група 41: Устатковання холодильне, вентиляційне та для кондиціювання повітря
Включає: установки холодильні та установки для кондиціювання повітря, їх агрегати, вузли та елементи, вентилятори та установки для циркуляції повітря.
Не Включає: устатковання систем кондиціювання (1660), суднової (2030), колісно-гусеничної техніки (2540), вентиляторів двигунів (2930, 2935), устатковання та приладів систем вентиляції будинків (4520), устатковання холодильного для охолоджування їжі (7310), вентиляторів спектрогенераторів на хімічних паливних елементах (6116).
| Клас | Опис                                                                                    | Включає | Не Включає |
| ---- | --------------------------------------------------------------------------------------- | --- | --- |
| 4110 | Установки холодильні                                                                    | Установки та машини холодильні суднові, промислові та побутові (аміачні та фреонові), машини холодильні спеціальні; устатковання холодильне допоміжне | Агрегатів, вузлів та елементів холодильних установок (4130), устатковання холодильного авіаційного (1660), залізничного (2240), колісно-гусеничної техніки (2540), систем охолоджування двигунів (2930, 2935), устатковання для охолоджування їжі (7310)                            |
| 4120 | Установки для кондиціювання повітря                                                     | Кондиціонери суднові, промислові та побутові загального призначення, кондиціонери спеціальні для лікарень та ті, що встановлюють на кранах            | Агрегатів; вузлів та елементів установок для кондиціювання повітря (4130), кондиціонерів: авіаційних (1660), залізничних (2240), а також тих, які встановлюють на колісно-гусеничній техніці (2540)                                                                                 |
| 4130 | Агрегати, вузли та елементи холодильних установок і установок для кондиціювання повітря | Елементи холодильних установок (агрегати, компресори, випарники тощо); елементи кондиціонерів (агрегати, фільтри для очищання повітря, клапани тощо)  | Установок охолоджувальних та для кондиціювання повітря (4110, 4120); автономних холодильних компонентів, які виступають як агрегати, що складаються з охолоджувального компресора, конденсатора, випарювача тощо, спеціально розроблених для застосування як малі холодильні камери |
| 4140 | Вентилятори та установки для циркуляції повітря                                         | Вентилятори суднові, промислові, побутові | Устатковання та приладів вентиляції повітря будинків та споруд (4520) |
| 4150 | Пристрої та трубки місцевого охолоджування                                              | Пристрої та трубки місцевого охолоджування інструмента шліфувального та устатковання електронного                                                     | Установок охолоджувальних та для кондиціювання повітря (4110, 4120); компонентів устатковання для кондиціювання повітря та охолоджувачів повітря (4130); охолоджувачів повітря пароутворювальних (4120) та труби (47)                                                               |

## Група 42: Устаткування протипожежне та рятувальне
Включає: машини пожежні, устаткування протипожежне, інвентар протипожежний, устатковання протипожежне літальних апаратів, трубопроводи і арматуру пожежні; устатковання рятувальне, індивідуальні та колективні засоби рятування на воді, засоби підводних пошукових, рятувальних і інженерних водолазних робіт, устатковання та майно суднопідіймальне, майно аварійно-рятувальне для боротьби за живучість кораблів та суден, засоби спеціального оброблення техніки і індивідуального оброблення, устатковання і матеріали для дезактивації та очищання поверхонь від розкидів небезпечних матеріалів, устатковання рециркуляції та відновлювання речовин, складові частини.
Не Включає: шлюпок рятувальних (1940), спорядження захисного індивідуального (8470), одягу захисного для шкіри (8415), одягу для пожежників (8415).
| Клас | Опис | Включає | Не Включає                                                      |
| ---- | --- | --- | --------------------------------------------------------------- |
| 4210 | Машини пожежні, устаткування та інвентар протипожежні                                                          | Різні пожежні машини, помпи (насоси) пожежні, вогнегасники, гідранти, пожежні стволи, рукави та котушки до них, пінні установки, протипожежний інвентар та арматуру (сокири, лопати, молотки, з'єднувальні та спрінклерні головки тощо)                                                                                                   | Ломів (5120, 1385)                                              |
| 4220 | Устаткування морське для рятувальних та водолазних робіт                                                       | Рятувальні засоби колективні та індивідуальні (плоти, жилети, круги та інші), підводні апарати для пошукових та рятувальних робіт, рятувальне майно для підводних човнів; устатковання та майно водолазні, для виконування водолазних робіт та суднопідіймальних; аварійно-рятувального майна для боротьби за живучість кораблів та суден | Шлюпок рятувальних (1940)                                       |
| 4230 | Устаткування імпрегнувальне та для дезактивування                                                              | Засоби спеціального оброблення території та військової техніки, захисту людей від РХБ зброї, комплекси РХБ розвідки самохідні |                                                                 |
| 4235 | Устатковання, що затримує розповсюджування небезпечних речовин, та речовини, що поглинають небезпечні речовини | Вторинні відстійники небезпечних речовин, піддони для рідких небезпечних речовин, резервуари для небезпечних речовин, системи для небезпечних речовин; речовини, що поглинають або промокають, небезпечні речовини |                                                                 |
| 4240 | Устатковання рятувальне                                                                                        | Переносні драбини та сітки безпеки | Костюмів водолазних (4220), стаціонарних пожежних драбин (4210) |
| 4250 | Устатковання утилізації відходів                                                                               | Устатковання та приладдя, призначені для видаляння, нейтралізування або готування до можливого повторного використовування речовин, які не є придатними для подальшого використовування без переробляння |                                                                 |

## Група 43: Насоси та компресори[1]
| Клас | Опис                                    | Включає | Не Включає                                                           |
| ---- | --------------------------------------- | --- | -------------------------------------------------------------------- |
| 4310 | Компресори та насоси вакуумні           | Компресори (установки компресорні), станції компресорні, насоси вакуумні (механічні, струминні, сорбційні та інші) | Компресорів холодильних (4130)                                       |
| 4320 | Насоси приводні та ручні                | Насоси (поршневі, роторні, лопасні, струминні)                                                                     | Насосів лабораторних (6640)                                          |
| 4330 | Центрифуги, сепаратори, фільтри рідинні | | Фільтрів для очищування води (4610), лабораторних центрифуг (65, 66) |

1. ↑  Ця група Включає тільки насоси, компресори, центрифуги, сепаратори та фільтри для стаціонарних систем та комплексів, кораблів та суден. Насоси, компресори та фільтри, що розроблені спеціально для керованих ракет, літальних апаратів, орбітальних засобів, колісно-гусеничної техніки, рухомого складу залізниць та двигунів, прокласифіковані у відповідних класах як складові частини цієї техніки.

## Група 44: Печі, пароустановки, устатковання сушильне, ядерні реактори
Включає: котли парові промислові, теплообмінники та пароконденсатори, печі випалювальні та сушильні промислові, печі для випалювання скла, сушарки, засоби очищання повітря, ядерні реактори та реакторне устатковання.
Не Включає: кондиціонерів (4120), вентиляторів (4140); печей для готування їжі (7310), установок для термічного оброблення металів (3424), печей лабораторних (6640), печей для теплового оброблення скла (3635).
| Клас | Опис                                          | Включає | Не Включає |
| ---- | --------------------------------------------- | --- | --- |
| 4410 | Котли парові                                  | Котли парові промислові та суднові, основне та допоміжне котельне усталювання | |
| 4420 | Теплообмінники та пароконденсатори            | | |
| 4430 | Печі промислові побутові та інші              | Печі промислові (електропечі, ванни соляні електродні), печі для варіння скла | Печей для готування їжі (7310), установок для термічного оброблення металів (3424), печей лабораторних (6640) |
| 4440 | Сушарки та речовини зневоднювальні, ангідриди | Випарники | |
| 4460 | Устатковання для очищання повітря             | Пиловловники та камери різних типів | Кондиціонерів (4120), вентиляторів (4140)                                                                     |
| 4470 | Реактори ядерні та устатковання реакторне     | Реактори ядерні, труби реакторні (зокрема труби з цирконію), устатковання для керування рівнем потужності ядерного реактора, машини для завантажування та вивантажування реакторного палива, насоси першого контуру теплоносія, системи нейтронних генераторів, устатковання для ядерних енергетичних та силових установок | |

1. ↑  Цей клас Включає ядерні реактори всіх типів та всі предмети постачання, призначені для використовування в них, а саме охолоджувальні системи, додаткові рідинні системи, спеціальні силові установки, навантажувально-розвантажувальне та ремонтне устатковання, електричні та контрольні системи, відповідне спеціальне випробовувальне устатковання та устатковання хімічного контролювання за предметами постачання. До цього класу не належать ті предмети постачання, які потребують більш вузької класифікації.

## Група 45: Устатковання будівель інженерне та санітарно-технічне
Включає: арматуру та приладдя санітарно-технічні, устатковання та прилади систем опалення, водопостачання і вентиляції будинків та споруд, установки теплові опалювальних систем будинків та споруд, устатковання для видаляння відходів, складові частини.
Не Включає: фітингів і деталей до шлангів і труб (4730), клапанів і арматури трубопровідних систем (48), обігрівників для транспорту і авіаційних, які класифікують як складові частини у відповідних групах та класах.
| Клас | Опис                                                                                     | Включає | Не Включає                                                                 |
| ---- | ---------------------------------------------------------------------------------------- | --- | -------------------------------------------------------------------------- |
| 4510 | Арматура та приладдя санітарно-технічні                                                  | Устатковання санітарно-технічне з металів, полімерів та кераміки (ванни, умивальники, унітази, бачки змивні тощо); арматуру санітарно-технічну (крани, сифони, змішувачі, вентилі, головки душу), засоби кріплення санітарно-технічного устатковання та приладдя | Фітингів та деталей до шлангів та труб (4730)                              |
| 4520 | Устатковання та прилади систем опалення, водопостачання та вентиляції будинків та споруд | Устатковання та прилади систем опалення та гарячого водопостачання будинків та споруд (труби опалювальні, радіатори, водонагрівачі, каміни, труби, баки для води у системах опалення та гарячого водопостачання будинків та споруд), котли водонагрівальні опалювальні та допоміжне устатковання до них; різні прилади та устатковання системи вентиляції, такі як повітропроводи, калорифери тощо | Обігрівачі колісно-гусеничної техніки (2540), авіаційних обігрівачі (1660) |
| 4530 | Установки теплові опалювальних систем будинків та споруд                                 | Завантажники твердого палива, пальники для рідкого палива і газові, пристрої подачі палива, форсунки |                                                                            |
| 4540 | Устатковання для видаляння відходів                                                      | Сміттєпроводи та арматуру до них, сміттєзбірники та контейнери для відходів, пристрої для завантажування контейнерів для відходів; установки для сортування, спресовування, знезаражування та спалювання відходів |                                                                            |

## Група 46: Устатковання для очищування води та стічних вод
Включає: устатковання для очищування питної та стічної води, для перегонки (дистилювання) морських та промислових вод, складові частини.
Не Включає: лабораторних дистиляторів (6640), сепараторів (4330).
| Клас | Опис                                                                     | Включає | Не Включає                                                           |
| ---- | ------------------------------------------------------------------------ | --- | -------------------------------------------------------------------- |
| 4610 | Устатковання для очищування води                                         | Фільтрувальне устатковання (фільтрувальні станції, переносні фільтри), устатковання для отримування води зі снігу та льоду, установки для демінералізації води | Складів та засобів для очищування та пом'якшування води (6810, 7930) |
| 4620 | Устатковання для опріснювання та дистилювання води морське та промислове | | Лабораторних дистиляторів (6640)                                     |
| 4630 | Установки для очищування стічних вод                                     | |                                                                      |

## Група 47: Труби, трубопроводи, шланги та фітинги
Включає: труби та трубопроводи жорсткі та гнучкі з металевих та з неметалевих матеріалів (термопластів, синтетичної гуми та інших), шланги, фітинги та деталі до шлангів і труб.
| Клас | Опис                                   | Включає | Не Включає |
| ---- | -------------------------------------- | --- | --- |
| 4710 | Труби та трубопроводи жорсткі          | Труби та трубопроводи жорсткі металеві та неметалеві (з пластмаси, синтетичної гуми та з інших неметалевих матеріалів), їх складові             | Труб вихлопних авіаційних (1560), трубопроводів літальних апаратів (1650, 1660), труб двигунів (2910, 2990), труб для ядерних реакторів (4470), труб опалювальних систем будинків та споруд (4520), труб та трубопроводів будівельних неметалевих (5630), труб водостічних (5670), труб для електропроводки (5975), трубок медичних та хірургічних (6515), трубок скляних (9340), шлангів та трубопроводів гнучких (4720) |
| 4720 | Шланги (рукави) та трубопроводи гнучкі | Шланги (рукави) та трубопроводи гнучкі металеві та з неметалевих матеріалів (термопластів, синтетичної гуми та інших), їх складові              | Рукавів пожежних (4210), труб та трубопроводів жорстких (4710), труб гнучких металевих для електропроводки (5975), трубок гнучких медичних та хірургічних (6515), лабораторних трубок (6640) |
| 4730 | Фітинги та деталі до шлангів та труб   | Фітинги та деталі до труб жорстких з металу та неметалевих матеріалів; коліна, фітинги та деталі до шлангів (рукавів), змащувальне устатковання | Арматури трубопроводів систем опалювання, теплофікації, вентиляції повітря будинків та споруд (4520), арматури водостічних труб (5670), арматури труб для електропроводки (5975), трубок гнучких медичних та хірургічних (6515), лабораторних трубок (6640), кілець, втулок, прокладок, шайб, сальників (5365) |

## Група 48: Арматура трубопровідних систем[1]
| Клас | Опис                                                                            | Включає | Не Включає |
| ---- | ------------------------------------------------------------------------------- | --- | --- |
| 4810 | Арматура трубопровідних систем з приводом                                       | Арматуру трубопровідних систем з приводом (засувки, клапани, крани, заслонки, захлопки, затвори, вентилі, розподільники, маніпулятори) | Клапанів впускання та випускання для двигуна (2990, 2815) арматури спеціально спроєктованої для окремих видів техніки; арматури протипожежних систем (4210), арматури до сміттєпроводів (4540) |
| 4820 | Арматура трубопровідних систем без приводу (арматура з автоматичним керуванням) | Арматуру трубопровідних систем з автоматичним керуванням (регулювальну, захисну, аварійну)                                             | Арматури для протипожежних систем (4210), для опалювальних труб будинків та споруд (4520), до опалювальних котлів (4520)                                                                       |

1. ↑  Ця група Включає арматуру трубопровідну загального призначення, а також арматуру кораблів та суден. Арматура трубопровідна спеціально спроєктована для керованих ракет, літальних апаратів, орбітальних засобів, колісно-гусеничної техніки, рухомого складу залізниць, двигунів тощо, покласифікована у відповідних класах як складова частина цієї техніки (1420, 1650, 1660, 1820, 2240, 2540, 2910, 2990).

## Група 49: Майстерні та спеціальне устатковання майстерень для ремонту та технічного обслуговування техніки та озброєння[1]
| Клас | Опис | Включає | Не Включає |
| ---- | --- | --- | --- |
| 4910 | Майстерні і спеціальне устатковання майстерень для ремонту та технічного обслуговування автомобільної, бронетанкової, інженерної, тракторної техніки | Майстерні та спеціальне устатковання для ремонту та технічного обслуговування автомобільної, бронетанкової, інженерної та тракторної техніки                                                                                | Устатковання мастильного та засобів заправляння паливом (4930) та ручного інструменту (51), приладів електровимірювальних (6625) широкого застосування |
| 4920 | Майстерні та устатковання майстерень спеціальне для ремонту та технічного обслуговування літальних апаратів                                          | Майстерні для ремонту і технічного обслуговування літальних апаратів, стенди, контрольно-перевіряльне та вимірювальне устатковання для ремонту і технічного обслуговування агрегатів та складових частин літальних апаратів | Ручного інструменту (51), електровимірювальних приладів (6625) широкого застосування |
| 4921 | Устатковання спеціальне для ремонту, технічного обслуговування та перевіряння торпед                                                                 | Спеціальне устатковання для перевіряння ремонту та технічного обслуговування всіх вузлів та систем торпед | Устатковання для обслуговування та перевіряння інших боєприпасів (4925), ручного інструменту (51), електровимірювальних приладів (6625) широкого застосування |
| 4923 | Устатковання спеціальне для ремонту, технічного обслуговування та перевіряння глибинних бомб, морських мін                                           | Устатковання спеціальне та прилади для перевіряння та технічного обслуговування всіх вузлів глибинних бомб та морських мін                                                                                                  | Устатковання для обслуговування інших боєприпасів (4925), ручного інструменту (51), електровимірювальних приладів (6625) широкого застосування |
| 4925 | Устатковання спеціальне для ремонту, технічного обслуговування та перевіряння некерованих ракет                                                      | Устатковання спеціальне, а також монтажне та інше промислове; апаратуру контрольно-перевіряльну для технічного обслуговування, ремонту та перевіряння некерованих ракет                                                     | Устатковання для технічного обслуговування ракет керованих (4935), орбітальних засобів (4960) та боєприпасів (4925), ручного інструменту (51), електровимірювальних приладів (6625) широкого застосування                                                                                              |
| 4930 | Устатковання мастильне та засоби заправляння і перекачування палива                                                                                  | Колонки заправні паливні, засоби мащення технічні, пристрої для заправляння оливою | Змащувального устатковання (4730) |
| 4931 | Устатковання спеціальне майстерень для ремонту та технічного обслуговування приладів керування вогнем                                                | Устатковання спеціальне для ремонту і технічного обслуговування приладів керування вогнем | Інструменту ручного (51) та приладів електровимірювальних широкого застосування (6625) |
| 4933 | Майстерні та устатковання спеціальне для ремонту та технічного обслуговування артилерійського та стрілецького озброєння                              | Майстерні та спеціальне устатковання для ремонту та технічного обслуговування артилерійського та стрілецького озброєння | Устатковання для ремонту і технічного обслуговування ракет некерованих (1398, 4927) та ядерної зброї (1190) |
| 4935 | Майстерні та устатковання спеціальне майстерень для ремонту, технічного обслуговування та перевіряння керованих ракет                                | Майстерні та устатковання спеціальне майстерень для технічного обслуговування, ремонту та перевіряння керованих ракет та систем дистанційного управління керованими ракетами                                                | Спеціальне технологічне устатковання, що є складовою частиною технічних позицій, технічних стартових комплексів керованих ракет та ракет-носіїв (1450); електровимірювальні прилади широкого застосування (6625), устатковання для технічного обслуговування та перевіряння орбітальних засобів (4960) |
| 4940 | Майстерні рухомі та устатковання спеціальне для ремонту та технічного обслуговування, які не увійшли в інші класи                                    | Спеціальне устатковання для фарбування | Ручного інструменту (51) |
| 4960 | Устатковання спеціальне для технічного обслуговування та перевіряння орбітальних засобів                                                             | Спеціальне устатковання для технічного обслуговування орбітальних засобів (космічних апаратів) та систем дистанційного управління орбітальними засобами                                                                     | Контрольно-перевіряльної апаратури, яку використовують як для космічних апаратів (1450), так для керованих ракет та ракет-носіїв (4935) |
| 4970 | Устатковання спеціальне для технічного обслуговування та тестування керованих систем зброї                                                           | Спеціальне устатковання для технічного обслуговування, тестування, перевіряння та ремонту керованих систем зброї | |

1. ↑  Спеціалізоване устатковання, яке розроблене для ремонту та технічного обслуговування автомобілів, а також для ремонту та технічного обслуговування несамохідних машин або устатковання, належать до класу 4910.
  - затискачі, фіксувальні пристрої та шаблони, які використовують разом з устаткованням майстерень для ремонту та технічного обслуговування, належать до цієї групи. Однак затискачі, фіксувальні пристрої та шаблони, які використовують разом з металообробним устаткованням, належать до групи 34.
  - інфрачервоні агрегати, вузли та компоненти, спеціально розроблені як устатковання проведення випробовувань та технічного обслуговування, належать до відповідних класів цієї групи. До цієї групи не відноситься інфрачервоне устатковання, призначене для проведення випробовувань засобів зв'язку та приладів нічного бачення.

## Група 51: Інструмент ручний та пристосування
Включає: інструмент ручний різальний, пили ручні, ножиці, труборізи, різці гравірувальні, напилки та борфрези; інструмент ручний нерізальний, інструмент допоміжний, лопати, домкрати, шила, шпателі, кельми; інструмент ручний з приводом; інструмент пневматичний; свердла, зенкери, зенковки, мітчики, плашки, патрони цангові, ящики для інструменту, комплекти ручного інструменту.
Не Включає: садово-городного інструменту (3750), інвентарю пожежного (4210), ножів столових, кухонних та господарських (7340).
| Клас | Опис                                                                                 | Включає | Не Включає                           |
| ---- | ------------------------------------------------------------------------------------ | --- | ------------------------------------ |
| 5110 | Інструмент ручний різальний                                                          | Ножі, стамески, долота, рубанки, сокири, зубила, пили ручні, ножиці та гострозубці, труборізи, крейцмейселі, клупи, шабери та полірувальники, різці гравірувальні, напилки та борфрези                                                                         |                                      |
| 5120 | Інструмент ручний нерізальний                                                        | Інструмент ударного типу, інструмент захватний та відрізний, ключі для кріплення нарізевих з'єднань, викрутки, інструмент допоміжний для кріплення різального інструмента та оброблюваних виробів, лопати, домкрати, шила, інструмент ручний нерізальний інший | Інструменту садово-городнього (3750) |
| 5130 | Інструмент ручний з приводом                                                         | Інструмент ручний з електричним, пневматичним та механічним приводом |                                      |
| 5133 | Свердла, зенкери, зенковки, розвертки                                                | |                                      |
| 5136 | Мітчики, плашки, патрони цангові для ручного інструменту та верстатного устатковання | Штампи вирубальні, карбувальні, маркувальні |                                      |
| 5140 | Ящики для інструменту                                                                | |                                      |
| 5180 | Комплекти ручного інструменту                                                        | Комплекти, ручного інструменту (слюсарно-монтажні, для деревообробки, універсальні), комплекти ковальського інструменту та інші комплекти приладдя до ручного інструменту                                                                                      |                                      |

## Група 52: Прилади вимірювання
Включає: прилади та інструмент вимірювальний, калібри контрольні та інструмент прецизійний, набори та комплекти вимірювального інструменту та приладів.
Не Включає: приладів та інструменту вимірювального точного (5210)
| Клас | Опис                                                       | Включає | Не Включає                                                |
| ---- | ---------------------------------------------------------- | --- | --------------------------------------------------------- |
| 5210 | Прилади та інструмент вимірювальний точний                 | Прилади вимірювальні з пружинним та важільним механізмами, універсальні; прилади для вимірювання кутів і конусів, прилади для вимірювання та контролювання зубчастих коліс, прилади для настроювання різального інструменту, прилади для вимірювання різального інструменту, пристрої для перевіряння приладів та вимірювальних головок | Інструменту спеціального контрольно-вимірювального (5220) |
| 5220 | Калібри контрольні та інструмент прецизійний               | Калібри контрольні (гладкі, різальні та інші), штангенінструмент (штангенциркулі, штангенрейсмуси), мікрометри |                                                           |
| 5280 | Набори та комплекти вимірювального інструменту та приладів | |                                                           |

## Група 53: Вироби металоскоб'яні та абразивні
Включає: прилади та інструмент вимірювальний, калібри контрольні та інструмент прецизійний, набори та комплекти вимірювального інструменту та приладів.
Не Включає: приладів та інструментів вимірювальних точних.
| Клас | Опис                                                   | Включає | Не Включає |
| ---- | ------------------------------------------------------ | --- | --- |
| 5305 | Гвинти                                                 | | |
| 5306 | Болти                                                  | | |
| 5307 | Цвяхи та штифти                                        | | |
| 5310 | Гайки та шайби                                         | Гайки та шайби загального застосування, гайки та шайби спеціальні (для автомобільної, авіаційної та електротехнічної промисловості)                                                                                          | Шайб упорних вальниць (3130), кілець, прокладок (5365) |
| 5315 | Цвяхи, клини                                           | Цвяхи, шпонки, штифти загального застосування та спеціальні, шплінти загального застосування та спеціальні, пробійники, клини, осі (гладкі та з буртиком)                                                                    | Валів та осей для трансмісій (3040), виробів металоскоб'яних промислових (5340) |
| 5320 | Заклепки                                               | | |
| 5325 | Засоби закріплювання (застібки, затискачі та ошийники) | Застібки (зокрема типу «блискавка» для технічного споживання), затискачі, ошийники | |
| 5330 | Матеріали набивкові та ущільнювальні                   | Матеріали набивкові для сальників, матеріали набивкові для паковання, матеріали ущільнювальні, матеріали набивкові та ущільнювальні спеціальні                                                                               | Смуг з твердої гуми (ебоніту) (9320), кілець ущільнювальних (5331), рідкого ущільнювального матеріалу (80), а також всіх упорних шайб оливового ущільнювання                                       |
| 5331 | Кільця ущільнювальні                                   | | Набивкового та ущільнювального матеріалу (5330) |
| 5335 | Сітки та ґрати металеві                                | Сітки промислові, сітки проти комах, ґрати | Загорож (5660) |
| 5340 | Вироби металоскоб'яні промислові                       | Стрічку колючу, скоби, вироби з дроту, металоскоб'яні вироби для дверей, воріт та вікон, металоскоб'яні вироби для дверей, контейнери та скрині металеві, хомути, амортизатори пакувальні, сідла пакувальні, ключі до замків | Виробів металоскоб'яних для озброєння (5342) |
| 5341 | Кронштейни                                             | Кутовий та подвійний кронштейн | |
| 5342 | Вироби металоскоб'яні для озброєння                    | Адаптери, анкерні плити та ремені, аноди, сильфони, муфти, регулівні стрижні, дверцята люка, патрубки випускні, тримачі, стяжки, хомути                                                                                      | Виробів металоскоб'яних промислових (5340) |
| 5345 | Вироби абразивні                                       | Вироби абразивні (бруски, диски, круги, головки), бруски та камені точильні побутові, стрічки та ремені абразивні | Абразивних матеріалів стоматологічних (6520) |
| 5350 | Матеріали абразивні                                    | Електрокорунд та монокорунд, карбід кремнію та бору, матеріали абразивні природні, порошки та мікропорошки шліфувальні | |
| 5355 | Кнопки та покажчики                                    | Кнопки калібрувальні, стрілки, циферблати, шкали | Кнопок до одягу (8315) |
| 5360 | Пружини спіральні та плоскі                            | Пружини дверні (плоскі, спіральні), пружини заводні (для годинників і спеціальні) тощо | |
| 5365 | Кільця, втулки, прокладки, шайби, сальники             | Кільця загального призначення, стопорні, пружинні, калібрувальні; втулки, прокладки, шайби, сальники | Кілець підшипників (3130), кілець поршневих як складових частин двигунів (28); насосів та компресорів (43), втулок для нарізі труб (4730), стопорних кілець (5325), прокладкового матеріалу (9515) |

## Група 54: Конструкції збірні будівельні
Включає: конструкції збірні будівельні та споруди швидкозведені, споруди збірні фортифікаційні промислового виготовляння, мости стаціонарні та наплавні, резервуари, конструкції та деталі будівельні, конструкції опор будівельних, двері, люки, ворота спеціальні металеві, кріплення металеві для тунелів, пристрої захисні вентиляційні та димові.
| Клас | Опис                                                                  | Включає | Не Включає |
| ---- | --------------------------------------------------------------------- | --- | --- |
| 5410 | Конструкції збірні будівельні та споруди швидкозведені                | Збірні панелі, накриви пневматичні, металеві сітки та металеві вікна | |
| 5411 | Споруди збірні фортифікаційні промислового виготовляння               | Споруди фортифікаційні (металеві, залізобетонні та залізобетонні з уніфікованих елементів), входи до споруд захисно-герметичні, мішки та оболонки земляні, елементи споруд з гофрованої сталі, майно для устатковання невибухових загороджень, споруди вогневі кулеметні         | |
| 5419 | Конструкції модульні будівель, що забезпечують мешкання та відпочинок | | |
| 5420 | Мости стаціонарні та наплавні                                         | Конструкції прольотних споруд мостових переходів, мости розбірні та комплекти мостобудівні, засоби сполучання, укріплювання мостові | Понтонів та плавучих доків (1945) |
| 5430 | Резервуари                                                            | Резервуари, призначені тільки для зберігання води, нафтопродуктів, пально-мастильних матеріалів, спеціальних рідин та газів | Резервуарів, які є складовими частинами устатковання чи систем; баків для води в системі опалення і гарячого водопостачання (4520), тари та контейнерів (8110, 8120, 8125) |
| 5440 | Конструкції та деталі будівельні                                      | Конструкції та деталі будівельні (сталеві, з алюмінію та сплавів алюмінію, сталеві легкі та комбіновані, дерев'яні, залізобетонні), будинки та приміщення суцільні перевізні та контейнерного типу, засоби підмощування, опалубка для будівництва та інші конструкції будівельні | Мотузкових драбин |
| 5445 | Конструкції опор будівельних                                          | Опори ліній електропередач, зв'язку контактних мереж; опори сталеві; опори трансмісійних приводів, верстатів та радарних установок; частини опорних конструкцій, частини опорні та підпори пролітних споруджень мостових переходів, опори понтонних мостів                       | |
| 5450 | Конструкції збірні інші, які не увійшли в інші класи цієї групи       | Трибуни, місця для глядачів | Плавучих доків (1950) |

## Група 55: Пиломатеріали, вироби з дерева, фанера та шпон
Включає: пиломатеріали і інші лісоматеріали, вироби столярні (віконні рами, коробки дверні і віконні), фанеру та шпон.
| Клас | Опис                                | Включає | Не Включає                                                                             |
| ---- | ----------------------------------- | --- | -------------------------------------------------------------------------------------- |
| 5510 | Пиломатеріали та інші лісоматеріали | Деревину ділову, дрова, пиломатеріали, брусся, шпали залізничні, плити дерев'яні та деревостружкові, заготовки для деталей, вироби з дерева | Столярних виробів (5520), фанеру та шпон (5530), збірних недерев'яних предметів (5670) |
| 5520 | Вироби столярні                     | Блоки дерев'яні та віконні, полотна дверні, рами віконні, коробки дверні та віконні, інші столярні вироби                                   | Пресованої деревини (5510), збірних недерев'яних предметів (5670)                      |
| 5530 | Фанера клеєна та шпон               | Фанеру листову та плити фанерні різних марок, шпон                                                                                          |                                                                                        |

## Група 56: Матеріали будівельні та оздоблювальні
Включає: матеріали сипкі будівельні та дорожні, конструкції та деталі залізобетонні, матеріали стінові та облицьовувальні, скло будівельне, труби та трубопроводи будівельні неметалеві, матеріали (тепло- та звукоізоляційні, покрівельні та гідроізоляційні), огорожі та паркани, вироби будівельні та металеві (конструкції будівельні) матеріали будівельні інші.
Не Включає: шпал залізничних (5510).
| Клас | Опис                                                         | Включає | Не Включає                                                                                    |
| ---- | ------------------------------------------------------------ | --- | --------------------------------------------------------------------------------------------- |
| 5610 | Матеріали будівельні неорганічні сипучі                      | Асфальт, шлак, гравій, вапно, пісок, камені, зокрема булижники, цемент, баласт | Матеріалів будівельних з природного каміння (5620)                                            |
| 5620 | Плитка, цегла та будівельні блоки                            | Матеріали стінові (блоки будівельні, цеглу, каміння), матеріали облицьовувальні з природного каміння та керамічні | Скла будівельного (9340)                                                                      |
| 5630 | Труби та трубопроводи будівельні неметалеві                  | Труби та трубопроводи бетонні, труби та трубопроводи керамічні для підземного використовування, труби керамічні дренажні, фітинг труб неметалевих для підземного використання | Труб, трубопроводів та фітингів неметалевих для лабораторій, шлангів гнучких неметалевих (49) |
| 5640 | Матеріали та вироби тепло- та звукоізоляційні                | Матеріали теплоізоляційні неорганічні пухкі (вата та волокно скляні тощо), вироби мінераловатні тепло- та звукоізоляційні (мати, плити), вироби тепло- та звукоізоляційні із скловолокна та скловати; вироби пінодіатомітові, діатомітові та перлітові, вироби теплоізоляційні азбестовмісні та інші вироби теплоізоляційні з органічних матеріалів, матеріали ізоляційні для підлоги | Електроізоляційних матеріалів (5970)                                                          |
| 5650 | Матеріали покрівельні                                        | Матеріали покрівельні рулонні (руберойд, толь тощо), шифер, листи металеві, мастики та вироби герметизувальні і гідроізоляційні, черепицю | Плит і фанери дерев'яної (5530), металевого прокату в масі (9515)                             |
| 5660 | Загорожі, огорожі, ворота та їх складові частини             | |                                                                                               |
| 5670 | Вироби будівельні заводського виготовлення                   | Вироби будівельні (загорожі балконів та лоджій, рами віконні та дверні, жолоби, ринви тощо) металеві та комбіновані | Конструкцій сталевих каркасів будівель та споруд (5440), столярних виробів дерев'яних (5520)  |
| 5675 | Матеріали та вироби будівельні оздоблювальні недерев'яні     | Колоди недерев'яні орозмірені, шпон та фанеру недерев'яні, настили підлогові недерев'яні, вироби архітектурні недерев'яні | Покривів підлогових (7220)                                                                    |
| 5680 | Матеріали будівельні, які не увійшли в інші класи цієї групи | Планки металеві обшивні, щити посадкові авіаційні |                                                                                               |

## Група 58: Техніка зв'язку, виявляння і когерентного випромінювання
Включає: техніку телефонного, телеграфного, факсимільного, радіотелефонного, радіотелеграфного, радіо- та радіорелейного зв'язку і телевізійну; технічні засоби захисту апаратури зв'язку, шифрувальну та дешифрувальну апаратуру; апаратуру радіонавігаційну та радіолокаційну наземну, літакову та корабельну, а також гідролокаційну; переговорні пристрої і апаратуру оповіщення бортові літакові, танкові, корабельні тощо; спеціальну апаратуру для запису та відтворювання звуку, відеозапису та відтворювання відеосигналів; техніку зв'язку в оптичному діапазоні частот; апаратуру нічного бачення; пристрої індукованого когерентного випромінювання; техніку радіоелектронної боротьби та протидії радіотехнічній розвідці противника; складові частини технічних засобів.
Не Включає: устатковання оптичного (1240) та радіолокаційного (1285) систем керування-зброєю; гідроакустичних систем керування зброєю (1287), техніки наведення ракет (1430), оптичних приладів (6650), навігаційних приладів (6605), диктофонів і магнітофонів (7450), побутової радіо- та телеапаратури (7730).
| Клас | Опис | Включає | Не Включає |
| ---- | --- | --- | --- |
| 5805 | Техніка телефонного та телеграфного зв'язку                                                                     | | |
| 5810 | Засоби технічні захисту апаратури зв'язку та їх складові частини                                                | | |
| 5811 | Апаратура шифрувальна та її складові частини                                                                    | | |
| 5815 | Телетайпи і техніка факсимільного зв'язку                                                                       | Телетайпи та фототелетайпи, техніку факсимільного (зокрема спеціального) зв'язку і факсимільні апарати | |
| 5820 | Техніка радіозв'язку та телевізійна (за винятком бортової авіаційної)                                           | Устатковання телеметричне | Побутової радіо- та телеапаратури (7730), бортової авіаційної техніки радіозв'язку та телевізійної (5821) |
| 5821 | Техніка радіозв'язку та телевізійна бортова авіаційна                                                           | Устатковання телеметричне | |
| 5825 | Апаратура радіонавігаційних систем (за винятком бортових авіаційних)                                            | Радіонавігаційні системи та комплекси, апаратуру кутомірних, далекомірних та інших радіонавігаційних систем (радіопеленгатори, радіовисотоміри тощо; радіонавігаційні системи, що використовують штучні супутники Землі, діють за межами прямої видимості                                                   | Навігаційних приладів та інструментів (6605), бортової авіаційної радіонавігаційної апаратури (5826) |
| 5826 | Апаратура радіонавігаційних систем бортова авіаційна                                                            | Бортові авіаційні радіопеленгатори, радіодалекоміри, радіовисотоміри, радіоапаратуру посадки та іншу радіонавігаційну апаратуру; радіонавігаційні комплекси | Навігаційних приладів та інструментів (6605) |
| 5830 | Пристрої переговорні і апаратура оповіщення по радіо- та трансляційній мережі (за винятком бортових авіаційних) | Апаратуру оперативного зв'язку та оповіщення; радіосистеми переговорні корабельні, танкові, ракетні та інші; пристрої переговорні офісного типу тощо | |
| 5831 | Пристрої переговорні і апаратура оповіщення по радіо- та трансляційній мережі бортові авіаційні                 | Переговорні пристрої літальних апаратів, радіоапаратуру оповіщення пасажирів та мовних повідомлень | |
| 5835 | Апаратура для запису та відтворювання звуку спеціальна                                                          | Спеціальну апаратуру для магнітного, оптичного та іншого запису звуку; апаратуру для запису та відтворювання звуку корабельну, апаратуру для запису переговорів членів екіпажу літальних апаратів | Диктофонів та магнітофонів (7450) |
| 5836 | Апаратура для відеозапису та відтворювання відеосигналів                                                        | Відеотехніку (відеомагнітофони, відеокамери, відеомонітори тощо), апаратуру спеціальну відеозапису, допоміжне приладдя до апаратури для відеозапису та відтворювання відеосигналів (очисники, з'єднувачі, перемотувальні пристрої, бобіни та стрічки)                                                       | |
| 5840 | Устатковання радіолокаційне (за винятком бортового авіаційного)                                                 | Радіолокаційні станції наземні (керування повітряним рухом, метеорологічні тощо) та корабельні (виявляння надводних цілей, забезпечування кораблеводіння тощо) | Радіолокаційного устатковання систем керування вогнем (1285) і систем наведення ракет (1430) |
| 5841 | Устатковання радіолокаційне бортове авіаційне                                                                   | Радіолокаційні далекоміри, радіовисотоміри, панорамні радіолокаційні станції та інше бортове авіаційне радіолокаційне устатковання | Радіолокаційного устатковання систем керування зброєю (вогнем) (1285) і систем дистанційного керування ракетами (1430)                                                                                        |
| 5845 | Устатковання гідролокаційне                                                                                     | Радіогідроакустичні буї; ехолоти, гідролокаційні станції, шумопеленгатори та інші гідроакустичні апарати, гідроакустичні комплекси | Гідроакустичних систем керування зброєю (вогнем) (1287) |
| 5850 | Техніка зв'язку в оптичному діапазоні частот                                                                    | Комунікаційне інфрачервоне устатковання, геліографи | Пристроїв, складових частин та вузлів оптичного (зокрема інфрачервоного) устатковання, які застосовують не для зв'язку у системах керування вогнем та ракетами (1240, 1265), та систем наведення ракет (1430) |
| 5855 | Апаратура нічного бачення (активна та пасивна)                                                                  | Апаратуру нічного бачення (теплопеленгатори, локатори, прилади виявляння цілей тощо), допоміжні пристрої та приладдя до апаратури нічного бачення і інфрачервоного устатковання (джерела випромінювання, перетворювачі зображення, тримачі, шнури тощо), корабельну апаратуру нічного бачення               | Приладів оптичних (6650) |
| 5860 | Пристрої індукованого когерентного випромінювання та приладдя                                                   | Пристрої індукованого когерентного випромінювання, що використовують лазерний та мазерний методи; пристрої розвідки та виявляння лазерного випромінювання, приладдя до пристроїв індукованого когерентного випромінювання                                                                                   | |
| 5865 | Техніка радіоелектронної протидії та подавлювання радіоелектронних засобів противника                           | Радіотехнічні засоби пасивної та активної радіопротидії, радіоелектронного подавлювання, керування радіоелектронною боротьбою; апаратуру контролювання ефективності радіоелектронної боротьби | Ракетних комплексів для засобів радіоелектронної боротьби (1055) |
| 5895 | Устатковання зв'язку інше                                                                                       | Апаратуру звукової, звукотеплової та сейсмоакустичної розвідки; пристрої модуляції та демодуляції радіосигналів, різну апаратуру забезпечування радіо- та привідного зв'язку, вузли та установки радіотрансляційні польові, радіоприймачі та магнітофони військові, устатковання для польової пошти, модеми | Устатковання для створювання радіоелектронних перешкод |

## Група 59: Частини складові електротехнічного та електронного устатковання
Включає: резистори, конденсатори, фільтри, електричні схеми, розрядники, захисні пристрої, електричні вимикачі, з'єднувачі, реле, соленоїди, трансформатори для радіоелектронної апаратури та засобів зв'язку; котушки індуктивності, осцилятори та п'єзоелектричні кристали, електродні лампи та трубки, напівпровідникові прилади, мікросхеми, електронні модулі, телефони, мікротелефонні трубки, мікрофони та гучномовці; електроізолятори та електроізоляційні матеріали, вироби для електропроводки, контактні щітки та вугільні електроди, оптоелектронні прилади, антени та фідерні пристрої, сельсини, підсилювачі різного призначення; кабелі, шнури та проводи для устатковання зв'язку; електричне та електронне приладдя, вироби квантової електроніки, вироби металокерамічні та з феритів, п'єзоелектричні прилади та інше електротехнічне та електронне устатковання.
Не Включає: викруток (5305), болтів (5306), штифтів (5307), шайб (5310), заклепок (5320) та інших предметів, які належать до спеціальних класів, крім групи 59.
| Клас | Опис                                                                                           | Включає | Не Включає |
| ---- | ---------------------------------------------------------------------------------------------- | --- | --- |
| 5905 | Резистори                                                                                      | Резистори постійні напівпровідникові (терморезистори, магніторезистори, варистори та інші); резистори постійні недротяні, дротяні, металофольгові; недротяні та дротяні змінні; набори резисторів, резисторні мікросхеми; реостати та резистори у схемах керування електричними силовими установками, резисторне монтажне приладдя | |
| 5910 | Конденсатори                                                                                   | Конденсатори постійної та змінної ємності, силові, а також вариконди, термоконденсатори, конденсаторні складані одиниці; монтажне конденсаторне приладдя | Напівпровідникових приладів (5961) |
| 5915 | Фільтри та схеми електричні                                                                    | Фільтри низькочастотні, високочастотні, надвисокочастотні, електромеханічні, загороджувальні, згладжувальні, смугові та інші, схеми електричні | Фільтри для волоконно-оптичних систем (6030)                                                                                               |
| 5920 | Запобіжники, розрядники та пристрої захисні                                                    | Запобіжники високовольтні та низьковольтні, блоки плавких запобіжників, розрядники, блискавковідводи, обмежувачі напруги та струму, допоміжні засоби до запобіжників (тримачі, втулки, стойки, затискачі, з'єднувачі тощо) | Переривників електричних ланцюгів (5925).                                                                                                  |
| 5925 | Вимикачі автоматичні                                                                           | Вимикачі автоматичні, переривачі | Реле (5945) |
| 5930 | Перемикачі                                                                                     | Перемикачі високовольтні та низьковольтні, малоамперні для засобів зв'язку та радіоелектронної апаратури; мікроперемикачі, рубильники, контролери, командоапарати та інші перемикачі | Комутаційної апаратури (6150) |
| 5935 | З'єднувачі електричні                                                                          | З'єднувачі електричні низькочастотні, радіочастотні та комбіновані; штепсельні та штекерні з'єднування, патрони (лампотримачі), монтажне приладдя для з'єднувачів | З'єднувачів для волоконної оптики (6060 |
| 5940 | Затискачі, клеми та клеми-хомути електричні                                                    | Затискачі акумуляторних батарей, набори затискачів, затискні стойки, клеми електричні (замкові, приладові, для з'єднування під час випробовування та інші), електричні клеми-хомути | Цоколів електричних; затискачів електричних; контактів електричних                                                                         |
| 5945 | Реле та соленоїди                                                                              | Електромагнітні соленоїди | Вимикачів автоматичних (5925) |
| 5950 | Котушки індуктивності та трансформатори                                                        | Котушки індуктивності, включно дроселі; електромагнітні пристрої на котушках індуктивності (магнітні підсилювачі, електричні реактори та інші пристрої), трансформатори, автотрансформатори та стабілізатори струму і напруги для радіоелектронної апаратури та засобів зв'язку феромагнітні | |
| 5955 | Осцилятори та п'єзоелектричні кристали                                                         | Осцилятори гармонічні та негармонічні, п'єзоелектричні кристали | Кристалічних модульних осциляторів та некристалічних модульних осциляторів                                                                 |
| 5960 | Лампи та трубки електронні і монтажне приладдя                                                 | Лампи електронні приймально-підсилювальні, генераторні, модуляторні; лампи електронні надвисокочастотні (магнетрони, клістрони тощо), індикатори електронні, прилади фотоелектронні, електроннопроменеві трубки; трубки електронні осцилографічні, проєкційні тощо; електронні газонаповнені прилади (тиратрони, стабілітрони, знакові індикатори тощо); монтажне приладдя для електронних ламп та трубок                             | Рентгенівських трубок (6525), напівпровідникових приладів (5961)                                                                           |
| 5961 | Прилади напівпровідникові та монтажне приладдя                                                 | Діоди (випрямні, імпульсні, тунельні, варікапи тощо), транзистори (біполярні та польові), каскади транзисторів, тиристори, прилади напівпровідникові силові (діоди, транзистори, стабілітрони тощо) і фоточутливі, прилади напівпровідникові спеціальні, монтажне приладдя для напівпровідникових приладів | Мікросхеми (5962), оптоелектронні прилади (5980); діоди, які використовують у волоконно-оптичних системах (6032)                           |
| 5962 | Мікросхеми інтегральні                                                                         | Мікросхеми інтегральні напівпровідникові, гібридні, плівкові та інші: аналогові, цифрові та цифро-аналогові (детектори, фільтри, обчислювальні пристрої тощо); мікросхеми оптоелектронні, мікрозбірки та мікроблоки | Одиничних елементів схем, таких як конденсатори (5910), резистори (5905), діоди і транзистори (5961), печатні плати (5998), фільтри (5915) |
| 5963 | Модулі електронні                                                                              | Складові частини електронних пристроїв, які використовують у різному устаткованні для перетворювання електричної напруги та (або) струму за величиною, частотою та напрямком. Електронні модулі складаються з мікроелектронних складових частин і (або) елементів, розташованих у спеціальних корпусах | Мікросхеми (5962), знімні блоки електронного випробовувального устатковання                                                                |
| 5965 | Телефони, трубки мікротелефонні, мікрофони та гучномовці                                       | | |
| 5970 | Електроізолятори та електроізоляційні матеріали                                                | Електроізолятори (порцелянові, скляні, із спеціальних керамічних мас та інших матеріалів, а також трубчасті, кулясті для ручок, клемні, розтяжні, нейтралізувальні, набірні, для проводів живлення та інші), матеріали електроізоляційні (електроізоляційні рідини, стрічки смоляні, поліхлорвінілові, фрикційні тощо); електроізоляційні тканини, нитки та папір, арматуру ізолівну для електричних машин, пристроїв та устатковання | |
| 5975 | Вироби для електропроводки                                                                     | Канали електричні для прокладки кабелів, вводи та виводи для електропроводки та інші вироби для електропроводки | |
| 5977 | Щітки контактні електричні та електроди                                                        | Щітки контактні для електричних машин вугільні, графітні, метало-графітні, срібно-графітні; електроди вугільні, графітовані та світлові та інші електровугільні вироби | Анодів (5342); катодів; зварювальних електродів (3439)                                                                                     |
| 5980 | Прилади оптоелектронні та монтажне приладдя                                                    | Випромінювачі напівпровідникові інфрачервоного діапазону, оптопари (діодні, транзисторні, тиристорні, резистори тощо), індикатори оптоелектронні (шкальні, цифро-буквенні, графічні тощо); оптоелектронні детектори, перемикачі та інші прилади, що не показують, монтажне приладдя для оптоелектронних приладів | Електроосвітлювальної арматури та ламп (62)                                                                                                |
| 5985 | Антени, хвилеводи та пристрої, зв'язані з ними                                                 | Антени радіомовні (антени-щогли, антени-башти, магнітні, бігучої хвилі тощо), телевізійні (супутникові, штирьові тощо); антени для радіозв'язку, радіолокації та іншого призначення; фідерні пристрої, різні допоміжні пристрої | Конструкцій башт |
| 5990 | Сельсини та синхронізатори електричних машин                                                   | Сельсини-датчики, сельсини-приймачі та диференційні сельсини, синхронізатори електричних машин | |
| 5995 | Кабелі, шнури та проводи для апаратури зв'язку                                                 | Кабелі магістральні та місцевого зв'язку (сільські, шахтні, станційні тощо), кабелі зв'язку польові, проводи та шнури зв'язку різного призначення, кабелі авіаційні, корабельні, водолазні, підводні | Кабелів силових (6150), кабелів волоконно-оптичних (6015), кабелів спеціальних (5810)                                                      |
| 5996 | Підсилювачі                                                                                    | Підсилювачі операційні, електрометричні, радіочастот, проміжної та звукової частот; відеопідсилювачі, підсилювачі імпульсних сигналів | Магнітних підсилювачів (5950), антенних підсилювачів (5985)                                                                                |
| 5998 | Приладдя електричне та електронне: плати печатні та карти, шини (шинопроводи), засоби монтажні | | Монтажних плат та електронних компонентів в зборі, які можуть бути ідентифіковані затвердженою назвою предмета постачання                  |
| 5999 | Обладнання електротехнічне та електронне, яке не увійшло до інших класів даної групи           | Вироби для виконання прокладки мереж (кріпильні та електромонтажні), вироби металокерамічні та з феритів, вироби квантової електроніки (лазери тощо), вироби надвисокочастотної електроніки, електричні апарати для керування електротехнічними установками, п'єзоелектричні прилади | |

1. ↑  Цей клас Включає тільки такі фільтри та електричні схеми, які є комбінаціями резисторів, конденсаторів або котушок індуктивності, але не є комбінаціями тільки резисторів (5905), тільки конденсаторів (5910), тільки котушок індуктивності (5950).
2. ↑  Цей клас Включає тільки такі види збірок та комплектів кабелів, шнурів та проводів, які використовують для апаратури зв'язку та її складових частин, класифікованих у групах 58 та 59.

## Група 60: Матеріали волоконно-оптичні та допоміжне устатковання[1]
Охоплює: волоконно-оптичні кабелі; вузли та джгути, перемикачі, джерела світла, різні волоконно-оптичні пристрої для зв'язку та передачі даних (передавачі та приймачі оптичних сигналів, модулятори, фільтри тощо), волоконно-оптичні інтегральні схеми, пристрої волоконно-оптичні для передавання світла та зображення; з'єднувальні пристрої (муфти, з'єднувачі тощо); приладдя та матеріали, набори та комплекти деталей та інструмента для волоконно-оптичних систем.
| Клас | Опис                                                            | Включає | Не Включає                                                                 |
| ---- | --------------------------------------------------------------- | --- | -------------------------------------------------------------------------- |
| 6010 | Провідники волоконно-оптичні                                    | Дискретні волокна |                                                                            |
| 6015 | Кабелі волоконно-оптичні                                        | Кабелі волоконно-оптичні для зв'язку, передавання даних, світла та зображення, армувальні матеріали |                                                                            |
| 6020 | Вузли та джгути волоконно-оптичні                               | Вузли та джгути волоконно-оптичні, які використовують для передавання даних |                                                                            |
| 6021 | Перемикачі волоконно-оптичні                                    | Перемикачі, які використовують у селекторних лініях систем волоконної оптики |                                                                            |
| 6030 | Пристрої волоконно-оптичні                                      | Пристрої волоконно-оптичні: передавачі, приймачі, модулятори та демодулятори, фільтри, атенюатори, схеми інтегральні волоконно-оптичні та інші пристрої, які використовують у волоконно-оптичних системах |                                                                            |
| 6032 | Джерела світла волоконно-оптичні та фотодетектори               | Світловипромінювальні та лазерні діоди і фотодетектори, які використовують у системах волоконної оптики                                                                                                   |                                                                            |
| 6035 | Пристрої волоконно-оптичні для передавання світла та зображення | Пристрої, які використовують для передавання світла та (або) зображення | Пристроїв волоконно-оптичних для зв'язку та (або) передавання даних (6030) |
| 6060 | Пристрої з'єднувальні волоконно-оптичні                         | Усі типи кінцевих пристроїв волоконної оптики, такі як з'єднувачі, ділильні пристрої, розщеплювачі, змішувачі та інші пристрої                                                                            | Електричних з'єднувачів (5935)                                             |
| 6070 | Приладдя та матеріали для волоконно-оптичних систем             | Витратні та супутні матеріали, приладдя для волоконно-оптичних систем | Арматури та витратних матеріалів загального використання в електротехніці  |
| 6080 | Набори та комплекти волоконно-оптичних деталей                  | Комплекти деталей, набори інструменту, пристрої для з'єднування волоконно-оптичних систем, їх компоненти та споріднені засоби                                                                             | Герметиків (8030)                                                          |
| 6099 | Волоконно-оптичні компоненти інші                               | |                                                                            |

1. ↑  До цієї групи долучено тільки такі вироби волоконної оптики (складові частини, матеріали та пристрої), які використовують для зв'язку, передавання даних, світла та зображення.

## Група 61: Електроустатковання силове та розподільче, проводи та кабелі електричні
Охоплює: всі електродвигуни та джерела електроенергії, перетворювачі електроенергії, устатковання електромереж, системи енергетичні сонячні, провід та кабелі невизначеної довжини.
Не охоплює: електростартери, що є частиною двигунів (2920, 2925), реле (5945), трансформатори потужністю менше за 1 кВА (5950) і інші складові частини електроустатковання (59) та волоконно-оптичні матеріали та устатковання, радіочастотні кабелі (60), складові частини.
| Клас | Опис | Включає | Не Включає |
| ---- | --- | --- | --- |
| 6105 | Електродвигуни                                                                                                  | | Електростартерів для двигунів, які є складовою частиною двигунів (29) |
| 6110 | Устатковання для керування електромережами та електродвигунами                                                  | Системи керування електромережами комплектні, устатковання, апаратуру та прилади керування електромережами, апаратуру пускорегулівну для електродвигунів | Реле (5945) та резисторів (5905), механізмів автопілота (6615) |
| 6115 | Генератори та генераторні установки електричні (електростанції та електроагрегати)                              | Генератори електричні та комплекти типу генератор-двигун (електроагрегати) з усіма видами приводу | Двигунів електроагрегатів (28) та перетворювачів електромашинних (6125), електрогенераторів на хімічних паливних елементах (6116)                                                                                       |
| 6116 | Установки електричні на хімічних паливних елементах, частини складові, приладдя та інші джерела електроживлення | Електрогенератори на хімічних паливних елементах, що виробляють електроенергію за допомогою окислювально-відновлювальних реакцій; генератори теплоелектричні; апаратуру та прилади, специфічні для таких генераторів (насоси, теплообмінники, вентилятори)                                                                  | Хімічних джерел струму (6135, 6140), генераторів та генераторних установок електричних (6115) та таких складових частин (труби, насоси тощо), що не є специфічними. Ці частини прокласифіковані в інших групах (43, 47) |
| 6117 | Системи енергетичні сонячні                                                                                     | Системи енергетичні з сонячних елементів та батарей, що безпосередньо перетворюють сонячну енергію в електричну, а також термоелектричні системи | |
| 6120 | Трансформатори розподільчих та силових установок; устатковання трансформаторне та трансформаторні підстанції    | Трансформатори (понад 1 кВА) та автотрансформатори силові, підстанції трансформаторні, стабілізатори, устатковання підстанцій | Трансформаторів та стабілізаторів потужністю менше 1 кВА (5950) та трансформаторів вимірювальних (6625) |
| 6125 | Перетворювачі струму електромашинні                                                                             | Перетворювачі змінного струму в постійний електромашинні, зокрема для заряджання акумуляторних батарей; перетворювачі частоти струму, перетворювачі постійного струму в змінний, перетворювачі електричного струму для систем автоматики, телемеханіки та зв'язку; перетворювачі електричного струму для літальних апаратів | Генераторів та генераторних установок (електроагрегати) (6115) та перетворювачів електричного струму статичних (6130)                                                                                                   |
| 6130 | Джерела вторинного електроживлення (перетворювачі електричні статичні)                                          | Джерела (установки) постійного та змінного струму, апаратуру (фільтри, пристрої фазозсувні), пристрої зарядні, установки оперативного струму для електромереж | Випрямних елементів (5960, 5961), перетворювачів струму електромашинних (5125), трансформаторів (5950) |
| 6135 | Джерела струму первинні хімічні та їх приладдя                                                                  | Елементи електричні первинні сухі та такі, що замочують у воді; батареї цих елементів | Елементів, що заряджаються (6140) |
| 6140 | Джерела струму вторинні хімічні (що заряджаються)                                                               | Елементи, що заряджаються, сухі та паливні; акумулятори кислотні (свинцеві) та лужні | |
| 6145 | Проводи та кабелі електричні                                                                                    | Проводи та кабелі електричні невизначеної довжини | Кабелів радіочастотних (5985), кабелів, шнурів та проводів для устатковання зв'язку (5995), кабелів волоконно-оптичних (6015) та кабелів у складі силових передач та розподільчих систем (6150)                         |
| 6150 | Устатковання електросилових та розподільчих пристроїв інше                                                      | Кабелі силові та шнури для з'єднання, комутаційні пристрої, щити управління механізмами, щити під'єднання тощо | |
| 6160 | Приладдя електричних батарей                                                                                    | Ящики, банки, накривки, піддони, стелажі, прилади для експлуатування акумуляторних батарей та приладдя інше | |

## Група 62: Прилади і апаратура освітлювальні та лампи
Охоплює: арматуру електроосвітлювальну, внутрішню та зовнішню, прилади освітлювальні транспортних засобів, устатковання освітлювальне портативне переносне, лампи електричні, дроселі, патрони та стартери, прилади освітлювальні неелектричні.
Не охоплює: ліхтарів та світлофорів, систем сигналізації і попереджування (6310).
| Клас | Опис                                           | Включає | Не Включає |
| ---- | ---------------------------------------------- | --- | --- |
| 6210 | Прилади та арматура електроосвітлювальні       | Електроосвітлювальну арматуру внутрішню та зовнішню, збірно-розбірне електроосвітлювальне устатковання, ліхтарі, прожектори, світильники, плафони | Неелектричних вуличних освітлювальних пристроїв (6260)                                                                                       |
| 6220 | Прилади освітлювальні для транспортних засобів | Освітлювальні пристрої автомобільного транспорту, морського, залізничного та авіаційного транспорту                                               | Неелектричних освітлювальних пристроїв транспортних засобів                                                                                  |
| 6230 | Устатковання освітлювальне переносне та ручне  | Ліхтарі та прожектори ручні та переносні, подовжувачі для ламп                                                                                    | Неелектричного переносного та ручного освітлювального устатковання (6260), систем сигналізації та попереджування вуличних та дорожніх (6310) |
| 6240 | Лампи електричні                               | Лампи розжарювання, розрядні (люмінесцентні, ртутно-кварцові, газорозрядні, низького тиску, надвисокого тиску тощо)                               | Ламп для транспортних засобів (6220) |
| 6250 | Дроселі, патрони та стартери                   | Дроселі до освітлювальних приладів, стартери до люмінесцентних ламп, патрони до електричних ламп                                                  | |
| 6260 | Прилади освітлювальні неелектричні             | Ліхтарі неелектричні, лампи карбідні, свічки | |

## Група 63: Системи сигналізації та попередження
Охоплює: різні системи сигналізації та попередження (вуличні дорожні, суднові, залізничні, авіаційні), устатковання для фарватерів, системи охорони приміщень та територій, системи пожежної сигналізації, системи попередження і сигналізації особистої безпеки, складові частини.
Не охоплює: буїв, бакенів та віх (2050), сигнального устатковання суднових протипожежних та трюмно-баластних систем (2030), сигнальних пристроїв системи живлення авіаційних двигунів (2915).
| Клас | Опис | Включає | Не Включає                                               |
| ---- | --- | --- | -------------------------------------------------------- |
| 6310 | Системи сигналізації та попередження вуличні та дорожні                                                      | | Систем сигналізації та попередження залізничних (6330)   |
| 6320 | Системи сигналізації та попередження суднові та устатковання фарватерів                                      | |                                                          |
| 6330 | Системи сигналізації та попередження залізничні                                                              | Системи сигналізації на залізничних переїздах, шлагбауми, вогні миготливі термінової зупинки | Сигнальних прапорців                                     |
| 6340 | Системи сигналізації та попередження авіаційні                                                               | Устатковання для сповіщення екіпажу про аварійні ситуації | Систем попередження про падіння рівня пального в двигуні |
| 6350 | Системи (комплекси) та засоби технічні сигналізації та попередження, які не увійшли у другі класи цієї групи | Системи (комплекси) охорони та охоронної сигналізації приміщень та територій (спостерігання та виявляння, розвідувально-сигнальні, санкціонованого доступу, протидії несанкціонованому проникненню, охоронної сигналізації тощо), системи (комплекси) пожежної сигналізації, системи (комплекси) попередження та сигналізації особистої безпеки, засоби технічні цих систем (комплексів), пульти управління |                                                          |

## Група 65: Устатковання, інструмент та засоби медичні, стоматологічні та ветеринарні, предмети постачання медичного призначення інші
Охоплює: лікарські засоби, медичні витратні матеріали, реактиви, медичну техніку (інструмент, апарати, устатковання, прилади та приладдя) та санітарно-господарське майно (одяг, меблі, предмети догляду за хворими тощо), набори та комплекти медичні польові для надання першої медичної допомоги та інші медичні предмети постачання.
Не охоплює: бойових хімічних речовин (1365), промислового рентгенівського устатковання (6635), оптичних приладів промислового та військового призначення (6650), вати, яку використовують для пошиття одягу (8305), нелікувальних косметики та туалетного приладдя (8510, 8520, 8530).
| Клас | Опис | Включає | Не Включає |
| ---- | --- | --- | --- |
| 6505 | Засоби лікарські та біологічні препарати                                                                                            | Лікарські засоби, які складаються з хімічних з'єднань природного та синтетичного походження і використовуються для лікування, попереджування та діагностики захворювань людей, реактиви хімічні аналітичні та діагностичні, які використовують в медичних лабораторіях, кров донорську та її компоненти, препарати плазми крові | Бойових хімічних речовин (1365), бинтів (6510), марлі та виробів з неї (6510), шовних матеріалів (6515), косметичних засобів, до складу яких входять ліки (6508), діагностичних речовин та реактивів (6550) |
| 6508 | Косметика лікувальна та приладдя туалетне лікувальне індивідуальне                                                                  | Косметику та туалетне індивідуальне приладдя, які визначені як лікувальні засоби для людей та тварин | Нелікувальної косметики та туалетного приладдя (8510, 8520, 8530) |
| 6509 | Біопрепарати для ветеринарного застосування                                                                                         | Хімічні та біологічні препарати, створені спеціально для ветеринарного застосування | Препаратів та засобів, покласифікованих в класі 6505 |
| 6510 | Матеріали перев'язочні | Бинти, вату, марлю та вироби з неї медичні, вироби ватно-марлеві медичні, лейкопластирі та інші липкі перев'язувальні матеріали, вироби медичні перев'язувальні з нетканих матеріалів, кровозупиняючі засоби місцевого призначення | Вати, яку використовують для пошиття одягу (8320) |
| 6515 | Засоби, інструмент, устатковання медичні та хірургічні                                                                              | Інструмент медичний та хірургічний загального використання, прилади та апарати для функційної діагностики, для лікування, наркозні, пристрої та матеріали для заміщування органів та систем організму, апаратуру для переливання, вилучання, досліджування крові та розподіляння її на компоненти, устатковання та прилади загальнохірургічні, матеріали медичні та хірургічні витратні (ортопедичні, шовні тощо), устатковання медичне, хірургічне та медичних лабораторій пересувне, до медичного устатковання | Спеціалізованого стоматологічного та офтальмологічного інструменту, устатковання та витратних матеріалів (6520, 6540), апаратів рентгенівських дентальних (6525)                                            |
| 6520 | Інструмент, устатковання та засоби стоматологічні                                                                                   | Матеріали та вироби стоматологічні витратні (пластмаси, матеріали для зліпків, зуби штучні, коронки, матеріали пломбувальні), інструмент спеціалізований, який використовують в стоматології та ортодонтії, устатковання для терапевтичної та хірургічної стоматології, зубопротезних лабораторій, меблі для кабінету стоматології та спеціальні пристрої до стоматологічного устатковання | Інструменту хірургічного загального використовування (6515) |
| 6525 | Устатковання та засоби радіологічні та рентгенівські: медичні, стоматологічні та ветеринарні                                        | Апарати рентгенівські та радіологічні медичні, діагностичні та терапевтичні переносні, пересувні та стаціонарні; приладдя та матеріали витратні, які використовують під час рентгенографії, оброблення рентгенівських знімків та в медичній радіології; захисне приладдя від рентгенівського та альфа-, бета-, гамма-випромінювання, меблі та допоміжне устатковання рентгенівських та радіологічних кабінетів та лабораторій по обробленню рентгенівських знімків                                               | Промислового рентгенівського устатковання (6635) |
| 6530 | Меблі, устатковання, приладдя та витратні матеріали лікарняні                                                                       | Меблі лікарняні спеціалізовані (крісла, ліжка, столи, столики, шафи, тумби, ширми тощо), апарати, інструмент та приладдя для травматології та механотерапії, транспортні засоби для переміщення хворих, ліків, майна в межах лікарні, устатковання для стерилізації медичне (кип'ятильники, стерилізатори, машини для миття тощо), устатковання та приладдя для дезінфікування (апарати, камери дезінфікувальні, опромінювачі бактерицидні тощо), предмети догляду за хворими з різних матеріалів                | |
| 6532 | Одяг лікарняний та хірургічний та пов'язані з ним спеціальні цільові предмети                                                       | Одяг хірургічний зеленого кольору, одяг лікарняний білого кольору, предмети спеціальні, пов'язані з хірургічним та лікарняним одягом (рукавички, маски тощо) | Деталей одягу та текстильних матеріалів загального призначення (83, 84) |
| 6540 | Устатковання, інструмент та витратні матеріали офтальмологічні                                                                      | Апарати та прилади офтальмологічні та оптометричні, спеціалізований інструмент, який використовують в офтальмології, устатковання офтальмологічного кабінету та кабінету корекції зору, окуляри офтальмологічні та їх частини, устатковання оптичної майстерні та витратні матеріали, які використовують в офтальмології | Загальнохірургічних витратних матеріалів (6515), загально-хірургічного інструменту (6515), оптичних приладів промислового та військового призначення (6650)                                                 |
| 6545 | Набори та комплекти медичного інструменту та засобів польових                                                                       | Набори, комплекти та засоби індивідуальні та колективні польові, призначені для надання першої медичної допомоги ураженим в місцях масових санітарних втрат в районах стихійного лиха, у разі нещасних випадків і уражень різними видами зброї самим ураженим або іншою особою для попереджування або зменшування важких наслідків уражень | Наборів стоматологічного інструменту (6520), наборів офтальмологічного інструменту (6540), наборів інструменту для радіологічної терапії (6525)                                                             |
| 6550 | Речовини, реактиви, біологічні системи, набори та комплекти для аналізування вірусів та діагностики захворювань, що ними спричинені | Діагностичні засоби (пігулки для аналізування, випробні таблиці, слайди, паперові стрічки, карти, розчинники тощо); набори та комплекти, призначені для якісного та кількісного аналізування примірників крові, сечі і т. ін., для цілей медичної діагностики порушень функцій організму людей та тварин | Реактивів, які використовують для виготовляння ліків (6505) |

1. ↑  Частини устатковання медичного долучають до угруповання, де це устатковання покласифіковане.

## Група 66: Прилади та устатковання лабораторне[1]
Не охоплює: приладів та пристроїв керування зброєю (12), приладів медичних (6515, 6520), приладів нічного бачення (5855).
| Клас | Опис                                                                                      | Включає | Не Включає |
| ---- | ----------------------------------------------------------------------------------------- | --- | --- |
| 6605 | Прилади навігаційні                                                                       | Прилади для забезпечування навігації авіаційні, суднові та інших транспортних засобів, навігаційне устатковання фарватерів | Приладів пілотажних (6610), систем автоматичного керування польотом літальних апаратів (6615), апаратури радіонавігаційної (5825, 5826), автопілотів (6615), авторульових (6615) |
| 6610 | Прилади пілотажні                                                                         | Прилади пілотажні (мано- та барометричні, гіроскопічні та комплексні) | Приладів навігаційних (6605) |
| 6615 | Компоненти бортових гіроскопічних приладів та автоматичні пілотажні механізми             | Автоматичні пілотажні регулятори, шляхові, вертикальні, гідравлічні гіроскопічні засоби керування, а також засоби керування креном та поворотом, бортові автоматичні пілотажні механізми, автоматичні засоби стабілізації гелікоптерів, складові частини | Автоматичних пілотажних тренувальних пристроїв, автоматичних авіаційних механізмів керованих ракет (1420), приладів гіроскопічних навігаційних (6605) |
| 6620 | Прилади контролювання роботи двигунів                                                     | Прилади контролювання роботи двигунів (внутрішнього згоряння, газотурбінних та парових), що створені для конкретних видів двигунів | Приладів, створених для декількох видів двигунів та для широкого застосування. Вони прокласифіковані в інших класах цієї групи (6685, 6695) |
| 6625 | Прилади електричні та електронні контрольно-вимірювальні                                  | Всі основні види електричних та електронних вимірювальних приладів широкого використання, а також прилади для вимірювання параметрів телефонних ліній, вимірювальне інфрачервоне устатковання, прилади для досліджування характеристик електричних сигналів та засоби вимірювання параметрів радіоелектронних виробів                                             | Дозиметричного устатковання (6665) |
| 6630 | Прилади для хімічного аналізування                                                        | Аналізатори газів, рідин, аерозолів, твердих та сипучих речовин, прилади універсальні для визначання складу та властивостей газів, рідин та твердих речовин (щільноміри, віскозиметри тощо) | Хімікатів (68), діагностичних речовин та реактивів (6550), устатковання для виявляння родовищ газу (3835) |
| 6635 | Прилади та устатковання для досліджування та перевіряння фізичних властивостей матеріалів | Устатковання та прилади для визначання механічних та фізичних властивостей матеріалів та їх структури (для вимірювання твердості матеріалів, для випробовування матеріалів на удар), прилади та апаратуру рентгеноскопічну, устатковання та прилади для визначання фізичних властивостей матеріалів                                                               | Приладів для хімічного аналізування твердих речовин (6630), вимірювального інструменту загального використовування (5210), прецизійного вимірювального інструменту та перевіряльних шаблонів (5220) |
| 6636 | Камери, що моделюють умови навколишнього середовища та взаємозв'язане з ними устатковання | Камери, кабіни, труби аеродинамічні та інше устатковання для моделювання впливу навколишнього середовища на функціювання різного роду устатковання, приладів, систем, а також установки, які моделюють вплив ядерного вибуху | Контейнерів, камер, панелей загального призначення (5410), керованого кондиційного устатковання та комплектів (4240), ванн (4510), печей (7310), печей для випалювання та охолоджування (3630), базових контрольних комплектів для радіозонду (6660), різноманітних камер для повторного стискання (4220), висотних контрольних декомпресійних камер (6930), а також камер, які використовують як контрольні пристрої (6930), перевіряльне та випробовувальне устатковання (6625), пристроїв хімічного аналізування (6630), електричних та електронних вимірювальних приладів (6625), метеорологічного устатковання (6660) |
| 6640 | Устатковання та прилади лабораторні, матеріали витратні                                   | Устатковання лабораторій переносних комплектне різного призначення, устатковання та посуд лабораторні і спеціальне устатковання широкого використовування (насоси, центрифуги тощо), матеріали витратні | Приладів лабораторій медичних (6515) та зубопротезних (6520), лабораторних терезів (6670) |
| 6645 | Прилади для вимірювання часу                                                              | Годинники індивідуальні та настінні (настільні), суднові, для панелей приладів, годинники з автоматичним записом часу та лічильники часу | |
| 6650 | Прилади оптичні, устатковання дослідницьке, складові частини та приладдя                  | Біноклі, прилади оптичні спеціальні, прилади лабораторні (зокрема оптичні мікроскопи) | Приладів нічного бачення (5855), приладів оптичного керування вогнем (1240), приладів медичних офтальмологічних (6540), геофізичних та астрономічних (6655), скла оптичного (9340) |
| 6655 | Прилади геофізичні та астрономічні                                                        | Прилади для сейсмічних, гравіметричних, магнітних, електромагнітних, радіометричних, геофізичних, астрономічних та океанографічних досліджень | Приладів метеорологічних (6660) та приладів топогеодезичного забезпечування (6675), телескопів (6650) |
| 6660 | Прилади та апаратура метеорологічні                                                       | Прилади та апаратуру для вимірювання і реєстрування параметрів атмосфери, сонячного та теплового випромінювання, параметрів ґрунту, снігового та рослинного покриву, а також апаратуру радіоелектронну для метеорологічних вимірювань, збирання, обробки та відображення метеорологічної інформації                                                               | Приладів та устаткування для геофізичних не метеорологічних досліджень (6655) |
| 6665 | Прилади для виявляння РХБ небезпеки та засоби РХБ розвідки та контролювання               | Прилади для виявляння РХБ небезпеки та вимірювань; засоби РХБ розвідки та контролювання (сигналізатори, індикатори, аналізатори тощо), устаткування для виявляння наземних мін | |
| 6670 | Прилади для вимірювання маси                                                              | Прилади для вимірювання маси (ваги дискретної дії, транспортні, спеціальні настільні, побутові, спеціальні технологічні та бункерні) | Приладів лабораторних (6640) |
| 6675 | Прилади топогеодезичного забезпечування                                                   | Прилади топогеодезичного забезпечування (інструмент геодезичний, прилади фототопографічні, картографічні, засоби рухомі топогеодезичного забезпечування військ) | Приладів геофізичних (6655) та оптичних, що можуть бути віднесені до класу 6650 |
| 6680 | Потокоміри та витратоміри                                                                 | Потокоміри та витратоміри широкого використання (стаціонарні та лабораторні, переносні та лабораторні для повітря, газів, рідин та сипучих речовин незалежно від принципу дії, зокрема потокоміри та витратоміри електронні для автоматичних систем контролювання та регулювання), прилади для вимірювання рівня рідких та сипучих речовин, спідометри, тахометри | Приладів метеорологічних (6660) та комбінованих (6695), автоматичних клапанів управління (6680) |
| 6685 | Прилади для вимірювання тиску, температури та вологості                                   | Прилади широкого застосування для вимірювання тиску, температури та вологості (манометри, вакуумметри, тягоміри, термометри, вологоміри) | Приладів метеорологічних (6660), апаратів для вимірювання тиску крові та температури людей і тварин (6515), термостатичних та диференційних перемикачів (5930) |
| 6695 | Прилади комбіновані інші                                                                  | Пристрої гідродинамічного тиску, таксометри, динамометри | Приладів для визначання механічних властивостей матеріалів (6635), метеорологічних (6660), ваг (6670) |

1. ↑  Пристрої інфрачервоного випромінювання (зокрема їх вузли та компоненти), спроєктовані спеціально для використовування з приладами та лабораторним устаткованням, долучені до відповідної групи. Також долучені комп'ютери (комп'ютерні пристрої, комп'ютерні системи та компоненти), спроєктовані спеціально для використовування з приладами та устаткованням лабораторним.
2. ↑  Даний клас охоплює тільки камери, що моделюють навколишнє середовище та які використовують для проведення випробовувань для визначання фізичних ушкоджень та (або) зміни робочих характеристик устатковання та його компонентів у разі імітованих умов, таких як вологість, висота, вибух, термічний удар, пісок та пил, займистість, ущільнювання, занурювання тощо.

## Група 67: Апаратура кінематографічна та фотографічна[1]
| Клас | Опис                                            | Включає | Не Включає |
| ---- | ----------------------------------------------- | --- | --- |
| 6710 | Кінокамери                                      | Кінокамери (студійні, переносні, для аерозйомки та картографування, для підводної зйомки, для копіювання кінострічки)                         | Телекамер, відеокамер (5836), техніки радіозв'язку та телевізійної (за винятком бортової авіаційної) (5820), техніки радіозв'язку та телевізійної бортової авіаційної (5821) |
| 6720 | Фотокамери                                      | Фотокамери (студійні, для аерофотозйомки та картографування, для підводної зйомки, для копіювання)                                            | Рентгенівських камер (6525, 6635) |
| 6730 | Устаткування проєкційне фотографічне            | Кінопрєктори, діапроєктори, фотозбільшувачі, екрани проєкційні, апаратуру для зчитування з мікрофільмів та мікрофіш                           | |
| 6740 | Апаратура для обробки фотоматеріалів            | Апаратуру для проявляння, обробки, монтування та друкування фотоматеріалів                                                                    | Устаткування для обробки фотоматеріалів, в поліграфічній промисловості (3610), приладдя для обробки рентгенівської плівки (6525)                                             |
| 6750 | Фотоматеріали витратні                          | Фотопапір; фото- та кіноплівку, фотоплатівки необроблені; фотохімікати, речовини для фотоспалахів, лампи фотоспалаху та інше                  | Рентгенівської плівки (6525, 6635), електрографічного паперу для копіювання (7530)                                                                                           |
| 6760 | Устатковання додаткове та пристрої фотографічні | Об'єктиви, фотоекспонометри; світлофільтри, світломірники фотографічні; штативи, устаткування фотографічне спеціальне випробовувальне та інше | Ламп (6240), ламп фотоспалаху (6750) |
| 6770 | Кіноплівки та фотоплівки                        | Кіноплівки проявлені, озвучені та неозвучені; фотоплівки та фотоплатівки проявлені, слайди                                                    | Фільмів навчальних (6910), оброблених мікрофільмів (7670), оброблених рентгенівських плівок (6525, 6635)                                                                     |
| 6780 | Набори та комплекти фотографічних засобів       | | |

1. ↑  Ця група також охоплює комп'ютери (зокрема механізми, системи та складові частини комп'ютерів), спеціально призначені для використовування з фотографічним устаткуванням.

## Група 68: Продукти хімічні та хімікати[1]
| Клас | Опис                                                                                         | Включає | Не Включає |
| ---- | -------------------------------------------------------------------------------------------- | --- | --- |
| 6810 | Хімікати                                                                                     | Неорганічні хімічні продукти, каталізатори та сорбенти, органічні речовини основні, високомолекулярні органічні сполуки (полімери), синтетичні каучуки та латекси, дубильні речовини, декстрини та крохмалі, технічний желатин, хімічні речовини сльозоточивої та подразнювальної дії                              | Медичних хімікатів (6505), газоподібних хімічних речовин (6830), речовин для діагностики захворювань (6550), сорбентів для очищання від небезпечних речовин (4235), окислювачів неорганічних для рідкого палива (9135) |
| 6820 | Барвники                                                                                     | Барвники побутові | |
| 6830 | Гази стиснені та скраплені                                                                   | Нафтові та інші газоподібні вуглеводні скраплені, гази прості та складні інші, суміші газові, повітря | Хімічних газів військового призначення (1365), порожніх газових циліндрів та їх накривок (8120), медичних газів, клапанів та їх складових частин                                                                       |
| 6840 | Речовини та розчини дегазувальні, дезактивувальні, дезінфікувальні, родентициди та пестициди | Дегазувальні, дезактивувальні та дезінфікувальні речовини, засоби боротьби з шкідниками (гризунами, комахами), протигрибкові засоби, засоби боротьби з бур'янами, засоби проти проростання рослин, регулятори росту рослин, засоби для відлякування комах                                                          | Індивідуальних дезодорантів (8510) |
| 6850 | Хімікати спеціальні інші                                                                     | Речовини поверхнево-активні, речовини та препарати для обробки текстилю, хімікати для обробки пластмас та еластомірів різного призначення (прискорювачі вулканізації, стабілізатори, пластифікатори, модифікатори, каталізатори), засоби запобігання загнивання різних матеріалів, антифризи, протрави для насіння | |

1. ↑  Конкретні хімічні елементи та їх сполуки немедичного призначення класифікують у класі 6810. Суміші хімічних речовин або препарати, які виготовлені у спеціальному розчині (крім води), класифікують відповідно до їх призначення в інших класах групи, крім 6810. В окремих випадках хімічні продукти, які мають нехімічні назви, класифікують відповідно до їх використання в інших класах, відмінних від 6810, в той час як відповідні хімічні речовини класифікують у класі 6810.

## Група 69: Засоби навчально-тренувальні
| Клас | Опис                                                             | Включає | Не Включає |
| ---- | ---------------------------------------------------------------- | --- | --- |
| 6910 | Засоби навчання                                                  | Стенди навчально-діючі, устаткування спеціальне та прилади для навчальних центрів та навчальних комп'ютерних класів, фільми навчальні, плакати, макети, розрізи, комплекти стендові                                    | Боєприпасів навчальних та холостих (1305, 1310, 1315,1320) |
| 6920 | Тренажери та устаткування полігонів бойової техніки та озброєння | Тренажери, мішені, устаткування полігонне, засоби полігонного вимірювального комплексу і засоби забезпечування вимірювань; засоби збору, обробки інформації і АСУ вимірювань; засоби зв'язку для полігонів, директриси | Макетів безпілотних ракет, безпілотних ракет для тренувань, спостерігання, визначання керованих ракет та фоторозвідки, тренажерів атомної зброї, навчальних, симуляційних, холостих, тренувальних, практичних боєприпасів чи зброї (1080, 11) |
| 6930 | Тренажери систем керування                                       | Тренажери пілотажні, комплексні імітатори літаків та вертольотів, тренажери систем керування | Тренажерів конкретних зразків техніки, катапультних та стрілецьких (6920) |
| 6940 | Тренажери засобів зв'язку                                        | Тренажери радіолокаційні та зв'язку | |

## Група 70: Устаткування для автоматизованого (автоматичного) обробки даних, програмне забезпечування, устаткування допоміжне, матеріали витратні та компоненти
Включає: комплекси технічних засобів для автоматизованого (автоматичного) обробки даних, процесори (цифрові, аналогові, гібридні), пристрої вводу-виводу інформації, програмне забезпечування, устаткування допоміжне і перфораційне, міні- і мікрокомп'ютери для керованих пристроїв, механізмів та приладів, матеріали витратні та приладдя.
| Клас | Опис                                                                           | Включає | Не Включає |
| ---- | ------------------------------------------------------------------------------ | --- | --- |
| 7010 | Комплекси технічних засобів для автоматизованого (автоматичного) обробки даних | Комплекси технічних засобів для автоматизованого (автоматичного) обробки даних на основі цифрових, аналогових та гібридних ЕОМ | Цифрових (7020), аналогових (7021) та гібридних (7022) процесорів, пристроїв вводу-виводу інформації (7025), допоміжного устаткування автоматизованого (автоматичного) обробки даних (7035), перфораційного устаткування (7040), міні- та мікрокомп'ютерів для керування машинами, механізмами та процесами (7042), засобів збирання, обробки інформації та АСУ випробовувань тренувальних полігонів (6920) |
| 7020 | Процесори автоматичного обробки даних центральні аналогові                     | Аналогові процесори | |
| 7021 | Процесори автоматизованого обробки даних центральні цифрові                    | Цифрові процесори | |
| 7022 | Процесори автоматизованого обробки даних центральні гібридні                   | Гібридні процесори | |
| 7025 | Пристрої вводу-виводу та зберігання інформації автоматизованого обробки даних  | Всі види пристроїв вводу-виводу і зберігання інформації (пульти керування, дисплеї, монітори; пристрої вводу-виводу інформації на машинні носії, лазерні диски, принтери)                                                                       | |
| 7030 | Програмне забезпечування автоматизованого (автоматичного) обробки даних        | Операційні системи, транслятори, системи керування базами даних, сервісні програми, спеціальні програми, прикладні програми | |
| 7035 | Устаткування допоміжне для автоматизованого (автоматичного) обробки даних      | Устаткування для випробовування магнітної стрічки та магнітних дисків, дигітайзери, устаткування для склеювання магнітної стрічки, устаткування для передавання даних та інше допоміжне устаткування, та складові частини                       | |
| 7040 | Устаткування перфораційне                                                      | Машини розкладальні, перфоратори, табулятори, реперфоратори, машини сортувальні та інше перфораційне устаткування | Машин, якими управляють за допомогою програм, призначених для використовування з системою устаткування автоматичного обробки даних |
| 7042 | Комп'ютери міні- та мікро-, що керують                                         | Міні- та мікрокомп'ютери, які розроблені спеціально для керування машинами, механізмами та процесами | Міні- та мікрокомп'ютерів, які використовують як складові частини прицілів та пристроїв керування зброєю (1220); складових частин комп'ютерів (7021, 7025) |
| 7045 | Матеріали витратні та приладдя автоматизованого (автоматичного) обробки даних  | Магнітні стрічки, бобіни для магнітних стрічок, диски магнітні жорсткі і гнучкі, касети для магнітних стрічок, диски лазерні, коробки для магнітних носіїв та інші витратні матеріали і приладдя автоматизованого (автоматичного) обробки даних | |
| 7050 | Компоненти автоматизованого (автоматичного) обробки даних                      | Окремі блоки (вузли), які є взаємозамінними складовими частинами цифрових, аналогових та гібридних пристроїв обробкиданих | |

## Група 71: Меблі
Включає: меблі для житлових приміщень та установ, які розміщуються в будівлях та спорудах, а також спеціальні меблі, які монтують на рухомих транспортних засобах (літаках, суднах, вагонах тощо), складові частини меблів та фурнітура до них.
Не Включає: меблів для лікарень (6530), матраців, перин (7210), меблів для друкарень (3610).
| Клас | Опис                                       | Включає | Не Включає                                                                                            |
| ---- | ------------------------------------------ | --- | --- |
| 7105 | Меблі для житлових приміщень               | Меблі для сидіння, які трансформуються або не трансформуються в ліжка, з дерев'яним або металевим каркасом; столи для житлових приміщень різного призначення, деталі та вузли столів та меблів для сидіння, гарнітури меблеві та набори меблів для житлових приміщень, окремі меблі для житлових приміщень (ліжка, тумби тощо) | Меблів для лікарень (6530), матраців фабричного виробництва (7210), шаф для житлових приміщень (7125) |
| 7110 | Меблі для установ                          | Столи, шафи спеціальні, меблі для сидіння; набори меблів для установ (адміністративних, фінансових, зв'язку та культури), для навчальних закладів, для вокзалів, для підприємств торгівлі та громадського харчування, складові частини меблів для установ                                                                      | Меблів спеціальних для медичних установ (6530), меблів для друкарень (3610)                           |
| 7125 | Шафи, ящики, скрині, полиці                | Шафи для житлових приміщень різного призначення, які не входять до гарнітурів або наборів; ящики, полиці, скрині, комоди | Шаф спеціальних для установ (7110)                                                                    |
| 7195 | Меблі спеціальні інші та фурнітура меблева | Меблі суднові та аналогічне внутрішнє устаткування суднових приміщень, меблі та аналогічне внутрішнє устаткування салонів літаків та вагонів, фурнітуру меблеву (петлі, механізми трансформування, напрямні, стяжки, вироби для з'єднання та кріплення, замки, заскочки, засувки тощо)                                         | |

## Група 72: Обстановка житлових приміщень та приміщень установ, пристрої та прилади побутові
Включає: предмети та прилади для житлових приміщень та установ.
Не Включає: меблів (71), серветок та рушників з паперу (8540).
| Клас | Опис                                                                                | Включає | Не Включає |
| ---- | ----------------------------------------------------------------------------------- | --- | --- |
| 7210 | Обстановка житлових приміщень                                                       | Предмети домашньої обстановки з різних матеріалів; постільну, кухонну та столову білизну; ковдри, матраци, перини, подушки | Серветок (8540) та рушників з паперу (8540), підлогових покривів (7220), занавісок та штор (7230)                |
| 7220 | Покриття підлогові                                                                  | Килими та інші текстильні підлогові покриви, лінолеум на основі та безосновний в рулонах та плитках | Плиток для покриву підлог асфальтових, керамічних, мозаїчних тощо (5620)                                         |
| 7230 | Драпіровки, штори, навіси та пристрої для їх кріплення                              | Занавіски, штори, драпіровки, віконниці, жалюзі та пристрої для їх кріплення | |
| 7240 | Контейнери комунального призначення побутові та комерційного використання           | Тару (відра та інші вмістища) для сухих та рідких відходів, корзини для брудного одягу, урни та контейнери для сміття та відходів, інші контейнери аналогічного призначення                                                                         | |
| 7290 | Обстановка житлових приміщень та приміщень установ різна та побутові електроприлади | Обстановку житлових приміщень та установ, яка не увійшла в інші класи даної групи; електричні та неелектричні прилади для підтримання в приміщенні певної температури та вологи, готування їжі, пральні та сушильні машини та інші побутові прилади | Побутових кондиціонерів (4120), вентиляторів (4140) та холодильників (4110), пилососів, натирачів підлоги (7910) |

## Група 73: Устаткування та приладдя для готування їжі, сервірування та обслуговування на підприємствах харчування та у харчоблоках
Включає: стаціонарне та пересувне устаткування для готування, підігрівання, охолоджування та роздавання їжі на підприємствах громадського харчування та харчоблоках, спеціальне кухонне та столове устаткування на рухомих транспортних засобах; кухонні та столові прилади, приладдя та посуд, складові частини.
| Клас | Опис                                                           | Включає | Не Включає |
| ---- | -------------------------------------------------------------- | --- | --- |
| 7310 | Устаткування для готування їжі, хлібопечення та обслуговування | Стаціонарне та пересувне устаткування для готування їжі та хлібопечення на підприємствах громадського харчування, в харчоблоках та в похідних умовах (печі, плити, котли, апарати харчоварильні та для смаження); устаткування для підігрівання та охолоджування їжі (прилавки, вітрини); устаткування кухонне, буфетне, для їдалень спеціалізоване (камбузне, в літаках, в поїздах); устаткування для формування харчових порцій з підігріванням (охолоджуванням) або без цього | Установок холодильних (4110) та їх вузлів (4130)                                                                                     |
| 7320 | Устаткування та приладдя кухонні                               | Машини для очищування, подрібнювання, різання, перемішування та збивання продуктів харчування; машини для миття та санітарної обробки посуду; візки для сервірування та механічні засоби для переміщування їжі, посуду та інших вантажів на кухні та в залах їдалень | |
| 7330 | Посуд та ручний інструмент кухонні                             | Посуд кухонний для готування, зберігання та перенесення їжі (каструлі, казани, сковороди тощо); ручне приладдя для механізації кухонних та буфетних робіт (відкривачі, тертушки, сокири тощо), вмістища для зберігання харчових продуктів (банки, бутилі, глечики тощо) | Кухонного посуду з вмонтованими підігрівальними елементами (7310), ножів (7340), наборів та комплектів столового устаткування (7360) |
| 7340 | Прибори столові (ножі, виделки, ложки) та вироби ножові        | Прибори столові (ложки, виделки, ножі), ножі (господарські, мисливські, гастрономічні, складані) | |
| 7350 | Посуд для сервірування столу (тарілки, чашки тощо)             | Посуд для сервірування столу з різних матеріалів (тарілки, чашки, стакани, підставки для серветок, прибори для спецій тощо) | |
| 7360 | Набори та комплекти столового та кухонного устаткування        | Набори та комплекти кухонного та столового устаткування, посуду, столових приборів | |

## Група 74: Машини офісні, устаткування для обробки та копіювання текстової інформації та записування зображення
Включає: бухгалтерські та лічильні машини, друкарські машинки і набірно-розмножувальну апаратуру, устаткування для інформаційних картотек, апаратуру звукозапису та звуковідтворення, копіювальне устаткування і інше технічне устаткування для офісів, складові частини.
Не Включає: машин, устаткування, приладів і пристроїв, робота яких основана на використовуванні програмних засобів, а не окремих інструкцій (70), промислового копіювального устаткування (3610), спеціального устаткування для запису та відтворювання звуку (5835); точильних пристроїв для олівців і зшивачів (7520), устаткування копіювального промислового (3610).
| Клас | Опис                                                                | Включає | Не Включає |
| ---- | ------------------------------------------------------------------- | --- | --- |
| 7420 | Машини бухгалтерські та лічильні                                    | Машини лічильно-клавішні підсумовувальні, обчислювальні (механічні та електронні), лічильно-табличні бухгалтерські (фактурні та спеціальні); калькулятори та мікрокалькулятори | Машин, які використовують перфокарти (7040), а також машин та пристроїв, робота яких заснована на використовуванні програмних засобів, а не окремих інструкцій (70) |
| 7430 | Машинки друкарські та апарати набірно-розмножувальні                | Машинки друкарські універсальні (канцелярські, портативні, набірно-друкарські та інші); спеціалізовані (багатоклавіатурні, стенографічні, конструкторські та інші); апарати набірно-розмножувальні офісного типу з вмонтованими електронними функціями (виділяння берегів, абзаців, табулювання тощо), друкарські та набірно-друкарські автомати | Пристроїв виведення інформації на папір, які використовують програмні засоби (7025), устаткування друкарське промислове (3610)                                      |
| 7435 | Устаткування офісних інформаційних систем                           | Устаткування комп'ютерне та інше, що спеціально розроблене для обробки офісної інформації | Комплексів для автоматизованого (автоматичного) обробки даних (7010) загального призначення                                                                         |
| 7450 | Апаратура звукозапису та звуковідтворення офісного типу             | Диктофони універсальні та відтворювальні, портативні, відповідачі телефонні автоматичні, магнітофони, магнітофони-диктофони, диктофонні станції | Спеціальної апаратури для записування та відтворювання звуку (5835)                                                                                                 |
| 7460 | Устаткування копіювальне та устаткування для записування зображення | Апарати фото-, світло- та термокопіювальні, електроіскрові та електрографічні копіювальні; апарати мікрофільмувальні; відеозаписувальне устаткування ручне та з дистанційним керуванням та інше устаткування для запису зображення | Копіювального устаткування промислового (3610) |
| 7490 | Устаткування офісне різне                                           | Засоби офсетного та трафаретного друку, гектографи та ротатори, засоби обробки документів, апарати чекові обробні, валютообробні та інші | Точильних пристроїв для олівців, зшивачів (7520), розмножувального устаткування (7430)                                                                              |

## Група 75: Приладдя та витратні матеріали офісні
Включає: офісне приладдя, пристрої, витратні матеріали, книги, картки і форми канцелярські і реєстраційні та бланки форм документів державного використання.
Не Включає: пензлів для малювання (8020).
| Клас | Опис                                                                         | Включає | Не Включає                                                       |
| ---- | ---------------------------------------------------------------------------- | --- | ---------------------------------------------------------------- |
| 7510 | Матеріали витратні офісні                                                    | Олівці чорні та кольорові, ручки для пер, лінійки, чорнило, фарбу для печаток, засоби кріплення для паперів, гумки, стрічки клейкі та інші витратні матеріали офісні                                           | Пензлі для малювання (8020), конверти та листівки поштові (7690) |
| 7520 | Пристрої та приладдя офісні                                                  | Авторучки, кулькові ручки, автоматичні олівці, письмові прилади, точильні прилади для олівців, діркопробивачі, зшивальні прилади офісного типу, лічильні лінійки, швидкозшивачі, папки та інше приладдя офісне | Засобів для креслярських робіт (7490)                            |
| 7530 | Форми канцелярські та реєстраційні                                           | Форми документів, які використовують в межах підприємства або організації, поодинці або зшиті в книги | Форм документів державного рівня (7540)                          |
| 7540 | Форми стандартні, що схвалені для державного використання керівними органами | Стандартні форми документів, що схвалені для державного використання керівними органами (медичний облік, статистична звітність тощо)                                                                           |                                                                  |

## Група 76: Книги, карти та інші видання
Включає: літературу спеціальну та художню, періодичні видання, карти, атласи, схеми і глобуси, діаграми і результати геодезичних вимірювань, креслення і конструкторську документацію, музичну літературу, мікрофільми, довідники, класифікатори, каталоги, енциклопедії, словники, блокноти, цінні папери, грошові знаки, календарі та інші друковані видання.
| Клас | Опис                                                                            | Включає | Не Включає                                            |
| ---- | ------------------------------------------------------------------------------- | --- | ----------------------------------------------------- |
| 7610 | Книги та брошури                                                                | Літературу спеціальну та художню (зокрема дитячу), а також бібліографічні видання, технічні описи, інструкції, правила, статути | Періодичних видань (7630), літератури музичної (7660) |
| 7630 | Газети та інші періодичні видання                                               | |                                                       |
| 7640 | Карти, атласи, схеми та глобуси                                                 | |                                                       |
| 7641 | Карти, діаграми і результати геодезичних вимірювань аеронавігаційні (авіаційні) | |                                                       |
| 7642 | Карти, діаграми і результати геодезичних вимірювань гідрографічні               | |                                                       |
| 7643 | Карти, діаграми і результати геодезичних вимірювань топографічні                | |                                                       |
| 7644 | Карти, діаграми і результати геодезичних вимірювань цифрові                     | |                                                       |
| 7650 | Кресленики та конструкторська документація                                      | Кресленики (машинобудівні, будівельні, суднобудівні і літальних апаратів), конструкторські відомості, специфікації (державні, військові, відомчі тощо) |                                                       |
| 7660 | Література музична                                                              | | Навчальних посібників (69)                            |
| 7670 | Мікрофільми                                                                     | |                                                       |
| 7690 | Видання друковані різні                                                         | Довідники, класифікатори та каталоги, словники, енциклопедії, видання з образотворчого мистецтва, блокноти, записні книжки, телефонні реєстри, подарункові набори та сувенірні вироби, цінні папери, знаки грошові, марки, конверти, бланки документів, квитки, календарі, етикетки, перебивні картинки, наліпки | Літератури музичної (7660)                            |

## Група 77: Інструменти музичні, аудіо- та відеотехніка побутового типу
Включає: різні музичні інструменти і деталі та приладдя до них, фонографічну, радіо- та телевізійну апаратуру побутового типу, грамофонні платівки, аудіо- та відеокасети.
| Клас | Опис                                                                                           | Включає | Не Включає |
| ---- | ---------------------------------------------------------------------------------------------- | --- | --- |
| 7710 | Інструменти музичні                                                                            | Музичні інструменти (струнні клавішні, струнні щипкові, струнні смичкові, язичкові, духові, ударні, електромузичні тощо) | Деталей та приладдя музичних інструментів (7720), фонографічних апаратів (7730)                                                                             |
| 7720 | Деталі і приладдя музичних інструментів                                                        | Деталі, запасні частини та приладдя до різних музичних інструментів (підставки, струни, футляри, камертони тощо), спеціальні пристрої і приладдя для відтворювання гри на електромузичних інструментах                                    | |
| 7730 | Апаратура фонографічна, радіо- та телевізійна побутового типу                                  | Радіомовні приймачі, телевізійні приймачі кольорового та чорно-білого зображення, електрофони та електропрогравачі, магнітофони, апарати для відеозапису та відтворювання; радіоли, магнітоли та інші комбіновані радіоелектронні апарати | Фонографів, які працюють від монет (3550), носіїв запису звуку та зображення (7740)                                                                         |
| 7735 | Частини та додаткове устатковання для фонографів, радіо та телевізорів домашнього використання | Пристрої дистанційного керування, складові частини | Батарей (6135/6140), зарядних пристроїв, батарей (6130), навушників (5965), мікрофонів (5965), силових адаптерів/блоків живлення (6130) та динаміків (5965) |
| 7740 | Пластинки грамофонні; аудіо- та відеокасети                                                    | Пластинки, компакт-диски, стрічки магнітні, аудіо- та відеокасети | Навчально-тренувальних пластинок |

## Група 78: Інвентар, приладдя та пристрої для фізичної культури і спорту
Включає: інвентар, приладдя та пристрої для акробатики, спортивної та художньої гімнастики, легкої атлетики, водних та зимових видів спорту, для спортивних ігор, для прикладних видів спорту, ігри настільні та іграшки, устаткування для відпочинку і фізичної культури, паркове (гірки для ковзання, гойдалки, атракціони, більярд тощо).
| Клас | Опис                                                    | Включає | Не Включає             |
| ---- | ------------------------------------------------------- | --- | ---------------------- |
| 7810 | Інвентар для фізичної культури і спорту                 | Інвентар для акробатики, спортивної і художньої гімнастики, полювання і стрільби спортивної, легкої атлетики, водних та зимових видів спорту, спортивних ігор, прикладних видів спорту (альпінізм/бокс, боротьба, кінний спорт, стрільба з лука; важка атлетика, фехтування), а також інвентар суддівський і тренувальний | Ігор настільних (7820) |
| 7820 | Ігри настільні та іграшки                               | Ігри настільні (шахи, шашки, карти гральні тощо), іграшки |                        |
| 7830 | Устаткування для відпочинку і фізичної культури паркове | Устаткування для ковзаонок, паркових атракціонів, тирів, більярду, дитячих і спортивних майданчиків, різноманітних настільних ігор |                        |

## Група 79: Устаткування, інвентар та засоби для підтримування гігієни приміщень
Включає: устаткування, приладдя, інвентар та засоби, які забезпечують чистоту в приміщеннях (пилососи, натирачі підлоги, мітли, щітки, швабри, губки, засоби і інвентар для чищення і полірування).
Не Включає: речовин дезінфікуючих медичних (6840), відер та урн для сміття та відходів (7240), паст чистильних, полірувальних та шліфувальних промислового призначення (8010), туалетного мила (8520), кремів для гоління (8520).
| Клас | Опис                                                                  | Включає | Не Включає |
| ---- | --------------------------------------------------------------------- | --- | --- |
| 7910 | Пилососи та натирачі підлоги                                          | Пилососи, натирачі підлоги, машини для чищення килимів в приміщеннях житлових, громадського призначення та промислових | Самохідних та змонтованих на причепах пилососів |
| 7920 | Мітли, щітки, швабри, губки та інше приладдя для прибирання приміщень | Приладдя для прибирання приміщень (мітли, щітки, швабри, губки, ганчірки тощо) | Відер та урн для сміття та відходів (7240), щіток для волосся, зубних щіток, пензлів та щіток для фарбування, малювання                                           |
| 7930 | Засоби та інвентар для чищення та полірування (натирання)             | Чистильні порошки, вакси, мастики, мийні рідини, порошки та пасти мийні, мило господарське, поліролі меблеві та автомобільні, приладдя для чищення та полірування, засоби для очищування та зм'якшування води, засоби та приладдя для догляду за виробами зі шкіри | Паст чистильних, полірувальних та шліфувальних промислового призначення (8010), туалетного мила, кремів для гоління (8520), речовин дезінфікуючих медичних (6840) |

## Група 80: Пензлі, фарби, матеріали захисних покривів та клейкі речовини
Включає: лакофарбові матеріали на різній основі та їх компоненти, склади, які захищають поверхні матеріалів від старіння, корозії, вогню, клейкі речовини, та пензлі для нанесення фарб і речовин на поверхні виробів.
Не Включає: спеціального устаткування (пульверизатори) для фарбування (4940), барвників природних та синтетичних (6820), стабілізаторів (6850).
| Клас | Опис                                         | Включає | Не Включає                                                    |
| ---- | -------------------------------------------- | --- | ------------------------------------------------------------- |
| 8010 | Фарби, пасти, лаки та інші подібні матеріали | Фарби, лаки, емалі, ґрунтовки, шпаклівки, розчинники, розріджувачі; рідини для змивання фарб, лаків та емалей; пігменти, закріплювачі для фарб, сикативи, згущувачі та інші лакофарбові    | Барвників природних та синтетичних (6820)                     |
| 8020 | Пензлі малярні та художні                    | Пензлі малярні та художні, інше приладдя для нанесення лакофарбових матеріалів на поверхню виробів                                                                                         | Пульверизаторів для нанесення фарб на поверхню виробів (4940) |
| 8030 | Речовини консервувальні та ущільнювальні     | Компаунди, герметики та замазки консервувальні та ущільнювальні, суміші вогнезахисні та водозахисні, стабілізатори для полімерних та інших матеріалів, суміші для поливання та калькування | Стабілізаторів для пластмас та еластомірів (6850)             |
| 8040 | Речовини клейкі                              | Клеї природні, неорганічні, синтетичні термореактивні та синтетичні термопластичні; клейкі цементи                                                                                         |                                                               |

## Група 81: Контейнери, тара та пакування
Включає: мішки, бочки, каністри, ящики, коробки, корзини, балони газові, барабани та котушки, бутилі та каністри скляні; засоби упаковування, зберігання та перевезення сипучих матеріалів; ящики та спеціальні контейнери для боєприпасів, контейнери для перевезення спеціального устаткування (компонентів літаків, космічних засобів, кораблів, наземних транспортних засобів тощо).
| Клас | Опис                                                               | Включає | Не Включає |
| ---- | ------------------------------------------------------------------ | --- | --- |
| 8105 | Мішки та пакети                                                    | Мішки та пакети з різноманітних матеріалів, чохли та кришки для мішків та пакетів                                                                                    | |
| 8110 | Бочки та каністри                                                  | Бочки, каністри та кришки до них, контейнери поштові | |
| 8115 | Ящики, коробки та корзини                                          | Ящики і корзини з різноманітних матеріалів, коробки картонні | Ящиків спеціальних та контейнерів для боєприпасів, вибухових та хімічних речовин (8140), корзин господарських (7240) та корзин побутових для брудного одягу (7240), ящиків меблевого типу (7125) |
| 8120 | Балони газові промислові та побутові                               | Балони газові побутові та промислові, деталі запасні до газових балонів                                                                                              | |
| 8125 | Бутилі та каністри скляні                                          | Бутилі та каністри скляні | |
| 8130 | Барабани та котушки                                                | | |
| 8135 | Засоби упаковування, зберігання та перевезення сипучих матеріалів  | Папір, картон, тканину пакувальну, плівки полімерні, бункери, піддони, контейнери для зберігання та перевезення сипучих матеріалів, кріпильні та прокладні матеріали | Клейких матеріалів, алюмінієвої фольги, крім тієї, яку використовують для зберігання та обробки харчових продуктів                                                                               |
| 8140 | Ящики, пакування та спеціальні контейнери для боєприпасів          | Ящики та контейнери спеціальні для боєприпасів, керованих ракет, вибухових та хімічних речовин                                                                       | Контейнерів для перевезення та зберігання спеціального обладнання (8145) |
| 8145 | Контейнери для перевезення та зберігання спеціального устаткування | Контейнери для компонентів літаків, космічних транспортних засобів, кораблів та інші                                                                                 | Контейнерів для боєприпасів (8140) |

## Група 83: Вироби текстильні, шкіри, хутро, доклад до одягу та взуття, намети та прапори
Включає: текстиль, шкіри, хутра цілі нерозрізані, матеріали, які використовують для пошиття одягу (нитки, пряжа, підкладкові тканини, галантерейні вироби та приклад для одягу) та взуття (фурнітура до взуття, матеріали для низу взуття та підошов, колодки).
Не Включає: вати медичної (6510), волокон хімічних (9420), килимових виробів (7220), погонів (8455), пуху та пір'я необроблених (9430), шкіри та хутра необроблених (9430), виробів чоловічого (8440) та жіночого одягу (8445), багажного (8460) і спеціального приладдя (8465).
| Клас | Опис                                      | Включає | Не Включає |
| ---- | ----------------------------------------- | --- | --- |
| 8305 | Вироби текстильні                         | Тканини бавовняні, лляні, вовняні, конопляно-джутові, шовкові, штапельні; неткані полотна, вату, повсть, клейонки та різні плівкові матеріали | Килимових виробів (7220), вати медичної (6510) |
| 8310 | Пряжа та нитки                            | | |
| 8315 | Вироби галантерейні та доклад до одягу    | Вироби галантерейні текстильні (стрічки, полотно гардинно-тюлеве та мережане, бахрому тощо) в рулонах, нарізані та оброблені; вироби галантерейні шкіряні (сумки, ремені, рукавиці тощо); доклад до одягу (ґудзики, застібки, пряжки, галуни, гачки, кнопки тощо); допоміжні матеріали для пошиття одягу (шпильки, голки, бортівку, прокладки, плечові накладки тощо); приладдя для вишивання, в'язання та шиття | Пряжі та ниток (8310), погонів (8455), приладдя чоловічого (8440) та жіночого (8445) одягу, багажного (8460) та індивідуального приладдя (8465)                                                            |
| 8320 | Матеріали набивні та прокладкові          | Пух та пір'я оброблені, набивки бавовняні та із штучних матеріалів тканини для прокладки для одягу | Пуху та пір'я необроблених (9430), вати для медичних цілей (6510) |
| 8325 | Матеріали хутрові цілі                    | Тільки хутрові шкурки цілі оброблені, хутро штучне у рулонах | |
| 8330 | Шкіри                                     | Шкіри жорсткі, юхтові, хромові, штучні та сиром'ятні для виготовляння взуття, галантерейних виробів та головних уборів; шкіри для технічних цілей | Матеріалу для виготовляння ременів, фурнітуру для взуття (8335) |
| 8335 | Доклад до взуття та матеріали для підошов | Матеріали для низу взуття та підошов, елементи підошов, доклад до взуття (шнурки, заклепки, застібки, пряжки, крючки тощо); колодки та заготовки колодок для взуття | |
| 8340 | Намети та покриви непромокальні           | Намети табірні (офіцерські, солдатські), штифти та стрижні до них, покриви непромокальні багатоцільового призначення (брезенти тощо) | Покривів, спеціально створених для використовування з особливими типами устаткування. Ці покриви класифікують як складові частини в тих класах, до яких віднесено устаткування, для якого вони призначенні |
| 8345 | Прапори та вимпели                        | Державний та інші прапори, які затверджені в Україні; вимпели, прапорці, флагштоки та приладдя до них | |

1. ↑  У цьому класі про класифіковані тканини тільки у рулонах. Нарізані та сформовані тканини класифікують в тих класах, де про класифіковані вироби, для яких тканини нарізані або сформовані.
2. ↑  Матеріали хутряні, попередньо розрізані та сформовані, що обмежує їх корисність для спеціальних випадків застосування, долучають до того самого класу, що і вироби, для яких вони призначені.

## Група 84: Одяг, індивідуальне спорядження, знаки розрізнення та відзнаки[1]
| Клас | Опис                                                                    | Включає | Не Включає |
| ---- | ----------------------------------------------------------------------- | --- | --- |
| 8405 | Одяг верхній чоловічий                                                  | Чоловічі пальта, шинелі, кожухи, плащі, плащ-накидки, куртки, кітелі, тужурки, штани, костюми, сорочки верхні, головні убори | Спеціального одягу (8415), бронезахисного індивідуального спорядження (8470), виробів рукавичних (8440), взуття (8430)                                          |
| 8410 | Одяг верхній жіночий                                                    | Жіночі пальта, плащі, куртки, кітелі, тужурки, сукні, спідниці, сорочки (блузи), головні убори | Спеціального одягу (8415), виробів рукавичних, взуття (8435) |
| 8415 | Одяг спеціальний                                                        | Одяг захисний та запобіжний, одяг маскувальний; спеціальний одяг літній, демісезонний та утеплений; спеціальний одяг для комендантських частин, спецодяг для пожежників, роби матроські; спеціальний одяг для підводників, танкістів та інших спеціалістів; одяг та постільне майно для спецконтингенту; одяг спортивний                                                                                               | Одягу лікарняного та хірургічного (6532) |
| 8420 | Білизна спідня чоловіча                                                 | | |
| 8425 | Білизна спідня жіноча                                                   | Жіночі труси, панталони, бюстгальтери, корсетні вироби, спідні та нічні сорочки | |
| 8430 | Взуття чоловіче                                                         | Чоловічі чоботи, черевики, напівчоботи, напівчеревики та туфлі, спортивне взуття, палубне взуття, тапочки, сандалі, валянки, калоші тощо | |
| 8435 | Взуття жіноче                                                           | Жіночі чоботи, черевики, туфлі, тапочки | |
| 8440 | Вироби трикотажні верхні, вироби рукавичні та приладдя чоловічого одягу | Костюми тренувальні; чоловічі рейтузи, джемпери, светри, підшоломники та фески; рукавичні вироби, вироби панчішно-шкарпеткові, приладдя чоловічого одягу (хусточки, підтяжки, пояси, кашне, шарфи, краватки, коміри тощо) | |
| 8445 | Вироби трикотажні верхні, вироби рукавичні та приладдя жіночого одягу   | Вироби трикотажні верхні жіночі (джемпери, жилети, костюми тощо), вироби панчішно-шкарпеткові (панчохи, колготи, шкарпетки тощо), деталі жіночого одягу (ремені, хусточки носові, хустки головні, шарфи тощо), вироби рукавичні | |
| 8450 | Одяг та взуття для дітей та юнацтва                                     | Верхній та спідній (білизна) одяг швейний, вироби трикотажні та рукавичні, взуття, головні убори, деталі одягу для дітей та юнацтва | |
| 8455 | Знаки розрізнення, відзнаки та значки                                   | Тільки ті знаки розрізнення, які носять на одязі та головних уборах (погони, емблеми, нарукавні знаки, кокарди тощо) | |
| 8460 | Багажне приладдя                                                        | Валізи дорожні та спеціальні, скриньки солдатські, портфелі та інше багажне приладдя | Портфелів спеціальних, речових мішків (8465) |
| 8465 | Індивідуальне приладдя                                                  | Індивідуальне спеціальне приладдя: сумки, речові мішки, рюкзаки, ранці; портфелі фельд'єгерські, авіаційні та інші; чохли до індивідуальних харчових вмістищ, індивідуальне спеціальне приладдя захисне (респіратори, жилети, навушники, окуляри тощо), кобури та чохли до особистої холодної зброї та боєзапасів, індивідуальне спеціальне приладдя інше (наручники, лижі, пояси для амуніції, пістолетні пояси тощо) | Окулярів льотних (8475), туалетних речей, приладдя для харчування, контейнерів для сміття                                                                       |
| 8470 | Спорядження бронезахисне індивідуальне                                  | Одяг, спеціально розроблений для застосування як індивідуальний бронезахисний (бронежилети; шоломи кулестійкі, протиударні; щити протиударні захисні; ковдри та сумки вибухозахисні тощо) | Спеціального льотного одягу (8475), спеціального одягу, для якого основною функцією не є балістичний захист (8415)                                              |
| 8475 | Одяг льотний спеціальний та приладдя до нього                           | Маски кисневі та шоломи льотні; костюми висотно-компенсувальні, проти переобтяжувальні, висотні морські рятувальні, вентильовані та інші спеціальні льотні костюми; шкарпетки та рукавички компенсуючі, гермочеревики, гермочоботи, прилади для захисту очей льотні та інший спеціальний льотний одяг та приладдя | Звичайного літнього, демісезонного та утепленого льотного одягу та компонентів цього одягу, які використовують в комплекті із спеціальним льотним одягом (8415) |

1. ↑  Одяг та його деталі, призначені для використання як чоловіками, так і жінками, класифікують у відповідному «чоловічому» класі. В класах групи класифікують військовий та цивільний одяг.

## Група 85: Предмети та засоби особистої гігієни
Включає: засоби особистої гігієни парфумерно-косметичні; засоби та предмети особистої гігієни (догляду за порожниною рота, шкірою після гоління та волоссям); речі туалету особисті; вироби з туалетного паперу.
Не Включає: косметики та приладдя туалетного лікувального індивідуального (6508), посуду паперового (7350).
| Клас | Опис                                                                                  | Включає | Не Включає |
| ---- | ------------------------------------------------------------------------------------- | --- | --- |
| 8510 | Засоби особистої гігієни парфумерно-косметичні                                        | Засоби особистої гігієни парфумерні, косметичні, спеціальні (для засмаги, від засмаги, захисні від комах, для видаляння волосся тощо)                                                                     | Засобів особистої гігієни догляду за порожниною рота, шкірою після гоління та волоссям (8520), засобів лікувальних косметичних (6508) |
| 8520 | Засоби особистої гігієни догляду за порожниною рота, шкірою після гоління та волоссям | Засоби догляду за зубами та порожниною рота (пасти, порошки тощо), засоби догляду за волоссям, засоби для гоління, мило туалетне                                                                          | |
| 8530 | Речі туалету особисті                                                                 | Предмети для догляду за зубами та порожниною рота, предмети догляду за волоссям, предмети для гоління та речі туалету особисті різні (набори манікюрні, набори педікюрні, мочалки, пояси та віники банні) | Приладдя туалетного лікувального індивідуального (6508)                                                                               |
| 8540 | Вироби з туалетного паперу                                                            | Серветки для обличчя, папір туалетний, пакети гігієнічні, хустки носові, рушники паперові | Посуду для сервірування столу паперового (7350)                                                                                       |

## Група 87: Предмети постачання сільськогосподарські
Включає: усі види кормів для тварин (сільськогосподарські культури, продукцію та відходи різних виробництв), добрива та продукцію розсадників (насіння, саджанці тощо).
| Клас | Опис                             | Включає | Не Включає |
| ---- | -------------------------------- | --- | ---------- |
| 8710 | Фураж та корми                   | Культури кормові (коренеплідні, баштанні та зернобобові), культури кормові на силос, зерно фуражне; продукцію сінокосів, пасовищ та посівів; продукцію та відходи різних виробництв, які використовують як корм тваринам; готові корми для тварин, птахів та акваріумних риб |            |
| 8720 | Добрива                          | Добрива натуральні, мінеральні хімічні (азотні, фосфатні, калійні, борні та бормагнієві, складні) |            |
| 8730 | Насіння та продукція розсадників | Насіння різних культур, саджанці, цибулини, коренеплоди; чубуки та розсаду квітів, плодових та овочевих культур; квіти |            |

## Група 88: Тварини живі
Включає: живі тварини, які вирощують, відловлюють та відстрілюють для їжі, або використовують як робочі та службові.
| Клас | Опис                                        | Включає | Не Включає |
| ---- | ------------------------------------------- | ------- | ---------- |
| 8810 | Тварини живі, які використовують для їжі    |         |            |
| 8820 | Тварини живі, які використовують не для їжі |         |            |

## Група 89: Продукти харчування
Включає: різні продукти харчування натуральні та ті, що є продукцією харчової, м'ясо-молочної та рибної промисловості.
| Клас | Опис                                                                        | Включає | Не Включає |
| ---- | --------------------------------------------------------------------------- | --- | ---------- |
| 8905 | М'ясо, дичина, риба                                                         | М'ясо та субпродукти свійських та диких тварин та птиці свіжі, охолоджені чи заморожені; вироби з м'яса та субпродуктів тварин та свійської птиці (консервовані, варені, копчені, сушені, солоні); рибу живу, перероблену та консервовану; продукти з риби та з морепродуктів |            |
| 8910 | Молоко, продукти молочні та яйця                                            | Молоко сире, продукти молочні (молоко оброблене, вершки, бринза, сири, кисломолочні вироби, морозиво тощо), яйця птиці та яйцепродукти |            |
| 8915 | Фрукти та овочі                                                             | Плоди тропічних, цитрусових, кісточкових, ягідних, зерняткових, овочевих, бобових культур та коренеплоди |            |
| 8920 | Вироби хлібобулочні та круп'яні                                             | Хліб, вироби кондитерські, торти; вироби з борошна та тіста, призначені для тривалого зберігання; круп'яні вироби |            |
| 8925 | Цукор, цукерки, горіхи                                                      | Цукор очищений в сухих формах та рідкий, карамель, цукерки, шоколад, ірис, мармелад, східні солодощі та горіхи, мед та патоку |            |
| 8930 | Джеми, желе, консерви овочеві, фруктові та ягідні                           | |            |
| 8935 | Супи та бульйони концентровані                                              | |            |
| 8940 | Продукти харчування спеціальні дієтичні та продукти особливого виготовляння | Продукти для дитячого та дієтичного харчування особливого виготовляння (соки, сухі продукти, молочні продукти, консерви м'ясні, овочеві, плодові та ягідні) |            |
| 8945 | Масло та жири харчові                                                       | |            |
| 8950 | Приправи та спеції                                                          | Прянощі рослинні та суміші прянощів, соуси кулінарні та делікатесні (соєві, томатні, майонез, гірчиця тощо), додатки та приправи смакові (кислота лимонна, гідролізати, ваніль, ванілін і тощо)                                                                               |            |
| 8955 | Кава, чай, какао                                                            | Каву натуральну, кавові напої; чай натуральний, розчинний та фруктовий; какао та напої з нього, цикорій |            |
| 8960 | Напої безалкогольні                                                         | Мінеральні води; напої газовані, негазовані та сухі; сиропи; напої квасні, овочеві |            |
| 8965 | Напої алкогольні                                                            | Вина виноградні, шампанські та ігристі, плодоягідні; коньяки, напої та спирти коньякові; горілки та спирт питний, вироби лікеро-горілчані, пиво |            |
| 8970 | Набори харчові упаковані                                                    | Аварійні упаковки харчові (недоторканий запас), порційні харчові упаковки, набори харчові гуманітарної допомоги тощо |            |
| 8975 | Тютюн та вироби тютюнові                                                    | Тютюн, вироби тютюнові, махорку |            |

## Група 91: Паливо, мастила, оливи, воски
Включає: усі види палив (тверді, рідкі у контейнерах багаторазового використання, в'язкі), олив, мастил та мастильно-охолоджувальних речовин технологічних, нафту, парафін, воски, воскову продукцію.
Не Включає: рідкого ракетного палива в одноразових контейнерах (2845), газів стиснених та скраплених (6830), речовин консервувальних та ущільнювальних (8030).
| Клас | Опис                                                                         | Включає | Не Включає |
| ---- | ---------------------------------------------------------------------------- | --- | --- |
| 9110 | Паливо тверде                                                                | Кам'яне та буре вугілля, деревину паливну, кокс та напівкокс, брикети, сланці горючі, таблетки нагрівальні, вугілля деревне | Палива твердого ракетного (1376) |
| 9130 | Паливо рідке на основі нафти                                                 | Рідке паливо, яке містить більше ніж 50% нафти: бензин, гас, паливо бензинове реактивне, паливо гасове ракетне наливом або в контейнерах багаторазового використання | Твердого палива (9110), рідкого ракетного палива в одноразових контейнерах як складової частини ракет (2845)                        |
| 9135 | Паливо рідке та окиснювачі на хімічній основі                                | Рідке паливо, яке містить більше ніж 50% хімічних компонентів (однокомпонентне, двокомпонентне та багатокомпонентне), та окиснювачі неорганічні рідкі, які розроблені тільки для використання в ракетних двигунах та розміщені в контейнерах багаторазового використання | Газів стиснених та скраплених (6830), рідкого палива на хімічній основі в одноразових контейнерах як складової частини ракет (2845) |
| 9140 | Паливо в'язке нафтове                                                        | Паливо дизельне та котельне нафтове, паливо моторне (мазут), паливо газотурбінне, паливо в'язке пічне побутове, паливо ілюмінаційне | |
| 9150 | Оливи, мастила та спеціальні рідини технологічні, змащувальні та гідравлічні | Оливи нафтові мастильні, мастила пластичні, суспензії, мастила тверді шаруваті (з графітом, слюдою, тальком тощо), вазеліни нафтові та петролатуми, засоби мастильно-охолоджувальні технологічні (рідини, пасти), рідини змащувальні та гідравлічні                      | Речовин консервувальних (8030) |
| 9160 | Матеріали паливно-мастильні інші, нафта, парафін, воски                      | Нафту для виробництва нафтопродуктів, нафтові парафіни, воски (озокерит, церезин, воски синтетичні), продукцію воскову (суміші воскові), білі оливи, оливи вакуумні, оливи різного призначення (консерваційні рослинного та тваринного походження тощо)                  | Мастильних матеріалів та спеціальних рідин для машин та механізмів (9150)                                                           |

## Група 93: Матеріали неметалеві оброблені
Включає: папір та картон, вироби з гуми та пластмас, скло, вогнетриви та речовини вогнестійкі, вироби з азбесту, слюди, кварцу.
Не Включає: паперу та картону гофрованого та пакувального (8135), будівельного тепло- та звукоізоляційного (5640), покрівельного та гідроізоляційного (5650), електроізоляційного (5970), цигаркового (9920), паперу туалетного (8540), паперових рушників (8540), паперових витратних офісних матеріалів (7510), блокнотів (7690), електроізоляторів (5970), заготовок для лінз офтальмологічних (6540), кабелів волоконно-оптичних (6015).
| Клас | Опис                                                                   | Включає | Не Включає |
| ---- | ---------------------------------------------------------------------- | --- | --- |
| 9310 | Папір та картон                                                        | Папір для друку, писальний, зошитовий, креслярський, малювальний; папір-основу, папір та картон технічний | Паперу та картону гофрованого та обгорткового (8135), тепло- та звукоізоляційного (5640), гідроізоляційного (5650), електроізоляційного (5970), паперу цигаркового (9920), паперових рушників (8540), паперових витратних офісних матеріалів (7510), блокнотів (7690) |
| 9320 | Матеріали гумові оброблені                                             | Матеріали конструкторські та будівельні, виготовлені методом шприцювання або каландрування, з гумової суміші (профілі, труби, пластини, стрічки тощо); матеріали виготовлені з твердої гуми (ебоніту): листи, балки, прутки, смуги тощо | Готових виробів з гуми (їх класифікують у відповідних назвах класів) та деталей, що входять до складу устаткування (класифікують як складові частини устаткування) |
| 9330 | Матеріали пластмасові оброблені                                        | Конструкційні матеріали з ацетатів целюлози та пластмас (бруски, прутки, листи, стрічки тощо), зокрема оргскло | Готових виробів з пластмаси (їх класифікують у відповідних назвах класів), деталей, що входять до складу устаткування (класифікують як складові частини устаткування), штучного волокна (9420), паперу (9310), органічного скла (9340)                                |
| 9340 | Матеріали скляні оброблені                                             | Скло неорганічне для будівництва, промисловості та побутових цілей у вигляді листів, прутків, профілів, труб тощо, заготовки скляні оптичні, матеріали зі скловолокна                                                                   | Ізоляторів (5970), заготовок для лінз офтальмологічних (6540), кабелів волоконної оптики (6015), готових виробів зі скла (їх класифікують у відповідних назвах класів); деталей, що входять до складу устаткування (класифікують як складові частини устаткування)    |
| 9350 | Матеріали вогнетривкі та вогнестійкі                                   | | |
| 9390 | Матеріали неметалеві оброблені інші, які не увійшли в інші угруповання | Матеріали оброблені з азбесту, слюди, кварцу, матеріали на основі графіту, матеріали витратні гончарні тощо | |

## Група 94: Матеріали неметалеві необроблені
| Клас | Опис                                                  | Включає | Не Включає                                                                     |
| ---- | ----------------------------------------------------- | --- | ------------------------------------------------------------------------------ |
| 9410 | Матеріали рослинного походження                       | Лікарську рослинну сировину, необроблені рослинні ароматичні та інші матеріали для виробництва парфумів, необроблене тютюнове листя |                                                                                |
| 9420 | Волокна рослинні, тваринні та хімічні                 | Бавовну, вовну, шовк, волосся тварин, штучні та синтетичні волокна та інше                                                          | Скловолокна (9340), азбестового волокна (9390), волокна для світловодів (6010) |
| 9430 | Продукти не харчові тваринного походження необроблені | Пір'я і пух, слонову кістку, щетину, шкіру, хутро та інші нехарчові необроблені продукти тваринного походження                      |                                                                                |
| 9440 | Продукти сільськогосподарські та лісові необроблені   | Зерно хлібних злаків, цукрову тростину, гуму (каучук), інші сільськогосподарські та лісові продукти необроблені                     |                                                                                |
| 9450 | Відходи неметалевих матеріалів                        | |                                                                                |

## Група 95: Прутки, стрижні, бруски, листи металеві
Включає: металеві прутки, стрижні, бруски, листи тільки в масі.
Не Включає: стрічок та дроту пакувального (8135), рейок та інших деталей рейкових шляхів (2250).
| Клас | Опис                                                                | Включає | Не Включає                                                  |
| ---- | ------------------------------------------------------------------- | --- | ----------------------------------------------------------- |
| 9505 | Дріт сталевий неелектричний                                         | Неелектричний дріт в масі                                                                                          | Проводів та кабелів електричних невизначеної довжини (6145) |
| 9510 | Прутки та стрижні сталеві                                           | Прутки, стрижні та прокат круглий сталевий тільки в масі                                                           | Напівфабрикатів (9640)                                      |
| 9515 | Штаба, листи та пластини сталеві                                    | Матеріали сталеві тільки в масі, а саме: бронепластини, прокат листовий, плити настилу, листи перфоровані та штабу | Смуг та дроту пакувального (8135), плит необроблених (5340) |
| 9520 | Профілі сталеві з високо- та низьковуглецевої сталі                 | Профілі сталеві з високо- та низьковуглецевої сталі тільки в масі                                                  | Рейок та інших деталей рейкових шляхів (2250)               |
| 9525 | Дріт із кольорових металів та їх сплавів неелектричний              | Неелектричний дріт в масі з кольорових металів                                                                     |                                                             |
| 9530 | Прутки та стрижні з кольорових металів та їх сплавів                | |                                                             |
| 9535 | Пластини, листи, штаби та фольга з кольорових металів та їх сплавів | Вироби з кольорових металів тільки в масі, а саме: пластини, листи, штабу, фольгу, зокрема перфоровані             |                                                             |
| 9540 | Профілі з кольорових металів та їх сплавів                          | Профілі з кольорових металів та їх сплавів тільки в масі                                                           |                                                             |
| 9545 | Пластини, листи, штаби, фольга та дріт з дорогоцінних металів       | Вироби з дорогоцінних металів тільки в масі, а саме: пластини, листи, штабу, фольгу та дріт                        | Дорогоцінних металів для стоматологічних потреб (6520)      |

## Група 96: Руди, мінерали, їх первинні продукти, брухт та відходи металів
Включає: руди, мінерали, матеріали присадкові, напівфабрикати, зливки та напівфабрикати з кольорових металів, злитки дорогоцінних металів, брухт та відходи чорних і кольорових металів.
| Клас | Опис                                                       | Включає | Не Включає                                                                                   |
| ---- | ---------------------------------------------------------- | --- | -------------------------------------------------------------------------------------------- |
| 9610 | Руди                                                       | Руди залізні, кольорових металів, уранові, торієві та інші                                                    |                                                                                              |
| 9620 | Мінерали                                                   | Мінерали природні (добрива мінеральні, пірит, сірку, силікати, оксиди і гідроксиди тощо), мінерали синтетичні | Піску (5610), абразивів (5350), гравію (5610), бентонітової глини, вогнестійкої глини (9350) |
| 9630 | Матеріали присадкові металеві                              | Матеріали присадкові, що поліпшують характеристики металів                                                    |                                                                                              |
| 9640 | Продукти металургійні в первинних формах та напівфабрикати | Зливки, напівфабрикати з чавуну, нелегованої та легованої сталі                                               |                                                                                              |
| 9650 | Зливки та напівфабрикати з кольорових металів              | Зливки та напівфабрикати з кольорових металів                                                                 |                                                                                              |
| 9660 | Зливки дорогоцінних металів                                | |                                                                                              |
| 9670 | Брухт та відходи чорних металів                            | Всі види відходів та брухту чорних металів                                                                    |                                                                                              |
| 9680 | Брухт та відходи кольорових металів                        | Всі види відходів та брухту кольорових металів                                                                |                                                                                              |

## Група 99: Різне
Включає: вироби, ніде не про класифіковані.
| Клас | Опис                                                  | Включає | Не Включає                                                                                     |
| ---- | ----------------------------------------------------- | --- | ---------------------------------------------------------------------------------------------- |
| 9905 | Знаки, щити, вказівники                               | Електричні та друковані знаки (зокрема дорожні), ярлики та бланки загального призначення, макети, дисплейні форми вказівників |                                                                                                |
| 9910 | Вироби ювелірні                                       | Вироби ювелірні з дорогоцінних металів та каменів                                                                             | Годинників (6645), столових приборів (7340), курильного приладдя (9920), промислових діамантів |
| 9915 | Цінності колекційні та історичні                      | Антикваріат, монети, марки |                                                                                                |
| 9920 | Приладдя курильне та сірники                          | Сірники, запальнички, папір для цигарок, люльки, приладдя для чищення люльок тощо                                             |                                                                                                |
| 9925 | Устаткування, прикраси (начиння) та приладдя церковні | Облачення, ризи, вівтарі, чаші церковні тощо                                                                                  |                                                                                                |
| 9930 | Пам'ятники, приладдя кладовищенське та поховальне     | Дошки могильні, пам'ятники, труни, ящики поховальні та інше поховальне приладдя                                               | Катафалків, холодильників для моргів                                                           |
| 9999 | Різне інше                                            | Вироби, які не можуть бути про класифіковані в жодному з інших класів                                                         |                                                                                                |